# Lijst van nachtvlinders in Madagaskar

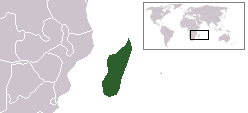
Locatie van Madagaskar

Dit is een lijst van nachtvlinders in Madagaskar. Deze lijst bevat 4794 soorten.

## Adelidae

### Adelinae
- Adela gymnota (Meyrick, 1912)
- Adela tsaratanana (Viette, 1954)

## Alucitidae

### Alucitinae
- Alucita dohertyi (Walsingham, 1909)
- Alucita dorcadius (Hering, 1917)
- Alucita euscripta Minet, 1976
- Alucita malawica Ustjuzhanin & Kovtunovich, 2016
- Alucita murzini Ustjuzhanin & Kovtunovich, 2016

## Argyresthiidae
- Argyresthia andrianella Gibeaux, 1983
- Argyresthia bobyella Gibeaux, 1983
- Argyresthia flavipes Gibeaux, 1983
- Argyresthia inexpectella Gibeaux, 1983
- Argyresthia italaviana Gibeaux, 1983
- Argyresthia pumilella Gibeaux, 1983
- Argyresthia pusiella Gibeaux, 1983
- Argyresthia resplenderella Gibeaux, 1983
- Argyresthia tristella Gibeaux, 1983

## Autostichidae
- Meleonoma diehlella Viette, 1955
- Meleonoma impulsa Meyrick, 1934

### Autostichinae
- Encrasima insularis (Butler, 1880)

## Bombycidae

### Bombycinae
- Ocinara malagasy Viette, 1965

## Brachodidae

### Phycodinae
- Nigilgia seyrigella Viette, 1955
- Nigilgia toulgoetella Viette, 1955

### Pseudocossinae
- Pseudocossus boisduvalii Viette, 1955
- Pseudocossus mineti Yakovlev, 2011
- Pseudocossus olsoufieffae Yakovlev, 2011
- Pseudocossus pljustchi Yakovlev & Saldaitis, 2011
- Pseudocossus uliginosus Kenrick, 1914
- Pseudocossus viettei Yakovlev, 2011

## Callidulidae

### Griveaudinae
- Griveaudia charlesi Viette, 1968
- Griveaudia nigropuncta Viette, 1958
- Griveaudia vieui Viette, 1958

### Pterothysaninae
- Caloschemia pulchra (Butler, 1878)
- Pterothysanus pictus Butler, 1884

## Carposinidae
- Meridarchis scyrodes Meyrick, 1916
- Meridarchis unitacta Diakonoff, 1970

## Choreutidae

### Choreutinae
- Tebenna micalis (Mann, 1857)

## Coleophoridae

### Coleophorinae
- Coleophora leucobela (Meyrick, 1934)
- Coleophora lastukhini (Anikin, 2019)

## Copromorphidae
- Rhynchoferella syncentra (Meyrick, 1916)

## Cosmopterigidae

### Antequerinae
- Gibeauxiella reliqua (Gibeaux, 1986)
- Macrobathra antimeloda Meyrick, 1930
- Macrobathra auratella Viette, 1958
- Macrobathra sikoraella (Viette, 1956)

### Cosmopteriginae
- Anatrachyntis simplex (Walsingham, 1891)
- Cosmopterix athesiae Huemer & Koster, 2006
- Cosmopterix attenuatella (Walker, 1864)
- Falcatariella catalaiella Viette, 1949
- Falcatariella hirsutella Viette, 1968
- Isidiella labathiella (Viette, 1956)
- Pyroderces ocreella Viette, 1955
- Stagmatophora chopardella Viette, 1954
- Stagmatophora diakonoffi Viette, 1968

### Scaeosophinae
- Hyalochna malgassella Viette, 1963
- Scaeosopha betrokensis Sinev & Li, 2012

## Cossidae

### Cossinae
- Diogodiasia catalai Yakovlev, 2022
- Diogodiasia crassilineatus (Gaede, 1929)
- Diogodiasia martini Yakovlev, 2022
- Hirtocossus cirrilator  (Le Cerf, 1919)
- Hirtocossus crucis (Kenrick, 1914)
- Planctogystia albiplagiatus (Gaede, 1929)
- Planctogystia breviculus (Mabille, 1880)
- Planctogystia brunneofasciatus (Gaede, 1929)
- Planctogystia fulvosparsus (Butler, 1882)
- Planctogystia gaedei (Schoorl, 1990)
- Planctogystia legraini Yakovlev & Saldaitis, 2011
- Planctogystia lemur Yakovlev, 2009
- Planctogystia olsoufieffae Yakovlev, 2011
- Planctogystia parvulus (Kenrick, 1914)
- Planctogystia pavidus (Butler, 1882)
- Planctogystia sakalava (Viette, 1958)
- Planctogystia senex (Butler, 1882)

### Zeuzerinae
- Phragmataecia itremo Viette, 1974
- Strigocossus ambahona (Viette, 1954)
- Strigocossus cretacea (Butler, 1878)
- Zeuzeropecten altitudinis (Viette, 1958)
- Zeuzeropecten castaneus (Kenrick, 1914)
- Zeuzeropecten combustus (Kenrick, 1914)
- Zeuzeropecten grandis (Viette, 1951)
- Zeuzeropecten lactescens Gaede, 1929
- Zeuzeropecten lecerfi (Viette, 1958)
- Zeuzeropecten occultoides (Kenrick, 1914)

## Crambidae

### Acentropinae
- Argyractis coloralis (Guenée, 1854)
- Argyrophorodes anosibalis Marion, 1956
- Argyrophorodes catalalis (Marion & Viette, 1956)
- Argyrophorodes dubiefalis Viette, 1978
- Argyrophorodes grisealis Marion, 1956
- Argyrophorodes hydrocampalis Marion, 1956
- Cataclysta albifulvalis Marion, 1956
- Cataclysta albipunctalis Hampson, 1897
- Cataclysta ambahonalis (Marion, 1954)
- Cataclysta confusalis Marion, 1956
- Cataclysta diehlalis Marion, 1956
- Cataclysta ochrealis Marion, 1956
- Cataclysta pusillalis Saalmüller, 1880
- Cataclysta suffuscalis Marion, 1956
- Cataclysta supercilialis Hampson, 1897
- Elophila africalis Hampson, 1906
- Elophila minimalis (Saalmüller, 1880)
- Eoophyla fusconebulalis (Marion, 1954)
- Nymphicula argyrochrysalis (Mabille, 1900)
- Nymphicula callichromalis (Mabille, 1879)
- Nymphicula diehlalis (Marion, 1956)
- Oligostigma flavialbalis Hampson, 1917
- Oligostigma rufiterminalis Hampson, 1917
- Parapoynx diminutalis Snellen, 1880
- Parapoynx fluctuosalis (Zeller, 1852)
- Parapoynx luteivittalis (Mabille, 1880)
- Parapoynx minoralis Mabille, 1881
- Parapoynx plumbefusalis (Hampson, 1917)
- Parapoynx stagnalis (Zeller, 1852)
- Stegothyris fasciculalis (Zeller, 1852)
- Symphonia marionalis Viette, 1958
- Symphonia nymphulalis Marion & Viette, 1956
- Thevitella alphalis Viette, 1958

### Crambinae
- Alphacrambus prodontellus (Hampson, 1919)
- Ancylolomia auripaleella Marion, 1954
- Ancylolomia capensis Zeller, 1852
- Ancylolomia perfasciata Hampson, 1919
- Ancylolomia punctistrigellus (Mabille, 1880)
- Angustalius ditaeniellus Marion, 1954
- Angustalius malacellus (Duponchel, 1836)
- Angustalius philippiellus Viette, 1970
- Calamotropha discellus (Walker, 1863)
- Calamotropha malgasella Bleszynski, 1970
- Calamotropha paludella (Hübner, 1824)
- Calamotropha zoma Viette, 1971
- Charltona ariadna Bleszynski, 1970
- Chilo orichalcociliella (Strand, 1911)
- Chilo partellus (Swinhoe, 1886)
- Chilo sacchariphagus (Bojer, 1856)
- Crambus zelator Bassi, 1992
- Culladia achroellum (Mabille, 1900)
- Euchromius klimeschi Bleszynski, 1961
- Euchromius mythus Bleszynski, 1970
- Euchromius ocellea (Haworth, 1811)
- Haimbachia leucopleuralis (Mabille, 1900)
- Malgasochilo autarotellus Bleszynski, 1970
- Pediasia gertlerae Bleszynski, 1969
- Pediasia naumanni Bleszynski, 1969
- Pediasia scolopendra Bleszynski, 1969
- Prionapteryx texturella Zeller, 1877
- Productalius tritaeniellus Marion, 1954
- Pseudocatharylla berberichi Bleszynski, 1970
- Sebrus amandus Bleszynski, 1970
- Zacatecas ankasokellus (Viette, 1960)

### Glaphyriinae
- Crocidolomia pavonana (Fabricius, 1794)
- Goniophysetis actalellus (Viette, 1960)
- Goniophysetis cuthberti Agassiz, 2022
- Goniophysetis malgassellus (Viette, 1960)
- Hellula undalis (Fabricius, 1781)
- Hyperlais xanthomista Mey, 2011
- Melouia aspidophoralis Agassiz, 2022
- Noorda blitealis Walker, 1859
- Noorda diehlalis Marion & Viette, 1956
- Ptychopseustis brunneoflavalis Agassiz, 2022
- Ptychopseustis sinualis Agassiz, 2022
- Ptychopseustis suffusalis Agassiz, 2022
- Ptychopseustis umbroterminalis Agassiz, 2022
- Thyridiphora furia (Swinhoe, 1885)
- Trichophysetis preciosalis (Guillermet, 1996)
- Trichophysetis trilinealis Agassiz, 2022
- Trichophysetis whitei Rebel, 1906

### Heliothelinae
- Heliothela ophideresana (Walker, 1863)

### Lathrotelinae
- Sufetula nigrescens Hampson, 1912

### Musotiminae
- Ambia ambrealis Viette, 1960
- Ambia andasalis Viette, 1960
- Ambia anosibalis Viette, 1958
- Ambia argentifascialis Marion, 1956
- Ambia catalaianus (Viette, 1954)
- Ambia gueneealis Viette, 1957
- Ambia mantasoalis Viette, 1978
- Ambia marmorealis Marion & Viette, 1956
- Ambia nosivalis Viette, 1958
- Ambia phobos Viette, 1989
- Ambia pictoralis Viette, 1960
- Ambia vilisalis Viette, 1958
- Neurophyseta saniralis (Viette, 1989)
- Neurophyseta sogalalis (Viette, 1989)
- Panotima angularis (Hampson, 1897)
- Panotima shafferi Viette, 1989
- Parthenodes ankasokalis Viette, 1958

### Odontiinae
- Argyrarcha margarita (Warren, 1892)
- Autocharis bekilalis (Marion & Viette, 1956)
- Autocharis carnosalis (Saalmüller, 1880)
- Autocharis catalalis (Viette, 1953)
- Autocharis ecthaemata (Hampson, 1913)
- Autocharis jacobsalis (Marion & Viette, 1956)
- Autocharis librodalis (Viette, 1958)
- Autocharis phortalis (Viette, 1958)
- Autocharis putralis (Viette, 1958)
- Autocharis seyrigalis (Marion & Viette, 1956)
- Clupeosoma orientalalis (Viette, 1954)
- Clupeosoma vohilavalis (Marion & Viette, 1956)
- Dicepolia marginescriptalis (Kenrick, 1917)
- Dicepolia marionalis (Viette, 1958)
- Dicepolia munroealis (Viette, 1960)
- Dicepolia rufeolalis (Mabille, 1900)
- Mabilleodes alacralis Hayden, 2011
- Mabilleodes anabalis Viette, 1989
- Mabilleodes catalalis (Viette, 1953)
- Mabilleodes kenrickalis (Marion & Viette, 1956)
- Tegostoma millotalis (Marion, 1956)
- Viettessa bethalis (Viette, 1958)

### Pyraustinae
- Achyra coelatalis (Walker, 1859)
- Achyra nudalis (Hübner, 1796)
- Anania elutalis (Kenrick, 1917)
- Anania ochriscriptalis (Marion & Viette, 1956)
- Circobotys mabillealis (Viette, 1953)
- Clatrodes squaleralis Marion & Viette, 1953
- Coptobasoides latericalis Marion, 1955
- Coptobasoides marionalis Viette, 1960
- Coptobasoides ochristalis Marion, 1956
- Coptobasoides pauliani Marion, 1955
- Crocidophora elongalis Viette, 1978
- Crypsiptya viettalis (Marion, 1956)
- Cryptosara vadonalis Marion, 1956
- Eretmopteryx flabelligera (Saalmüller, 1880)
- Euclasta defamatalis (Walker, 1859)
- Euclasta gigantalis Viette, 1957
- Euphyciodes albotessulalis (Mabille, 1900)
- Euphyciodes griveaudalis Viette, 1960
- Hyalobathra dictatrix Meyrick, 1934
- Isocentris filalis (Guenée, 1854)
- Loxostege decaryalis Marion & Viette, 1956
- Megatarsodes baltealis (Mabille, 1881)
- Ostrinia erythrialis (Hampson, 1913)
- Pagyda pulvereiumbralis (Hampson, 1918)
- Pagyda trivirgalis Joannis, 1932
- Pioneabathra olesialis (Walker, 1859)
- Placosaris labordalis (Viette, 1958)
- Psammotis decaryalis (Viette, 1954)
- Psammotis rubrivena (Warren, 1892)
- Pyrausta amelokalis (Viette, 1958)
- Pyrausta ankaratralis Marion & Viette, 1956
- Pyrausta childrenalis (Boisduval, 1833)
- Pyrausta flavipunctalis (Marion, 1954)
- Pyrausta griveaudalis Viette, 1978
- Pyrausta kandalis Viette, 1989
- Pyrausta lambomakandroalis Viette, 1954
- Pyrausta peyrieralis Viette, 1978
- Pyrausta phoenicealis (Hübner, 1818)
- Pyrausta semilimbalis Mabille, 1900
- Pyrausta subflavalis (Warren, 1892)
- Pyrausta syntomidalis (Viette, 1960)
- Pyrausta venilialis (Mabille, 1880)
- Stenochora lancinalis (Guenée, 1854)
- Uresiphita gilvata (Fabricius, 1794)

### Schoenobiinae
- Adelpherupa terreus (Zeller, 1877)
- Donacaula rufalis (Hampson, 1919)
- Patissa vagilinealis Hampson, 1908
- Patissa virginea (Zeller, 1852)
- Scirpophaga goliath Marion & Viette, 1953
- Scirpophaga marginepunctellus (Joannis, 1927)
- Scirpophaga melanoclista Meyrick, 1935
- Scirpophaga occidentella (Walker, 1863)
- Scirpophaga subumbrosa Meyrick, 1933

### Scopariinae
- Eudonia alticola (Leraut P., 1989)
- Eudonia ambrensis (Leraut P., 1989)
- Eudonia ankaratrella Marion, 1956
- Eudonia griveaudi (Leraut, 1989)
- Eudonia ivelonensis (Leraut, 1989)
- Eudonia madagascariensis (Leraut, 1989)
- Eudonia malgassicella (Marion, 1956)
- Eudonia marioni (Leraut P., 1989)
- Eudonia mineti (Leraut P., 1989)
- Eudonia minima (Leraut P., 1989)
- Eudonia perinetensis (Leraut P., 1989)
- Eudonia sogai (Leraut P., 1989)
- Scoparia benigna Meyrick, 1910
- Scoparia resinodes Joannis, 1932

### Spilomelinae
- Aethaloessa floridalis (Zeller, 1852)
- Agathodes isabella Viette, 1989
- Agathodes musivalis Guenée, 1854
- Agrotera atalis Viette, 1958
- Agrotera namorokalis Marion & Viette, 1956
- Analyta calligrammalis Mabille, 1879
- Analyta gammalis Viette, 1958
- Bocchoris gallienalis (Viette, 1958)
- Bocchoris inspersalis (Zeller, 1852)
- Bocchoris isakalis Viette, 1954
- Bocchoris rufiflavalis Hampson, 1912
- Botyodes andrinalis Viette, 1958
- Botyodes asialis Guenée, 1854
- Bradina admixtalis (Walker, 1859)
- Bradina macaralis (Walker, 1859)
- Cadarena pudoraria (Hübner, 1825)
- Cirrhochrista cygnalis Pagenstecher, 1907
- Cirrhochrista metisalis Viette, 1961
- Cirrhochrista oxylalis Viette, 1961
- Cnaphalocrocis didialis (Viette, 1958)
- Cnaphalocrocis trebiusalis (Walker, 1859)
- Condylorrhiza zyphalis (Viette, 1958)
- Diaphania andringitralis Viette, 1960
- Diaphania indica (Saunders, 1851)
- Diasemia monostigma Hampson, 1913
- Diasemiopsis ramburialis (Duponchel, 1834)
- Diastictis capuronalis Viette, 1966
- Dichocrocis alluaudalis Viette, 1953
- Dichocrocis catalalis Viette, 1953
- Dichocrocis tigridalis Mabille, 1900
- Dolicharthria modestalis (Saalmüller, 1880)
- Duponchelia fovealis Zeller, 1847
- Endocrossis kenrickalis (Viette, 1960)
- Endocrossis lanatalis (Viette, 1960)
- Epipagis quadriserialis (Pagenstecher, 1907)
- Eurrhyparodes bracteolalis (Zeller, 1852)
- Eurrhyparodes tricoloralis (Zeller, 1852)
- Filodes costivitralis Guenée, 1862
- Filodes malgassalis (Mabille, 1900)
- Ghesquierellana hirtusalis (Walker, 1859)
- Glyphodella flavibrunnea (Hampson, 1899)
- Glyphodella vadonalis (Viette, 1958)
- Glyphodes boseae Saalmüller, 1880
- Glyphodes mijamo Viette, 1989
- Glyphodes paramicalis Kenrick, 1917
- Glyphodes stolalis Guenée, 1854
- Glyphodes toulgoetalis (Marion, 1954)
- Glyphodes viettealis (Marion, 1954)
- Haritalodes barbuti Leraut, 2005
- Haritalodes derogata (Fabricius, 1775)
- Haritalodes mineti Leraut, 2005
- Haritalodes polycymalis (Hampson, 1912)
- Herpetogramma atropunctalis (Mabille, 1900)
- Herpetogramma brunnealis (Hampson, 1913)
- Herpetogramma griseolineata (Mabille, 1900)
- Herpetogramma licarsisalis (Walker, 1859)
- Herpetogramma phaeopteralis (Guenée, 1854)
- Herpetogramma piasusalis (Walker, 1859)
- Herpetogramma stultalis (Walker, 1859)
- Hodebertia testalis (Fabricius, 1794)
- Hymenia perspectalis (Hübner, 1796)
- Hymenoptychis sordida Zeller, 1852
- Lamprosema alphalis (Viette, 1958)
- Lamprosema argyropalis (Hampson, 1908)
- Lamprosema atsinana Viette, 1989
- Lamprosema guttalis (Viette, 1958)
- Lamprosema kingdoni (Butler, 1879)
- Lamprosema lucillalis (Viette, 1958)
- Lamprosema nomangara (Viette, 1981)
- Lamprosema ochrimarginalis (Marion, 1954)
- Lamprosema pulveralis (Marion, 1954)
- Lamprosema rakotalis (Viette, 1958)
- Leucinodes raondry (Viette, 1981)
- Lygropia acosmialis (Mabille, 1879)
- Lygropia leucophanalis Mabille, 1900
- Lygropia madagascariensis Kemal & Koçak, 2020
- Lygropia vinanyalis Viette, 1958
- Marasmia exigua (Butler, 1879)
- Marasmia poeyalis (Boisduval, 1833)
- Marasmia trapezalis (Guenée, 1854)
- Maruca fuscalis Yamanaka, 1998
- Maruca vitrata (Fabricius, 1787)
- Metoeca foedalis (Guenée, 1854)
- Nacoleia rubralis Hampson, 1898
- Nausinoe geometralis (Guenée, 1854)
- Nomophila noctuella (Denis & Schiffermüller, 1775)
- Notarcha quaternalis (Zeller, 1852)
- Notarcha viettalis (Marion, 1956)
- Obtusipalpis brunneata Hampson, 1919
- Obtusipalpis rubricostalis Marion, 1954
- Omphisa vaovao Viette, 1973
- Orphanostigma haemorrhoidalis (Guenée, 1854)
- Orphanostigma latimarginalis (Walker, 1859)
- Orphnophanes ankarampotsyalis (Marion & Viette, 1956)
- Palpita jacobsalis (Marion & Viette, 1956)
- Palpita metallata (Fabricius, 1781)
- Palpita paulianalis (Marion & Viette, 1956)
- Palpita vitrealis (Rossi, 1794)
- Pardomima amyntusalis (Walker, 1859)
- Pardomima azancla Martin, 1955
- Pardomima testudinalis (Saalmüller, 1880)
- Pardomima zanclophora Martin, 1955
- Parotis ankaratralis (Marion, 1954)
- Parotis costulalis (Strand, 1912)
- Parotis prasinalis (Saalmüller, 1880)
- Parotis zambesalis (Walker, 1866)
- Patania balteata (Fabricius, 1798)
- Patania mysisalis (Walker, 1859)
- Phostria gravitalis (Saalmüller, 1880)
- Phryganodes antongilensis Mabille, 1900
- Piletocera hemiphaealis (Hampson, 1907)
- Pilocrocis deltalis Viette, 1958
- Pilocrocis fanovalis Viette, 1958
- Pilocrocis italavalis Viette, 1958
- Pilocrocis janinalis Viette, 1958
- Pilocrocis rectilinealis (Kenrick, 1917)
- Pilocrocis xanthostictalis Hampson, 1908
- Poliobotys ablactalis (Walker, 1859)
- Polygrammodes faraonyalis Viette, 1954
- Polygrammodes griveaudalis Viette, 1981
- Polygrammodes phyllophila (Butler, 1878)
- Polygrammodes seyrigalis Viette, 1953
- Polythlipta annulifera (Walker, 1866)
- Pramadea minoralis (Warren, 1892)
- Pramadea ovialis (Walker, 1859)
- Prophantis longicornalis (Mabille, 1900)
- Prophantis smaragdina (Butler, 1875)
- Prorodes leucothyralis Mabille, 1900
- Psara ferruginalis (Saalmüller, 1880)
- Psara ultratrinalis (Marion, 1954)
- Pycnarmon cribrata (Fabricius, 1794)
- Pycnarmon eosalis Viette, 1958
- Pycnarmon macilentalis Viette, 1958
- Pycnarmon septemnotata (Mabille, 1900)
- Pycnarmon vohilavalis (Viette, 1954)
- Sameodes cancellalis (Zeller, 1852)
- Sinomphisa jeannelalis (Marion & Viette, 1956)
- Spoladea recurvalis (Fabricius, 1775)
- Stemorrhages sericea (Drury, 1773)
- Stemorrhages uniformis Maes, 2023
- Syllepte aureotinctalis (Kenrick, 1917)
- Syllepte hemichionalis Mabille, 1900
- Syllepte mahafalalis Marion & Viette, 1956
- Syllepte malgassanalis Viette, 1954
- Syllepte pauperalis Marion, 1954
- Syllepte posticalis (Saalmüller, 1880)
- Syllepte rubrifucalis Mabille, 1900
- Syllepte sakarahalis (Marion & Viette, 1956)
- Syllepte stumpffalis Viette, 1960
- Synclera achatinalis (Guenée, 1862)
- Synclera seychellensis Shaffer & Munroe, 2007
- Synclera traducalis (Zeller, 1852)
- Syngamia eos Druce, 1902
- Syngamia luteofusalis Mabille, 1900
- Udea ferrugalis (Hübner, 1796)
- Ulopeza crocifrontalis Mabille, 1900
- Ulopeza macilentalis Viette, 1958
- Zagiridia alamotralis Viette, 1973
- Zebronia phenice (Cramer, 1782)

## Cryptolechiidae
- Eutorna diluvialis Meyrick, 1913
- Eutorna punctinigrella Viette, 1955
- Orophia madagascariensis (Viette, 1951)

## Depressariidae

### Depressariinae
- Agonopterix liesella Viette, 1987

### Stenomatinae
- Orygocera ambavaella Viette, 1988
- Orygocera ampolomitella (Viette, 1958)
- Orygocera andilambella (Viette, 1985)
- Orygocera aurea (Viette, 1954)
- Orygocera befasyella Viette, 1988
- Orygocera dubiosella (Viette, 1987)
- Orygocera fosaella (Viette, 1958)
- Orygocera griveaudella (Viette, 1985)
- Orygocera indranoella (Viette, 1985)
- Orygocera lemuriella (Viette, 1958)
- Orygocera magdalena Meyrick, 1930
- Orygocera marianka (Viette, 1987)
- Orygocera minetorum (Viette, 1987)
- Orygocera mokotraella (Viette, 1985)
- Orygocera occidentella (Viette, 1968)
- Orygocera pauliani (Viette, 1949)
- Orygocera perinetella Viette, 1988
- Orygocera propycnota Meyrick, 1930
- Orygocera rungsella (Viette, 1956)
- Orygocera rusetella Viette, 1988
- Orygocera silvestriella (Viette, 1956)
- Orygocera soaella (Viette, 1968)
- Orygocera subnivea (Viette, 1954)
- Orygocera tricolorella (Viette, 1958)
- Orygocera vadonella (Viette, 1985)

## Drepanidae

### Drepaninae
- Archidrepana saturniata Warren, 1902
- Crocinis boboa Watson, 1965
- Crocinis canescens Watson, 1965
- Crocinis felina Watson, 1965
- Crocinis fenestrata Butler, 1879
- Crocinis imaitsoana Watson, 1965
- Crocinis licina Watson, 1965
- Crocinis prolixa Watson, 1965
- Crocinis spicata Watson, 1965
- Crocinis tetrathyra (Mabille, 1900)
- Crocinis viettei Watson, 1965
- Epicampoptera carnea (Saalmüller, 1884)
- Epicampoptera graciosa Watson, 1965
- Epicampoptera griveaudi Watson, 1965
- Gonoreta bispina Watson, 1965
- Gonoretodes timea Watson, 1965
- Nidara calligola Watson, 1965
- Nidara croceina Mabille, 1898
- Nidara marcus Watson, 1965
- Nidara multiversa Watson, 1965
- Nidara pumilla Watson, 1965
- Oretopsis vohilava (Viette, 1954)

## Dudgeoneidae
- Dudgeonea malagassa Viette, 1958

## Elachistidae

### Elachistinae
- Elachista crocogastra Meyrick, 1908
- Elachista merinaella (Viette, 1956)

### Parametriotinae
- Pauroptila sikoraella Viette, 1956

## Epermeniidae
- Epermenia brevilineolata Gaedike, 2004
- Epermenia griveaudi Gaedike, 2004
- Epermenia maculata Gaedike, 2004
- Epermenia mineti Gaedike, 2004
- Epermenia minuta Gaedike, 2004
- Mesepermenia malgachica Gaedike, 2004

### Ochromolopinae
- Ochromolopis pallida Gaedike, 2004

## Epipyropidae
- Epipyrops grandidieri Viette, 1961
- Epipyrops malagassica Jordan, 1928
- Epipyrops radama Viette, 1961

## Erebidae
- Galtarodes ragonoti (Mabille, 1880)
- Janseodes melanospila (Guenée, 1852)
- Maronis rivosa Saalmüller, 1891
- Mepantadrea reuteri (Saalmüller, 1881)
- Prominea jeanneli Viette, 1954
- Prominea porrecta (Saalmüller, 1880)
- Radara helcida (Viette, 1962)
- Radara subcupralis (Walker, 1866)
- Radara transmissa (Heyden, 1891)
- Radara vacillans Walker, 1862
- Rhesala moestalis (Walker, 1866)
- Thausgea bekaka Viette, 1966
- Thausgea lolo Viette, 1966
- Thausgea lucifer Viette, 1966
- Thausgea sogai Viette, 1966

### Aganainae
- Asota borbonica (Boisduval, 1833)
- Asota diastropha (Prout, 1918)
- Hypsiforma bicolor (Mabille, 1879)
- Hypsiforma concolora (Swinhoe, 1903)
- Hypsiforma lambertoni Oberthür, 1923
- Hypsiforma toulgoeti Viette, 1987
- Mecodinops anceps (Mabille, 1879)
- Sommeria malgassica (Toulgoët, 1954)
- Sommeria septempuncta ((Hampson, 1910)

### Anobinae
- Anoba cowani Viette, 1966
- Anoba dujardini Viette, 1970
- Anoba ligondesi Viette, 1970
- Anoba malagasy Viette, 1970
- Anoba turlini Viette, 1970
- Anoba viossati Viette, 1970
- Attatha attathoides (Karsch, 1896)
- Baniana omoptila Viette, 1956
- Deinopa hiaraka Viette, 1972
- Eublarginea argentifera Berio, 1966
- Gaedonea rosealutea Berio, 1966
- Hondryches ambrensis (Viette, 1972)
- Hondryches gueneei (Viette, 1966)
- Hondryches incertana (Viette, 1958)
- Hondryches problematica (Viette, 1958)
- Marcipa callaxantha (Kenrick, 1917)
- Marcipa heterospila (Hampson, 1910)
- Marcipa madagascariensis Pelletier, 1978
- Marcipa noel Viette, 1966
- Marcipa silvicola Viette, 1966
- Marcipopsis achyropa (Viette, 1958)
- Marcipopsis alumna (Saalmüller, 1891)
- Marcipopsis asinina (Saalmüller, 1891)
- Marcipopsis aureolimbata Berio, 1966
- Marcipopsis bicolor Viette, 1972
- Marcipopsis bullifera (Viette, 1958)
- Marcipopsis concinna Berio, 1966
- Marcipopsis liberta (Viette, 1958)
- Marcipopsis limosa (Saalmüller, 1891)
- Marcipopsis lucina Viette, 1972
- Marcipopsis multipuncta Viette, 1972
- Marcipopsis niobe Viette, 1972
- Marcipopsis pallidula (Saalmüller, 1891)
- Marcipopsis perineti Viette, 1972
- Marcipopsis proxima Berio, 1966
- Marcipopsis uniformis Berio, 1966
- Marojala anophtalma (Viette, 1966)
- Marojala butleri (Viette, 1966)
- Marojala signata (Butler, 1880)
- Paralephana angulata Viette, 1966
- Paralephana contorta (Viette, 1958)
- Paralephana ferox Viette, 1958
- Paralephana jugalis Viette, 1958
- Paralephana lakasy Viette, 1979
- Paralephana linos Viette, 1972
- Paralephana madegassa (Viette, 1958)
- Paralephana miraja (Viette, 1958)
- Paralephana poliotis Hampson, 1926
- Paralephana purpurascens Hampson, 1926
- Paralephana pyxinodes Viette, 1958
- Paralephana salmonea Viette, 1966
- Paralephana syntripta Viette, 1958
- Paralephana talacai Viette, 1982
- Paralephana umbrata Griveaud & Viette, 1962
- Paralephana uniplagiata Viette, 1966
- Plecoptera delos (Viette, 1972)
- Plecoptera fletcherana Viette, 1966
- Plecoptera lacinia (Saalmüller, 1880)
- Plecoptera mainty Viette, 1972
- Plecoptera recens (Saalmüller, 1891)
- Plecoptera sakalava (Viette, 1976)

### Arctiinae
- Agylla madagascariensis Toulgoët, 1960
- Alepista irregularis Toulgoët, 1976
- Alytarchia amanda (Boisduval, 1847)
- Alytarchia leonina (Walker, 1865)
- Amerila madagascariensis (Boisduval, 1847)
- Amerila vitrea Plötz, 1880
- Amphicallia pratti (Kenrick, 1914)
- Amsacta duberneti Toulgoët, 1968
- Argina astrea (Drury, 1773)
- Astacosia lineata de Toulgoët, 1966
- Astacosia oblonga (de Toulgoët, 1955)
- Astacosia ornatrix de Toulgoët, 1958
- Creatonotos perineti Rothschild, 1933
- Creatonotos punctivitta (Walker, 1855)
- Cristulosia bilunata Toulgoët, 1958
- Cristulosia deceptans (Toulgoët, 1956)
- Cyana amatura (Walker, 1863)
- Cyana grandis (Mabille, 1879)
- Cyana rejecta (Walker, 1854)
- Cyana saalmuelleri (Butler, 1882)
- Detoulgoetia virginalis (Butler, 1878)
- Dubianaclia butleri (Mabille, 1882)
- Dubianaclia contigua (Saalmüller, 1884)
- Dubianaclia quinquemacula (Mabille, 1882)
- Dubianaclia robinsoni Griveaud, 1964
- Eilema albidella Toulgoët, 1976
- Eilema alluaudi Toulgoët, 1968
- Eilema angustula Toulgoët, 1965
- Eilema ardens (Butler, 1882)
- Eilema argentea (Butler, 1878)
- Eilema aspersa (Butler, 1882)
- Eilema bitincta Rothschild, 1924
- Eilema carbunculosa Toulgoët, 1954
- Eilema carnea (Butler, 1882)
- Eilema catalai Toulgoët, 1954
- Eilema catenata (Mabille, 1900)
- Eilema celsicola Toulgoët, 1965
- Eilema chinchilla Toulgoët, 1957
- Eilema cirrochroa (Mabille, 1900)
- Eilema cohabitans Toulgoët, 1960
- Eilema comma Toulgoët, 1957
- Eilema conspicua Rothschild, 1924
- Eilema contempta Rothschild, 1924
- Eilema contradicta Toulgoët, 1954
- Eilema cramboides Kenrick, 1914
- Eilema cribroides Kenrick, 1914
- Eilema croceibasis Toulgoët, 1955
- Eilema decaryi Toulgoët, 1955
- Eilema distinguenda Toulgoët, 1957
- Eilema fasciatella Strand, 1922
- Eilema flammea (Mabille, 1885)
- Eilema flexistriata (Butler, 1882)
- Eilema formosa Toulgoët, 1971
- Eilema fulminans Toulgoët, 1960
- Eilema griveaudi Toulgoët, 1960
- Eilema heimi Toulgoët, 1954
- Eilema homochroma Toulgoët, 1957
- Eilema hova Toulgoët, 1954
- Eilema hybrida Toulgoët, 1957
- Eilema iluopsis Toulgoët, 1960
- Eilema incertula Toulgoët, 1972
- Eilema inconspicualis Kenrick, 1914
- Eilema inornata Kenrick, 1914
- Eilema insignis (Butler, 1882)
- Eilema instabilis Toulgoët, 1954
- Eilema lachesis Toulgoët, 1965
- Eilema laurenconi Toulgoët, 1976
- Eilema lemur Toulgoët, 1954
- Eilema leucanicula Toulgoët, 1954
- Eilema lividula Toulgoët, 1954
- Eilema kingdoni (Butler, 1877)
- Eilema mabillei (Butler, 1882)
- Eilema maculosa (Saalmüller, 1884)
- Eilema margarita Toulgoët, 1957
- Eilema marginata (Guérin-Méneville, 1844)
- Eilema marioni Toulgoët, 1957
- Eilema melanothorax Toulgoët, 1957
- Eilema nigrociliata Aurivillius, 1909
- Eilema nigrosparsa (Butler, 1882)
- Eilema nonagrioides Toulgoët, 1957
- Eilema notifera (Saalmüller, 1880)
- Eilema pallidicosta (Mabille, 1900)
- Eilema pauliani Toulgoët, 1955
- Eilema paupercula Toulgoët, 1965
- Eilema persephone Toulgoët, 1965
- Eilema peyrierasi Toulgoët, 1976
- Eilema phantasma Toulgoët, 1955
- Eilema plantei Toulgoët, 1976
- Eilema pseudofasciata Toulgoët, 1957
- Eilema pseudosoror Toulgoët, 1957
- Eilema punctistriata (Butler, 1882)
- Eilema purpureotincta Toulgoët, 1954
- Eilema quadrangula Toulgoët, 1955
- Eilema recticosta Toulgoët, 1956
- Eilema rubiginea Toulgoët, 1954
- Eilema sabulosula Toulgoët, 1954
- Eilema simulatricula Toulgoët, 1955
- Eilema sordida (Butler, 1882)
- Eilema suspecta Toulgoët, 1960
- Eilema tardenota Toulgoët, 1971
- Eilema trispilota (Saalmüller, 1880)
- Eilema tristis Toulgoët, 1954
- Eilema umbrigera (Mabille, 1900)
- Eilema vicinula Toulgoët, 1954
- Eilema voeltzkowi Aurivillius, 1909
- Eilema xantholeuca Toulgoët, 1954
- Euchromia amoena (Möschler, 1872)
- Euchromia folletii (Guérin-Méneville, 1832)
- Euchromia lethe (Fabricius, 1775)
- Euchromia madagascariensis (Boisduval, 1833)
- Eugoa africana Hampson, 1900
- Exilisia andriai (Toulgoët, 1955)
- Exilisia bijuga (Mabille, 1899)
- Exilisia bilineata (Toulgoët, 1954)
- Exilisia bipuncta (Hampson, 1900)
- Exilisia butleri Tougoët, 1958
- Exilisia costimacula Tougoët, 1958
- Exilisia falcata (Toulgoët, 1954)
- Exilisia flavicapilla (Toulgoët, 1954)
- Exilisia flavicincta Toulgoët, 1965
- Exilisia fletcheri (Toulgoët, 1956)
- Exilisia lichenaria (Toulgoët, 1954)
- Exilisia m-nigrum (Mabille, 1899)
- Exilisia mabillei Tougoët, 1958
- Exilisia marmorea (Butler, 1882)
- Exilisia nebulosa Toulgoët, 1958
- Exilisia obliterata Toulgoët, 1958
- Exilisia ocularis (Toulgoët, 1953)
- Exilisia olivascens (Toulgoët, 1954)
- Exilisia parvula (Butler, 1882)
- Exilisia perlucida (Toulgoët, 1954)
- Exilisia placida (Butler, 1882)
- Exilisia pluripunctata (Mabille, 1900)
- Exilisia pseudomarmorea Toulgoët, 1958
- Exilisia pseudoplacida Toulgoët, 1958
- Exilisia punctata (Hampson, 1900)
- Exilisia rufescens Toulgoët, 1958
- Exilisia variegata Toulgoët, 1972
- Exilisia viettei Toulgoët, 1958
- Fletcherinia decaryi Griveaud, 1964
- Fodinoidea formosa Toulgoët, 1984
- Fodinoidea pluto Toulgoët, 1961
- Fodinoidea pulchra Tougoët, 1971
- Fodinoidea rectifascia Collenette, 1930
- Fodinoidea staudingeri Saalmüller, 1884
- Fodinoidea vectigera (Mabille, 1882)
- Galtara extensa (Butler, 1880)
- Isorropus funeralis (Kenrick, 1914)
- Isorropus lateritea de Toulgoët, 1957
- Isorropus sanguinolenta (Mabille, 1878)
- Isorropus splendidus de Toulgoët, 1957
- Isorropus tricolor Butler, 1880
- Maculonaclia agatha (Oberthür, 1893)
- Maculonaclia altitudina Griveaud, 1964
- Maculonaclia ankasoka Griveaud, 1964
- Maculonaclia bicolorata Griveaud, 1967
- Maculonaclia brevipennis Griveaud, 1964
- Maculonaclia buntzae Griveaud, 1964
- Maculonaclia delicata Griveaud, 1964
- Maculonaclia dentata Griveaud, 1964
- Maculonaclia douquettae Griveaud, 1973
- Maculonaclia elongata Griveaud, 1964
- Maculonaclia flamea Griveaud, 1967
- Maculonaclia griveaudi Viette, 1987
- Maculonaclia grjebinei Griveaud, 1964
- Maculonaclia itsikiorya Griveaud, 1969
- Maculonaclia lambertoni Griveaud, 1964
- Maculonaclia leopardina (Rothschild, 1911)
- Maculonaclia lokoba Griveaud, 1964
- Maculonaclia matsabory Griveaud, 1967
- Maculonaclia minuscula Griveaud, 1973
- Maculonaclia muscella (Mabille, 1884)
- Maculonaclia nigrita Griveaud, 1964
- Maculonaclia obliqua Griveaud, 1964
- Maculonaclia obscura Griveaud, 1967
- Maculonaclia parvifenestrata Griveaud, 1964
- Maculonaclia petrusia Griveaud, 1967
- Maculonaclia sanctamaria Griveaud, 1964
- Maculonaclia tampoketsya Griveaud, 1969
- Maculonaclia tenera (Mabille, 1879)
- Maculonaclia truncata Griveaud, 1964
- Maculonaclia viettei Griveaud, 1964
- Madagascarctia cellularis (Toulgoët, 1954)
- Madagascarctia feminina Gaede, 1923
- Madagascarctia madagascariensis (Butler, 1882)
- Melanonaclia luctuosa (Oberthür, 1911)
- Melanonaclia lugens (Oberthür, 1893)
- Melanonaclia moerens (Oberthür, 1911)
- Melanonaclia nigra Griveaud, 1964
- Melanonaclia perplexa Griveaud, 1964
- Melanonaclia toulgoeti Griveaud, 1964
- Metexilisia citrago Toulgoët, 1958
- Microhyle fadella (Mabille, 1882)
- Microhyle leopardella de Toulgoët, 1972
- Microhyle macularia de Toulgoët, 1976
- Microhyle viettei de Toulgoët, 1976
- Micronaclia imaitsia Griveaud, 1964
- Micronaclia mimetica Griveaud, 1964
- Micronaclia simplex (Butler, 1879)
- Mimulosia albipicta Toulgoët, 1958
- Mimulosia alticola Toulgoët, 1976
- Mimulosia centripuncta Toulgoët, 1958
- Mimulosia flavescens Toulgoët, 1958
- Mimulosia funerea Toulgoët, 1958
- Mimulosia griveaudianus Toulgoët, 1980
- Mimulosia incerta Toulgoët, 1958
- Mimulosia melaleuca Toulgoët, 1958
- Mimulosia mimetica Toulgoët, 1958
- Mimulosia orthochroma Toulgoët, 1958
- Mimulosia perineti Toulgoët, 1958
- Mimulosia proxima (Toulgoët, 1955)
- Mimulosia pseudotortrix (Toulgoët, 1955)
- Mimulosia pyraloides Toulgoët, 1958
- Mimulosia rotunda (Toulgoët, 1955)
- Mimulosia separanda Toulgoët, 1958
- Mimulosia suberythroea Toulgoët, 1958
- Mimulosia suffusa Toulgoët, 1958
- Mimulosia tortricoides (Toulgoët, 1955)
- Mimulosia undulosa Toulgoët, 1958
- Neuroxena auremaculatus (Rothschild, 1933)
- Neuroxena lasti (Rothschild, 1910)
- Novosia herbuloti (Toulgoët, 1954)
- Nyctemera biformis Mabille, 1878
- Nyctemera gracilis Saalmüller, 1884
- Nyctemera insulare (Boisduval, 1833)
- Nyctemera virgo (Strand, 1909)
- Ochrota arida (Toulgoët, 1955)
- Ochrota bicoloria Toulgoët, 1958
- Ochrota convergens Toulgoët, 1956
- Ochrota dissimilis Toulgoët, 1956
- Ochrota malagassa (Strand, 1912)
- Ochrota nigrolimbata Toulgoët, 1965
- Ochrota septentrionalis Tougoët, 1956
- Ochrota unicolor (Hopffer, 1857)
- Parachelonia rubriceps (Mabille, 1879)
- Parachelonia simulans Toulgoët, 1971
- Paraona bicolor Toulgoët, 1968
- Paraona cocciniceps (Mabille, 1884)
- Parasiccia ochrorubens (Mabille, 1900)
- Parexilisia bipunctoides (Toulgoët, 1954)
- Parexilisia diehli Toulgoët, 1958
- Parexilisia indecisa (Toulgoët, 1956)
- Parexilisia simulator Toulgoët, 1958
- Parexilisia submarginalis Toulgoët, 1958
- Paulianosia clathrata Toulgoët, 1958
- Pelosia amaurobapha (Mabille, 1900)
- Pelosia plumosa (Mabille, 1900)
- Pelosia ankaratrae (Toulgoët, 1954)
- Pelosia hampsoni (Toulgoët, 1960)
- Pelosia meloui (Toulgoët, 1956)
- Pelosia obtusoides (Toulgoët, 1954)
- Pelosia obtusoides obtusoides (Toulgoët, 1954)
- Pelosia obtusoides sakalava (Toulgoët, 1960)
- Pelosia stictigramma (Hampson, 1908)
- Pelosia tanala (Toulgoët, 1956)
- Phryganopteryx convergens Toulgoët, 1959
- Phryganopteryx formosa Toulgoët, 1959
- Phryganopteryx griveaudi Toulgoët, 1959
- Phryganopteryx incerta Toulgoët, 1972
- Phryganopteryx inexpectata Rothschild, 1931
- Phryganopteryx intermedia Toulgoët, 1965
- Phryganopteryx lemairei Toulgoët, 1973
- Phryganopteryx nebulosa Toulgoët, 1959
- Phryganopteryx occidentalis Toulgoët, 1959
- Phryganopteryx pauliani Toulgoët, 1971
- Phryganopteryx perineti Rothschild, 1933
- Phryganopteryx postexcisa Rothschild, 1935
- Phryganopteryx rectangulata Kenrick, 1914
- Phryganopteryx rothschildi Toulgoët, 1959
- Phryganopteryx saalmuelleri Rothschild, 1924
- Phryganopteryx sogai Toulgoët, 1959
- Phryganopteryx strigilata (Saalmüller, 1878)
- Phryganopteryx triangularis Toulgoët, 1957
- Phryganopteryx viettei Toulgoët, 1961
- Phryganopteryx watsoni Toulgoët, 1977
- Proxhyle cinerascens Toulgoët, 1959
- Proxhyle vadoni (Toulgoët, 1954)
- Pseudopelosia plumosa Mabille, 1900
- Saenura flava Wallengren, 1860
- Siccia caffra Walker, 1854
- Siccia punctipennis (wallengren, 1860)
- Siccia sordida (Butler, 1877)
- Soganaclia roedereri Griveaud, 1970
- Soganaclia tsaratananae Griveaud, 1970
- Soganaclia viridisparsa Griveaud, 1964
- Soganaclia roedereri Griveaud, 1971
- Soganaclia tsaratananae Griveaud, 1971
- Soganaclia viridisparsa Griveaud, 1964
- Spatulosia malgassica Toulgoët, 1965
- Spilosoma brunneomixta Toulgoët, 1971
- Spilosoma hercules (Toulgoët, 1956)
- Spilosoma mediocinerea (Toulgoët, 1956)
- Spilosoma melanimon (Mabille, 1880)
- Spilosoma nigrocincta (Kenrick, 1914)
- Spilosoma pauliani (Toulgoët, 1956)
- Spilosoma pseudambrensis (Toulgoët, 1961)
- Spilosoma turlini Toulgoët, 1973
- Stictonaclia amplificata (Saalmüller, 1880)
- Stictonaclia anastasia (Oberthür, 1893)
- Stictonaclia andriai Griveaud, 1964
- Stictonaclia blandina (Oberthür, 1893)
- Stictonaclia marojejyensis Griveaud, 1964
- Stictonaclia myodes (Guérin-Méneville, 1832)
- Stictonaclia reducta (Mabille, 1879)
- Stictonaclia seyrigi Griveaud, 1964
- Stictonaclia subflava Griveaud, 1964
- Tenuinaclia andapa Griveaud, 1964
- Tenuinaclia melancholica (Le Cerf, 1921)
- Tenuinaclia oberthueri (Rothschild, 1911)
- Thumatha fuscescens Walker, 1866
- Thyrosticta angustipennis Le Cerf, 1921
- Thyrosticta ankaratra Griveaud, 1964
- Thyrosticta bimacula Griveaud, 1964
- Thyrosticta bruneata Griveaud, 1969
- Thyrosticta cowani Griveaud, 1964
- Thyrosticta dilata Griveaud, 1964
- Thyrosticta dujardini Griveaud, 1969
- Thyrosticta incerta Griveaud, 1964
- Thyrosticta lacrimata Griveaud, 1964
- Thyrosticta melanisa Griveaud, 1969
- Thyrosticta minuta (Boisduval, 1833)
- Thyrosticta pauliani Griveaud, 1964
- Thyrosticta peyrierasi Griveaud, 1969
- Thyrosticta raharizonina Griveaud, 1964
- Thyrosticta ratovosoni Griveaud, 1964
- Thyrosticta rothschildi Griveaud, 1964
- Thyrosticta seguyi Griveaud, 1964
- Thyrosticta sylvicolens (Butler, 1878)
- Thyrosticta tollini (Keferstein, 1870)
- Thyrosticta triangulifera Griveaud, 1964
- Thyrosticta trimacula (Mabille, 1879)
- Thyrosticta vestigii Griveaud, 1964
- Thyrosticta vieui Griveaud, 1964
- Toulgarctia griveaudi (Toulgoët, 1957)
- Toulgarctia luteoradians (Toulgoët, 1954)
- Toulgarctia milloti (Toulgoët, 1954)
- Toulgarctia viettei (Toulgoët, 1954)
- Toulgarctia vieui (Toulgoët, 1956)
- Toulgoetinaclia obliquipuncta (Rothschild, 1924
- Tritonaclia inauramacula Griveaud, 1964
- Tritonaclia kefersteinii (Butler, 1882)
- Tritonaclia melania (Oberthür, 1923)
- Tritonaclia quinquepunctata Griveaud, 1967
- Tritonaclia stephania (Oberthür, 1923)
- Tsarafidynia blanci Griveaud, 1974
- Tsarafidynia perpusilla (Mabille, 1880)
- Tsirananaclia formosa Griveaud, 1973
- Tsirananaclia milloti Griveaud, 1964
- Tsirananaclia sucini Griveaud, 1964
- Tsirananaclia tripunctata Griveaud, 1964
- Turlinia phalaenoides Toulgoët, 1976
- Utetheisa diva (Mabille, 1880)
- Utetheisa elata (Fabricius, 1798)
- Utetheisa lotrix (Cramer, 1779)
- Utetheisa pulchella (Linnaeus, 1758)
- Utetheisa pulchelloides Hampson, 1907
- Vadonaclia marginepuncta Griveaud, 1964
- Viettesia aequalis Toulgoët, 1959
- Viettesia bella Toulgoët, 1959
- Viettesia bimaculosa Toulgoët, 1959
- Viettesia brunneomixta Toulgoët, 1959
- Viettesia erastrioides Toulgoët, 1959
- Viettesia griseovariegata (Toulgoët, 1954)
- Viettesia hampsoni Toulgoët, 1959
- Viettesia incerta Toulgoët, 1959
- Viettesia infuscata Toulgoët, 1959
- Viettesia lucida Toulgoët, 1959
- Viettesia luctuosa Toulgoët, 1959
- Viettesia modesta Toulgoët, 1959
- Viettesia multistrigata Toulgoët, 1959
- Viettesia ornatrix Toulgoët, 1959
- Viettesia pantherina Toulgoët, 1959
- Viettesia perroti Toulgoët, 1959
- Viettesia plumicornis (Butler, 1882)
- Viettesia proxima Toulgoët, 1959
- Viettesia rufibasis Toulgoët, 1959
- Viettesia transversa Toulgoët, 1959
- Viettesia tristis Toulgoët, 1959
- Viettesia unipuncta Toulgoët, 1959
- Viettesia viettei Toulgoët, 1959
- Viettesia virginalis Toulgoët, 1959
- Vitronaclia sogai Griveaud, 1964
- Vitronaclia veronica (Oberthür, 1893)

### Boletobiinae
- Acremma albipoda Berio, 1959
- Acremma chalcochra Hacker, Fiebig & Stadie, 2019
- Acremma clatrata Hacker, Fiebig & Stadie, 2019
- Acremma funebris (Viette, 1962)
- Acremma ingens (Viette, 1988)
- Acremma macrophaea Hacker, Fiebig & Stadie, 2019
- Acremma microphaea Hacker, Fiebig & Stadie, 2019
- Acremma neona (Viette, 1962)
- Acremma rhodophaea Hacker, Fiebig & Stadie, 2019
- Acremma roseocrea (Viette, 1962)
- Acremma subindicata (Kenrick, 1917)
- Acremma thyridoides (Kenrick, 1917)
- Acremma transalbipoda Hacker, Fiebig & Stadie, 2019
- Araeopteron papaziani Guillermet, 2009
- Argyrolopha trisignata (Mabille, 1900)
- Attonda adspersa (Felder R. & Rogenhofer, 1875)
- Cautatha coenogramma (Mabille, 1900)
- Cautatha submacariodes (Berio, 1959)
- Cerynea acidalia Berio, 1959
- Cerynea ampafana Viette, 1976
- Cerynea bicolor Berio, 1959
- Cerynea decens (Viette, 1988)
- Cerynea ignealis Hampson, 1910
- Cerynea jaeckhi Viette, 1988
- Cerynea porphyrea Hampson, 1910
- Cerynea thermesialis (Walker, 1866)
- Cerynea tsaratanana Viette, 1988
- Cerynea veterata Viette, 1962
- Corgatha apicalis (Berio, 1959)
- Corgatha argyrographa (Mabille, 1893)
- Corgatha badia Hacker, Fiebig & Stadie, 2019
- Corgatha chopardi (Berio, 1954)
- Corgatha dirkstadiensis Hacker & Fiebig, 2019
- Corgatha dobsoni Hacker, Fiebig & Stadie, 2019
- Corgatha elleni Hacker, Fiebig & Stadie, 2019
- Corgatha fissilinea (Hampson, 1910)
- Corgatha ignetincta (Berio, 1959)
- Corgatha latifera (Walker, 1869)
- Corgatha metachrosta Hacker, Fiebig & Stadie, 2019
- Corgatha minuta (Berio, 1959)
- Corgatha oblops (Viette, 1962)
- Corgatha omopisoides (Berio, 1954)
- Corgatha ozolicoides (Berio, 1954)
- Corgatha parvula Hacker, Fiebig & Stadie, 2019
- Corgatha peroma (Viette, 1962)
- Corgatha pseudovinosa (Berio, 1959)
- Corgatha punctulata (Berio, 1959)
- Corgatha ralffiebigi Hacker & Stadie, 2019
- Corgatha rimosa (Viette, 1962)
- Corgatha sakaraha Hacker, Fiebig & Stadie, 2019
- Corgatha sogai (Viette, 1988)
- Corgatha sororcula Hacker, Fiebig & Stadie, 2019
- Corgatha spilothyris (Viette, 1956)
- Corgatha uniformis (Berio, 1959)
- Corgatha vinosa (Berio, 1959)
- Corgathalia hirutae Hacker, Fiebig & Stadie, 2019
- Corgathalia mazoatra (Viette, 1962)
- Corgathalia viettei Berio, 1966
- Cycloprosopus strigifera (Pagenstecher, 1907)
- Epicerynea elegans (Berio, 1959)
- Eublemma accedens (Felder & Rogenhofer, 1875)
- Eublemma admota (Felder R. & Rogenhofer, 1875)
- Eublemma apicimacula (Mabille, 1880)
- Eublemma aurantiaca Hampson, 1910
- Eublemma baccatrix Hacker, 2019
- Eublemma bolinia (Hampson, 1902)
- Eublemma ceresensis Hacker, 2019
- Eublemma cochylioides (Guenée, 1852)
- Eublemma costimacula (Saalmüller, 1880)
- Eublemma daphoenoides Berio, 1941
- Eublemma dissecta (Saalmüller, 1891)
- Eublemma exigua (Walker, 1858)
- Eublemma fasciola (Saalmüller, 1891)
- Eublemma gayneri (Rothschild, 1901)
- Eublemma insignifica Rothschild, 1924
- Eublemma madaphaea Hacker, 2019
- Eublemma mesophaea Hampson, 1910
- Eublemma orthogramma (Snellen, 1872)
- Eublemma pennula (Felder & Rogenhofer, 1875)
- Eublemma poliochra Hacker, 2019
- Eublemma savour Berio, 1950
- Eublemma subolivalis (Mabille, 1893)
- Eublemma subrufula Rothschild, 1924
- Eublemma viettei (Berio, 1954)
- Eublemmistis ramonafana Hacker, Fiebig & Stadie, 2019
- Gesonia inscitia (Swinhoe, 1885)
- Gesonia obeditalis Walker, 1859
- Gesonia stictigramma Hampson, 1926
- Homodes magnifica Viette, 1958
- Honeyania aulombardi Hacker, 2019
- Honeyania pusillana Hacker, 2019
- Honeyania ragusana (Freyer, 1844)
- Hypersophtha falcata Berio, 1954
- Hypersophtha nigrapicata (Berio, 1959)
- Hypersophtha priscata Viette, 1962
- Hypobleta biformis Hacker, Fiebig & Stadie, 2019
- Hypobleta fatua Viette, 1962
- Hypobleta festiva Viette, 1962
- Hypobleta gloriosa (Viette, 1956)
- Hypobleta pusillana Hacker, Fiebig & Stadie, 2019
- Hypobleta viettei Berio, 1954
- Hypobleta viridicincta (Viette, 1956)
- Lophoruza affulgens (Saalmüller, 1881)
- Loxioda proclinata (Saalmüller, 1891)
- Loxioda silvestralis (Viette, 1956)
- Macella euritiusalis Walker, 1859
- Metachrostis decora (Walker, 1869)
- Metachrostis marmoreata Hacker, Fiebig & Stadie, 2019
- Metachrostis perplexa (Saalmüller, 1891)
- Metachrostis pyrosticta (Joannis, 1910)
- Metachrostis rubripuncta Hampson, 1902
- Metachrostis snelleni (Wallengren, 1875)
- Oruza divisa (Walker, 1862)
- Oruza tafana (Viette, 1976)
- Paragona auroviridis Viette, 1958
- Parascotia trimacula (Saalmüller, 1891)
- Phytometra fragilis (Butler, 1875)
- Phytometra ossea (Saalmüller, 1891)
- Phytometra saecularia Hacker, Fiebig & Stadie, 2019
- Phytometra subflavalis (Walker, 1866)
- Pleuronodes arida (Hampson, 1902)
- Protomeroleuca perlides Berio, 1966
- Syngatha geometriana (Viette, 1981)
- Tegiapa catalai Hacker, 2019
- Tegiapa comorana (Viette, 1981)
- Tegiapa microplexia (Viette, 1962)
- Tegiapa vanjamanitra (Viette, 1981)

### Calpinae
- Ancistris saturnina Mabille, 1898
- Andrianam poinimerina Viette, 1954
- Arsina silenalis Guenée, 1862
- Avitta bryonota Viette, 1956
- Avitta habrarcha Viette, 1956
- Avitta lineosa (Saalmüller, 1891)
- Caryonopera anontsy Viette, 1987
- Caryonopera mainty Viette, 1972
- Caryonopera malgassica Berio, 1956
- Caryonopera novory Viette, 1987
- Caryonopera orientana Viette, 1987
- Catalana vohilava Viette, 1954
- Deinypena biplagalis Viette, 1954
- Deinypena ranomafana Viette, 1966
- Eudocima boseae (Saalmüller, 1880)
- Eudocima euryzona (Hampson, 1926)
- Eudocima imperator (Guérin-Méneville, 1832)
- Eudocima materna (Linnaeus, 1767)
- Eudocima phalonia (Linnaeus, 1763)
- Eudrapa sogai Viette, 1965
- Euippodes biplagula (von Heyden, 1891)
- Hemiceratoides hieroglyphica (Saalmüller, 1891)
- Holoxanthina rhodotela (Viette, 1958)
- Huebnerius dux (Saalmüller, 1881)
- Hypospila laurentensis Viette, 1966
- Ilyrgis subsignata Mabille, 1900
- Khadira formosa Griveaud & Viette, 1962
- Mafana lajonquierei Viette, 1979
- Mafana lemairei Viette, 1979
- Maxera brunneoaspersus (Griveaud & Viette, 1962)
- Maxera marchalii (Boisduval, 1833)
- Maxera nova Viette, 1956
- Mecodina cataloxia Viette, 1958
- Melanephia vola Viette, 1971
- Melapera rhodophora (Mabille, 1879)
- Melapera roastis Hampson, 1908
- Miniodes discolor Guenée, 1852
- Miniophyllodes aurora Joannis, 1912
- Miniophyllodes sikorai Viette, 1974
- Ogovia ebenaui (Viette, 1965)
- Oraesia emarginata (Fabricius, 1794)
- Oraesia pierronii (Mabille, 1880)
- Oraesia provocans Walker, 1858
- Oraesia triobliqua (Saalmüller, 1880)
- Parafodina andriai Viette, 1966
- Parafodina delphinensis Viette, 1966
- Parafodina inscripta (Pagenstecher, 1907)
- Parafodina iselaea (Viette, 1958)
- Parafodina pagenstecheri Viette, 1968
- Parafodina sambirano Viette, 1966
- Phlogochroa madecassa Viette, 1972
- Phlogochroa raketaka Viette, 1972
- Platyja rivulosum (Saalmüller, 1880)
- Platyja saalmuelleri (Viette, 1965)
- Platyja stygium (Saalmüller, 1881)
- Pleurona sirenia Viette, 1956
- Plusiodonta gueneei (Viette, 1968)
- Plusiodonta ionochrota Hampson, 1926
- Plusiodonta malagasy (Viette, 1968)
- Singara mantasoa Viette, 1981
- Singara marojejy Viette, 1981
- Tathodelta undilinea Hampson, 1926
- Zethes humilis Mabille, 1900
- Zethes sagittula von Heyden, 1891

### Erebinae
- Acantholipes transiens Berio, 1956
- Acantholipes trimeni Felder & Rogenhofer, 1875
- Achaea balteata Joannis, 1912
- Achaea catella Guenée, 1852
- Achaea cuprizonea (Hampson, 1913)
- Achaea dejeanii (Boisduval, 1833)
- Achaea dmoe Prout L. B., 1919
- Achaea ebenaui (Saalmüller, 1880)
- Achaea echo (Walker, 1858)
- Achaea euryplaga (Hampson, 1913)
- Achaea faber Holland, 1894
- Achaea finita (Guenée, 1852)
- Achaea imperatrix (Saalmüller, 1881)
- Achaea infinita (Guenée, 1852)
- Achaea klugii (Boisduval, 1833)
- Achaea lenzi (Saalmüller, 1881)
- Achaea leucopasa (Walker, 1858)
- Achaea lienardi (Boisduval, 1833)
- Achaea mabillii (Saalmüller, 1879)
- Achaea malagasy Viette, 1981
- Achaea mormoides Walker, 1858
- Achaea oedipodina Mabille, 1879
- Achaea orthogramma (Mabille, 1879)
- Achaea praestans (Guenée, 1852)
- Achaea radama Felder & Rogenhofer, 1874
- Achaea retrorsa Hampson, 1913
- Achaea seyrigi Griveaud, 1981
- Achaea stumpffii Saalmüller, 1880
- Achaea trapezoides (Guenée, 1862)
- Achaea violaceofascia (Saalmüller, 1891)
- Athyrma saalmulleri Mabille, 1881
- Audea agrotidea (Mabille, 1880)
- Audea bipunctata Walker, 1858
- Audea delphinensis (Viette, 1966)
- Audea jonasi Kühne, 2005
- Audea vadoni (Viette, 1966)
- Bamra cazeti (Mabille, 1893)
- Bamra jucunda Griveaud & Viette, 1962
- Calligraphidia tessellata (Kenrick, 1917)
- Catephia linteola Guenée, 1852
- Catephia promota Pagenstecher, 1907
- Cerocala decaryi Griveaud & Viette, 1962
- Cerocala ilia Viette, 1973
- Cerocala ratovosoni Viette, 1973
- Cerocala subrufa Griveaud & Viette, 1962
- Cerocala vermiculosa (Herrich-Schäffer, 1854)
- Cortyta remigiana Hampson, 1913
- Cryptomeria mabillei Saalmüller, 1880
- Cyligramma disturbans (Walker, 1858)
- Cyligramma duplex Guenée, 1852
- Cyligramma fluctuosa (Drury, 1773)
- Cyligramma joa Boisduval, 1833
- Cyligramma latona (Cramer, 1775)
- Cyligramma magus (Guérin-Méneville, 1844)
- Dysgonia algira (Linnaeus, 1767)
- Dysgonia analamerana (Griveaud, 1981)
- Dysgonia angularis (Boisduval, 1833)
- Dysgonia ankalirano Viette, 1982
- Dysgonia banian (Griveaud, 1981)
- Dysgonia berioi Viette, 1968
- Dysgonia delphinensis (Viette, 1968)
- Dysgonia derogans (Walker, 1858)
- Dysgonia digona (Mabille, 1879)
- Dysgonia diplocyma (Gaede, 1917)
- Dysgonia laurentensis (Viette, 1968)
- Dysgonia lenzi Saalmüller, 1891
- Dysgonia malgassica (Viette, 1968)
- Dysgonia masama (Griveaud, 1981)
- Dysgonia pauliani (Viette, 1981)
- Dysgonia pentagonalis (Viette, 1981)
- Dysgonia proxima (Hampson, 1902)
- Dysgonia sakaraha (Griveaud, 1981)
- Dysgonia torrida (Guenée, 1852)
- Entomogramma pardus Guenée, 1852
- Entomogramma syngrammata (Mabille, 1880)
- Ercheia bergeri Viette, 1968
- Ercheia mahagonica (Saalmüller, 1891)
- Erebus walkeri (Butler, 1875)
- Ericeia albangula (Saalmüller, 1880)
- Ericeia biplagiella Viette, 1966
- Ericeia congregata (Walker, 1858)
- Ericeia congressa (Walker, 1858)
- Ericeia inangulata (Guenée, 1852)
- Ericeia lituraria (Saalmüller, 1880)
- Ericeia sobria Walker, 1858
- Fodina analamerana Viette, 1966
- Fodina antsianaka Viette, 1966
- Fodina decussis (Saalmüller, 1891)
- Fodina flacourti Viette, 1982
- Fodina hayesi Viette, 1981
- Fodina insignis (Butler, 1880)
- Fodina laurentensis Viette, 1966
- Fodina mabillei Viette, 1966
- Fodina madagascariensis Viette, 1966
- Fodina malagasy Viette, 1966
- Fodina matacassi Viette, 1982
- Fodina maudavei Viette, 1982
- Fodina megalesia Viette, 1966
- Fodina pauliani Viette, 1966
- Fodina rhodotaenia (Mabille, 1879)
- Fodina sakalava Viette, 1966
- Fodina sogai Viette, 1966
- Fodina toulgoeti Viette, 1979
- Fodina viettei Berio, 1959
- Fodina vieui Viette, 1966
- Gnamptonyx limbalis Strand, 1914
- Grammodes bifasciata (Petagna, 1787)
- Grammodes congesta Berio, 1956
- Grammodes exclusiva Pagenstecher, 1907
- Grammodes geometrica (Fabricius, 1775)
- Grammodes stolida (Fabricius, 1775)
- Heteropalpia mahafaly (Viette, 1970)
- Hypopyra allardi (Oberthür, 1878)
- Hypopyra capensis Herrich-Schäffer, 1854
- Hypopyra guttata Wallengren, 1856
- Hypopyra malgassica Mabille, 1879
- Lacera alope (Cramer, 1780)
- Lophotavia chalybescens (Guenée, 1852)
- Lophotavia incivilis (Walker, 1865)
- Mocis conveniens (Walker, 1858)
- Mocis mayeri (Boisduval, 1833)
- Mocis proverai Zilli, 2000
- Mocis repanda (Fabricius, 1794)
- Ophiusa anomala (Berio, 1956)
- Ophiusa cancellata (Saalmüller, 1891)
- Ophiusa grandidieri (Viette, 1966)
- Ophiusa hopei Boisduval, 1833
- Ophiusa legendrei Viette, 1966
- Ophiusa pelor (Mabille, 1881)
- Ophiusa tirhaca (Cramer, 1777)
- Ophiusa waterloti Viette, 1982
- Pandesma decaryi Viette, 1966
- Pandesma quenavadi Guenée, 1852
- Pericyma andrefana (Viette, 1988)
- Pericyma basalis (Saalmüller, 1891)
- Pericyma madagascana Hacker, 2016
- Pericyma mendax (Walker, 1858)
- Pericyma pratti (Kenrick, 1917)
- Pericyma viettei (Berio, 1955)
- Pericyma vinsonii (Guenée, 1862)
- Plecopterodes australis (Viette, 1965)
- Polydesma hildebrandti Viette, 1967
- Polydesma umbricola Boisduval, 1833
- Remigiodes remigina (Mabille, 1884)
- Remigiodes turlini Viette, 1973
- Serrodes korana (Felder R. & Rogenhofer, 1875)
- Serrodes malgassica Viette, 1972
- Serrodes trispila (Mabille, 1890)
- Stenopis mabillei Viette, 1974
- Stenopis reducta Mabille, 1880
- Sypnoides delphinensis Viette, 1966
- Tachosa acronyctoides Walker, 1869
- Talariga albomacula (Kenrick, 1917)
- Taveta eucosmia Hampson, 1926
- Tavia nycterina (Boisduval, 1833)
- Thermesia clarilinea Mabille, 1900
- Thermesia junctilinea Mabille, 1900
- Thyas coronata (Fabricius, 1775)
- Thyas minians (Mabille, 1884)
- Thyas parallelipipeda (Guenée, 1852)
- Tolna complicata (Butler, 1880)
- Tolna sypnoides (Butler, 1878)
- Tolna vadoni (Viette, 1968)
- Trigonodes hyppasia (Cramer, 1779)
- Tytroca griveaudi (Laporte, 1973)
- Ugia albooculata (Saalmüller, 1880)
- Ugia malagasy Viette, 1966
- Ugia navana Viette, 1966
- Ugia polysticta Hampson, 1926
- Ugia radama Viette, 1966
- Ugia radigera (von Heyden, 1891)
- Ulotrichopus marmoratus Griveaud & Viette, 1962
- Ulotrichopus ochreipennis (Butler, 1878)
- Ulotrichopus primulina (Hampson, 1902)
- Viettentia zethesoides (Viette, 1966)
- Zethesides serangodes Viette, 1956

### Eulepidotinae
- Antiblemma acrosema (Mabille, 1900)
- Anticarsia rubricans (Boisduval, 1833)

### Herminiinae
- Ableptina insulana Hacker, Fiebig & Stadie, 2021
- Adrapsa luma Viette, 1962
- Adrapsa radiata Viette, 1965
- Bertula diakonoffi (Viette, 1976)
- Bertula laportei (Viette, 1979)
- Bertula permutalis Hacker, Fiebig & Stadie, 2021
- Bertula ranomafana Hacker, Fiebig & Stadie, 2021
- Bertula sandrangato (Viette, 1962)
- Bertula tristalis (Viette, 1956)
- Bertula univocalis (Viette, 1956)
- Chusaris carninalis (Viette, 1956)
- Chusaris hackeri Gibeaux, 2022
- Chusaris imitatrix Gibeaux, 2022
- Chusaris isoplocalis (Viette, 1956)
- Chusaris limonitincta Gibeaux, 2022
- Chusaris longioralis Hacker, Fiebig & Stadie, 2021
- Chusaris pyraustalis (Viette, 1954)
- Coelophoris andasy Viette, 1965
- Coelophoris ankasoka Viette, 1965
- Coelophoris lakato Viette, 1965
- Coelophoris lucifer Viette, 1972
- Coelophoris marojejy Viette, 1965
- Coelophoris pluriplaga Viette, 1956
- Coelophoris sogai Viette, 1965
- Coelophoris trilineata Mabille, 1900
- Heteromala rougeoti Viette, 1979
- Hipoepa fractalis (Guenée, 1854)
- Hydrillodes aviculalis Guenée, 1862
- Hydrillodes uliginosalis Guenée, 1854
- Ipermarca monovittata Berio, 1966
- Meriderminia dubiefae (Viette, 1982)
- Naarda ivelona Viette, 1965
- Naarda madagascella Hacker, Fiebig & Stadie, 2021
- Nodaria cornicalis (Fabricius, 1794)
- Nodaria discoidea (Viette, 1962)
- Nodaria malagascialis Hacker, Fiebig & Stadie, 2021
- Nodaria nodosalis (Herrich-Schäffer, 1851)
- Nodaria periplocalis (Mabille, 1880)
- Nodaria spinosa Hacker, Fiebig & Stadie, 2021
- Nodaria turpalis Mabille, 1900
- Polypogon aculealis Hacker, Fiebig & Stadie, 2021
- Polypogon ambrensis (Viette, 1965)
- Polypogon angustatalis Hacker, Fiebig & Stadie, 2021
- Polypogon boisduvalalis (Viette, 1962)
- Polypogon catalai (Viette, 1954)
- Polypogon descarpentriesi (Viette, 1954)
- Polypogon dirkstadiensis Hacker, 2021
- Polypogon discoloralis Hacker, Fiebig & Stadie, 2021
- Polypogon elongalis (Viette, 1954)
- Polypogon feminalis Hacker, Fiebig & Stadie, 2021
- Polypogon granulalis Hacker, Fiebig & Stadie, 2021
- Polypogon griseonigralis (Viette, 1954)
- Polypogon humberti (Viette, 1966)
- Polypogon incerta (Viette, 1962)
- Polypogon inversa (Viette, 1962)
- Polypogon longipalpalis Hacker, Fiebig & Stadie, 2021
- Polypogon macropalpalis Hacker, 2021
- Polypogon madagascalis Hacker, Fiebig & Stadie, 2021
- Polypogon mainty (Viette, 1979)
- Polypogon megapalpalis Hacker, Fiebig & Stadie, 2021
- Polypogon nobililalis Hacker, Fiebig & Stadie, 2021
- Polypogon ochreoplagata (Kenrick, 1917)
- Polypogon pangraptalis Hacker, Fiebig & Stadie, 2021
- Polypogon peratosema (Hampson, 1926)
- Polypogon pernix (Townsend, 1958)
- Polypogon pulchellialis Hacker, Fiebig & Stadie, 2021
- Polypogon rationalis (Viette, 1956)
- Polypogon saalmuelleralis (Viette, 1954)
- Polypogon straminentalis Hacker, Fiebig & Stadie, 2021
- Polypogon subpurpurascens (Viette, 1954)
- Polypogon vagulalis (Viette, 1956)
- Polypogon vaovalis (Viette, 1981)
- Polypogon voeltzkowi Hacker, 2021
- Polypogon xanthaspisalis (Viette, 1956)
- Progonia matilei Orhant, 2001
- Simplicia extinctalis (Zeller, 1852)
- Simplicia fuscioralis Hacker, Fiebig & Stadie, 2021
- Simplicia inflexalis Guenée, 1854
- Simplicia monotonalis Hacker, Fiebig & Stadie, 2021
- Simplicia ochrophaea Hacker, 2021

### Hypeninae
- Acidon bigrammica (Saalmüller, 1880)
- Acidon obscurobasalis (Saalmüller, 1880)
- Catada antevorta (Viette, 1958)
- Catada dichroana (Viette, 1958)
- Catada fiebigensis Hacker, 2021
- Dichromia nasuta (Mabille, 1884)
- Hypena commixtalis Zeller, 1852
- Hypena cowani Viette, 1968
- Hypena erastrialis Walker, 1866
- Hypena erikae Lödl, 1994
- Hypena fumidalis Zeller, 1852
- Hypena fusculalis Saalmüller, 1880
- Hypena griveaudi Viette, 1968
- Hypena jussalis Walker, 1859
- Hypena kingdoni Viette, 1968
- Hypena laetalis Walker, 1859
- Hypena lividalis (Hübner, 1790)
- Hypena marmoratalis Hacker, Fiebig & Stadie, 2021
- Hypena nasutalis Guenée, 1862
- Hypena neoplyta Prout A. E., 1925
- Hypena ophiusinalis Mabille, 1879
- Hypena polycyma Hampson, 1902
- Hypena sabinis Lödl, 1994
- Hypena semilutea (Snellen, 1872)
- Hypena simplicalis Zeller, 1852
- Hypena striolalis Aurivillius, 1910
- Hypena subvittalis Walker, 1866
- Hypena toyi Viette, 1968
- Hypena veronikae Lödl, 1994
- Hypena verticalis Hampson, 1910
- Maxia decora Saalmüller, 1891
- Proluta deflexa Saalmüller, 1891
- Rhynchina obliqualis (Kollar, 1844)
- Sarmatia ankasoka Viette, 1979
- Sarmatia elleni Hacker, Fiebig & Stadie, 2021
- Sarmatia malagasy Viette, 1968
- Staga producta Mabille, 1900
- Zekelita angulalis (Mabille, 1880)
- Zekelita leucodonta (Hampson, 1910)
- Zekelita phaeosomata Hacker, 2016
- Zekelita poecilopa (Vári, 1962)
- Zekelita ravalis (Herrich-Schäffer, 1851)

### Hypenodinae
- Eucosmocara herbuloti (Viette, 1965)

### Hypocalinae
- Antiophlebia griveaudi Viette, 1966
- Hyperlopha didyana Viette, 1968
- Hyperlopha flexuosa Viette, 1968
- Hyperlopha ralambo Viette, 1968
- Hyperlopha rectefasciata (Kenrick, 1917)
- Hypocala deflorata (Fabricius, 1794)
- Hypocala florens Mabille, 1880

### Lymantriinae
- Abakabaka fuliginosa (Saalmüller, 1884)
- Abakabaka phasiana (Butler, 1882)
- Alina dujardini Griveaud, 1977
- Alina ochroderoea (Mabille, 1898)
- Alina virida Griveaud, 1977
- Ankova belessichares (Collenette, 1936)
- Ankova lignea (Butler, 1879)
- Aphomoeoma mesembrinum Collenette, 1959
- Cadorela translucida Griveaud, 1973
- Collenettema albipes Griveaud, 1977
- Collenettema andriai Griveaud, 1977
- Collenettema chionoptera (Collenette, 1936)
- Collenettema crocipes (Boisduval, 1833)
- Collenettema ephala (Collenette, 1956)
- Collenettema micca (Collenette, 1956)
- Collenettema mona (Collenette, 1956)
- Collenettema ochrobasis (Collenette, 1938)
- Collenettema peyrierasi Griveaud, 1977
- Collenettema randimbyi Griveaud, 1977
- Collenettema sogai Griveaud, 1977
- Collenettema sufflava Griveaud, 1977
- Collenettema translucida Griveaud, 1977
- Collenettema xanthoma (Collenette, 1931)
- Croremopsis argenna (Mabille, 1900)
- Dasychira nolana (Mabille, 1882)
- Eopirga candida Hering, 1926
- Eopirga heptasticta (Mabille, 1879)
- Eopirga sanctamaria Griveaud, 1977
- Erika analalava Griveaud, 1976
- Eudasychira ampliata (Butler, 1878)
- Eudasychira audeoudi (Collenette, 1939)
- Eudasychira aurantiaca (Kenrick, 1914)
- Eudasychira aureotincta (Kenrick, 1914)
- Eudasychira diaereta (Collenette, 1959)
- Eudasychira galactina (Mabille, 1880)
- Eudasychira leucopsaroma (Collenette, 1959)
- Euproctis ankasoka Griveaud, 1977
- Euproctis apoblepta Collenette, 1953
- Euproctis bipuncta Griveaud, 1977
- Euproctis brunea (Griveaud, 1973)
- Euproctis emilei Griveaud, 1973
- Euproctis eurybia Collenette, 1959
- Euproctis fervida (Walker, 1863)
- Euproctis fleuriotii (Guérin-Méneville, 1862)
- Euproctis imerina Griveaud, 1977
- Euproctis incommoda (Butler, 1882)
- Euproctis juliettae Griveaud, 1973
- Euproctis lakato Griveaud, 1977
- Euproctis lemuria (Hering, 1926)
- Euproctis limonea (Butler, 1882)
- Euproctis mahafalensis Griveaud, 1973
- Euproctis marojejya Griveaud, 1973
- Euproctis moramanga Collenette, 1956
- Euproctis ochrea (Butler, 1878)
- Euproctis perixesta Collenette, 1954
- Euproctis producta Walker, 1863
- Euproctis putilla Saalmüller, 1884
- Euproctis sambirano Griveaud, 1977
- Euproctis semaea Collenette, 1956
- Euproctis stenobia Collenette, 1959
- Euproctis straminicolor Janse, 1915
- Euproctis titania Butler, 1879
- Euproctis turlini Griveaud, 1977
- Fanala abbreviata (Kenrick, 1914)
- Fanala ambodiriana Griveaud, 1977
- Gallienica ambahona (Collenette, 1954)
- Gallienica andringitra Griveaud, 1977
- Gallienica antongila Griveaud, 1977
- Gallienica brunea Griveaud, 1977
- Gallienica candida Griveaud, 1977
- Gallienica didya Griveaud, 1977
- Gallienica griveaudi (Collenette, 1959)
- Gallienica lakato Griveaud, 1977
- Gallienica lineata Griveaud, 1977
- Gallienica maligna (Butler, 1882)
- Gallienica mandraka Griveaud, 1977
- Gallienica nosivola (Collenette, 1959)
- Gallienica sanguinea (Hering, 1926)
- Gallienica sphenosema (Collenette, 1959)
- Gallienica viettei Griveaud, 1977
- Gallienica violacea Griveaud, 1977
- Griveaudyria mascarena (Butler, 1878)
- Homoeomeria cretosa (Saalmüller, 1884)
- Homoeomeria iroceraea Collenette, 1959
- Jabaina albimacula Griveaud, 1977
- Jabaina ania (Hering, 1926)
- Jabaina apicimacula Griveaud, 1977
- Jabaina betschi Griveaud, 1977
- Jabaina cowani Griveaud, 1977
- Jabaina gutierrezi Griveaud, 1977
- Jabaina hiaraka Griveaud, 1977
- Jabaina ithystropha (Collenette, 1939)
- Jabaina lakato Griveaud, 1977
- Jabaina sakaraha (Collenette, 1959)
- Jabaina sogai Griveaud, 1977
- Jabaina uteles (Collenette, 1936)
- Kintana ocellatula (Hering, 1926)
- Labordea chalcoptera (Collenette, 1936)
- Labordea hedilacea (Collenette, 1936)
- Labordea leucolineata Griveaud, 1977
- Labordea malgassica (Kenrick, 1914)
- Labordea marmor (Mabille, 1880)
- Labordea prasina (Butler, 1882)
- Labordea suarezi Griveaud, 1977
- Laeliolina paetula Hering, 1926
- Laeliolina rubra Griveaud, 1977
- Lanitra andapa Griveaud, 1977
- Lanitra hexamitobalia (Collenette, 1936)
- Leptepilepta betschi Griveaud, 1977
- Leptepilepta diaphanella (Mabille, 1898)
- Leptepilepta umbrata (Griveaud, 1973)
- Leucoma lechrisemata Collenette, 1959
- Lymantica arrheta (Collenette, 1959)
- Lymantica canariensis (Kenrick, 1914)
- Lymantica castaneostriata (Kenrick, 1914)
- Lymantica hypobolimaea (Collenette, 1959)
- Lymantica leucophaes (Collenette, 1936)
- Lymantica phaeosericea (Mabille, 1884)
- Lymantica pruinosa (Butler, 1879)
- Lymantica radiata Griveaud, 1977
- Lymantica rufofusca (Mabille, 1900)
- Lymantica suarezia (Mabille, 1898)
- Lymantica velutina (Mabille, 1879)
- Lymantica xanthosoma (Saalmüller, 1884)
- Lymantria barica (Mabille, 1879)
- Lymantria binotata (Mabille, 1880)
- Lymantria brunneata (Kenrick, 1914)
- Lymantria castanea (Kenrick, 1914)
- Lymantria dubia (Kenrick, 1914)
- Lymantria dulcinea Butler, 1882
- Lymantria griseostriata (Kenrick, 1914)
- Lymantria joannisi Le Cerf, 1921
- Lymantria lamda Collenette, 1936
- Lymantria lineata (Griveaud, 1977)
- Lymantria malgassica (Kenrick, 1914)
- Lymantria oinoa Collenette, 1956
- Lymantria polycyma Collenette, 1936
- Lymantria polysticta Collenette, 1929
- Lymantria rosea Butler, 1879
- Lymantria russula Collenette, 1933
- Lymantria rusticana Hering, 1927
- Madema viettei (Collenette, 1959)
- Marbla divisa (Walker, 1855)
- Marblepsis flabellaria (Fabricius, 1787)
- Masoandro ambohimanga Griveaud, 1977
- Masoandro itremo Griveaud, 1977
- Masoandro peculiaris (Butler, 1879)
- Masoandro polia (Collenette, 1936)
- Masoandro viettei Griveaud, 1977
- Mpanjaka albicosta Griveaud, 1977
- Mpanjaka albovirida (Griveaud, 1970)
- Mpanjaka betschi (Griveaud, 1974)
- Mpanjaka bruneosparsa Griveaud, 1977
- Mpanjaka cadoreli Griveaud, 1977
- Mpanjaka collenettei (Griveaud, 1974)
- Mpanjaka conioptera (Collenette, 1936)
- Mpanjaka cydista (Collenette, 1954)
- Mpanjaka cyrtozona (Collenette, 1936)
- Mpanjaka disjunctifascia (Collenette, 1936)
- Mpanjaka elegans (Butler, 1882)
- Mpanjaka euthyzona (Collenette, 1959)
- Mpanjaka funebra Griveaud, 1977
- Mpanjaka gentilis (Butler, 1879)
- Mpanjaka grandidieri (Butler, 1882)
- Mpanjaka hercules Griveaud, 1977
- Mpanjaka junctifascia (Collenette, 1936)
- Mpanjaka leucopicta (Collenette, 1936)
- Mpanjaka maculata (Griveaud, 1974)
- Mpanjaka montana (Griveaud, 1974)
- Mpanjaka nigrosparsata (Kenrick, 1914)
- Mpanjaka obscura Griveaud, 1977
- Mpanjaka olsoufieffae (Collenette, 1936)
- Mpanjaka pastor (Butler, 1882)
- Mpanjaka pauliani Griveaud, 1977
- Mpanjaka perinetensis (Collenette, 1959)
- Mpanjaka peyrierasi Griveaud, 1977
- Mpanjaka polioides (Collenette, 1959)
- Mpanjaka problema (Collenette, 1959)
- Mpanjaka pyrsonota (Collenette, 1939)
- Mpanjaka renominata (Strand, 1915)
- Mpanjaka rubrimacula Griveaud, 1977
- Mpanjaka titan (Collenette, 1959)
- Mpanjaka varians Griveaud, 1977
- Mpanjaka vibicipennis (Butler, 1879)
- Mpanjaka viettei (Collenette, 1954)
- Mpanjaka viola (Butler, 1879)
- Naroma madecassa Griveaud, 1971
- Naroma signifera Walker, 1856
- Noliproctis milupa Nye, 1980
- Noliproctis robinsoni Griveaud, 1977
- Noliproctis sogai (Griveaud, 1974)
- Noliproctis vadoni Griveaud, 1977
- Nolosia marmorata Hampson, 1900
- Numenoides antsingyensis Griveaud, 1977
- Numenoides grandis Butler, 1879
- Numenoides occidentalis Griveaud, 1977
- Ogoa melanocera (Mabille, 1879)
- Ogoa oberthueri Rothschild, 1916
- Ogoa vitrina (Mabille, 1879)
- Olapa malagasy Griveaud, 1977
- Olapa notia Collenette, 1959
- Olapa terina Collenette, 1959
- Orana delicata Griveaud, 1977
- Orana grammodes (Hering, 1926)
- Peloroses praestans (Saalmüller, 1884)
- Pirgula delicata Griveaud, 1973
- Pirgula jordani (Hering, 1926)
- Pirgula melanoma Collenette, 1936
- Pirgula monopunctata Griveaud, 1973
- Pirgula sexpunctata Griveaud, 1973
- Porthesaroa aureopsis Hering, 1926
- Porthesaroa lithoides (Collenette, 1936)
- Porthesaroa masama Griveaud, 1977
- Porthesaroa parvula (Kenrick, 1914)
- Porthesaroa procincta (Saalmüller, 1880)
- Porthesaroa xanthoselas Collenette, 1959
- Psalis punctuligera (Mabille, 1880)
- Radamaria miselioides (Kenrick, 1914)
- Radamaria salvatgei Griveaud, 1977
- Radamaria vadoni Griveaud, 1977
- Radamaria zena (Hering, 1926)
- Rahona albilunula (Collenette, 1936)
- Rahona compseuta (Collenette, 1939)
- Rivotra chalcocrata (Collenette, 1931)
- Rivotra confusa Griveaud, 1977
- Rivotra mantasoa Griveaud, 1977
- Rivotra perissa (Collenette, 1959)
- Rivotra tsaratanana Griveaud, 1977
- Rivotra viridipicta (Kenrick, 1914)
- Rivotra zonobathra (Collenette, 1936)
- Salvatgea beondroka Griveaud, 1977
- Salvatgea bipuncta (Hering, 1926)
- Salvatgea lasioma (Collenette, 1959)
- Salvatgea pauliani Griveaud, 1977
- Salvatgea reducta Griveaud, 1977
- Salvatgea tsaratanana Griveaud, 1977
- Scaphocera marginepunctata (Saalmüller, 1878)
- Scaphocera turlini Griveaud, 1973
- Sirana ankalirano Griveaud, 1977
- Sirana beloha Griveaud, 1977
- Sirana lygropis (Collenette, 1954)
- Stenaroa crocea Griveaud, 1977
- Stenaroa flavescens Griveaud, 1977
- Stenaroa ignepicta Hampson, 1910
- Stenaroa miniata (Kenrick, 1914)
- Stenaroa rubriflava Griveaud, 1973
- Sychnacedes epiclithra (Collenette, 1956)
- Sychnacedes perroti (Oberthür, 1922)
- Turlina punctata (Griveaud, 1976)
- Varatra acosmeta (Collenette, 1939)
- Viettema ratovosoni (Viette, 1967)
- Viettema sakaraha (Griveaud, 1977)
- Vohitra bata (Collenette, 1939)
- Vohitra melissograpta (Collenette, 1936)
- Volana cyclota (Collenette, 1959)
- Volana flavescens Griveaud, 1977
- Volana lakato Griveaud, 1977
- Volana lichenodes (Collenette, 1936)
- Volana masoala Griveaud, 1977
- Volana mniara (Collenette, 1936)
- Volana perineti Griveaud, 1977
- Volana phloeodes (Collenette, 1936)
- Zavana acroleuca (Hering, 1926)
- Zavana iodnephes (Collenette, 1936)

### Pangraptinae
- Aburina dufayi Viette, 1979
- Aburina peyrierasi Viette, 1979
- Bareia incidens Walker, 1858
- Claterna berioi (Viette, 1954)
- Claterna boudinoti Viette, 1979
- Claterna ochreoplaga Viette, 1966
- Claterna perinetensis Viette, 1966
- Claterna sparsipuncta Viette, 1966
- Egnasia dolabrata Viette, 1958
- Egnasia macularia Mabille, 1900
- Egnasia obscurata Mabille, 1898
- Egnasia vicaria (Walker, 1866)
- Episparis malagasy Viette, 1966
- Episparis vitrea (Saalmüller, 1891)
- Gracilodes nysa Guenée, 1852
- Herpeperas atra Viette, 1962
- Herpeperas tanda Viette, 1962
- Pangrapta acolesis Viette, 1958
- Pangrapta fauvealis Viette, 1965
- Pangrapta franeyae Viette, 1979
- Pangrapta hampsoni Viette, 1966
- Pangrapta pexifera Hampson, 1926
- Taviodes virgata Griveaud & Viette, 1962

### Rivulinae
- Oglasa auximena Viette, 1958
- Oglasa bergeri Viette, 1987
- Oglasa ochreobrunneata Viette, 1956
- Oglasa trimacula (Saalmüller, 1891)
- Rivula bipuncticalis Hacker, Fiebig & Stadie, 2021
- Rivula confusa (Mabille, 1900)
- Rivula didyma (Mabille, 1900)
- Rivula dimorpha Fryer, 1912
- Rivula madagasialis Hacker, 2021
- Rivula marmoralealis Hacker, Fiebig & Stadie, 2021
- Rivula ranomafana Hacker, Fiebig & Stadie, 2021
- Rivula sororcula (Saalmüller, 1880)
- Rivula striatilalis Hacker, Fiebig & Stadie, 2021
- Zebeeba fusca Hacker, Fiebig & Stadie, 2021
- Zebeeba mabillealis (Viette, 1954)
- Zebeeba subfusca Hacker, Fiebig & Stadie, 2021

### Scoliopteryginae
- Anomis alluaudi Viette, 1965
- Anomis auragoides (Guenée, 1852)
- Anomis bipunctata (Kenrick, 1917)
- Anomis campanalis (Mabille, 1880)
- Anomis cobaltina (Viette, 1956)
- Anomis flava (Fabricius, 1775)
- Anomis lavaudeni Viette, 1968
- Anomis lophognatha Hampson, 1926
- Anomis madida Viette, 1958
- Anomis mandraka Viette, 1965
- Anomis sabulifera (Guenée, 1852)
- Anomis simulatrix (Walker, 1865)
- Argyphia arcifera (Mabille, 1881)

### Tinoliinae
- Calesia nigriventris Aurivillius, 1909

### Toxocampinae
- Tathorhynchus homogyna Hampson, 1902
- Tathorhynchus nigra (Viette, 1954)

## Eriocottidae

### Compsocteninae
- Filiramifera naumanni Mey, 2019
- Monachoptilas berista Viette, 1954
- Monachoptilas decaryella (Viette, 1955)
- Monachoptilas faedellus (Mabille, 1880)
- Monachoptilas hyperaesthetica Meyrick, 1934
- Monachoptilas musicodora Meyrick, 1934
- Monachoptilas paulianella Viette, 1955
- Monachoptilas petitiella Viette, 1954
- Monachoptilas stempfferiella Viette, 1954

## Ethmiidae
- Ethmia ampanella Viette, 1976
- Ethmia andranella Viette, 1976
- Ethmia atriflorella Viette, 1958
- Ethmia baronella Viette, 1976
- Ethmia befasiella Viette, 1958
- Ethmia bradleyi Viette, 1952
- Ethmia decaryanum (Viette, 1954)
- Ethmia deconfiturella Viette, 1963
- Ethmia glandifera Meyrick, 1918
- Ethmia linosella Viette, 1976
- Ethmia nigroapicella (Saalmüller, 1880)
- Ethmia novoryella Viette, 1976
- Ethmia oberthurella Viette, 1958
- Ethmia oculigera (Möschler, 1884)
- Ethmia oculimarginata Diakonoff, 1947
- Ethmia pylonotella Viette, 1956
- Ethmia pylorella Viette, 1956
- Ethmia saalmuellerella Viette, 1958
- Ethmia sotsaella Viette, 1976

## Eupterotidae
- Malagasanja palliatella Viette, 1955

## Euteliidae

### Euteliinae
- Caligatus dinota (Viette, 1958)
- Caligatus splendissima (Viette, 1958)
- Chlumetia borbonica Guillermet, 1992
- Eutelia amatrix Walker, 1858
- Eutelia callichroma Distant, 1901
- Eutelia discitriga Walker, 1865
- Eutelia gaedei Hacker & Kobes, 2006
- Eutelia griveaudi Viette, 1979
- Eutelia histrio (Saalmüller, 1880)
- Eutelia ocularis (Saalmüller, 1891)
- Eutelia procera Saalmüller, 1891
- Eutelia promiscua (Saalmüller, 1891)
- Eutelia snelleni (Saalmüller, 1881)
- Eutelia subrubens (Mabille, 1890)
- Eutelia subviolescens (Viette, 1958)
- Eutelia vadoni Viette, 1958
- Marathyssa cuneata (Saalmüller, 1891)
- Parelia albivirgula Berio, 1957

### Stictopterinae
- Gyrtona erebenna Mabille, 1900
- Gyrtona malgassica (Kenrick, 1917)
- Lophoptera conspicua Berio, 1957
- Lophoptera litigiosa (Boisduval, 1833)
- Stictoptera antemarginata Saalmüller, 1880
- Stictoptera pectinata Kenrick, 1917
- Stictoptera poecilosoma Saalmüller, 1880

## Galacticidae
- Homadaula ravula Mey, 2004

## Gelechiidae
- Tyriograptis elegantella Viette, 1955
- Tyriograptis isabella Viette, 1987
- Tyriograptis strepsaula Meyrick, 1934

### Anacampsinae
- Anarsia agricola Walsingham, 1891
- Anarsia malagasyella Viette, 1968
- Bilobata subsecivella (Zeller, 1852)
- Hypatima antsianakella Viette, 1957
- Hypatima manjakatompo Viette, 1957
- Hypatima perinetella Viette, 1957
- Idiophantis croconota Meyrick, 1918
- Mesophleps palpigera (Walsingham, 1891)
- Mesophleps safranella (Legrand, 1966)
- Stomopteryx descarpentriesella (Viette, 1957)
- Stomopteryx grandidierella (Viette, 1957)
- Syncopacma sikoraella Viette, 1957

### Apatetrinae
- Chrysoesthia stipelloides (Janse, 1950)
- Pectinophora gossypiella (Saunders, 1844)

### Dichomeridinae
- Brachmia liberta Meyrick, 1926
- Dichomeris acuminatus (Staudinger, 1876)
- Dichomeris andasibea Bippus, 2020
- Dichomeris antizella Viette, 1986
- Dichomeris asaphocosma (Meyrick, 1934)
- Dichomeris ebenosella (Viette, 1968)
- Dichomeris eosella (Viette, 1957)
- Dichomeris millotella Viette, 1957
- Dichomeris monorbella Viette, 1988
- Dichomeris ochreofimbriella (Viette, 1968)
- Dichomeris paulianella (Viette, 1955)
- Dichomeris pauliani De Prins & Koo, 2020
- Dichomeris tananaella (Viette, 1985)
- Dichomeris tepens (Meyrick, 1923)
- Dichomeris tongoborella (Viette, 1958)
- Dichomeris vadonella Viette, 1955
- Dichomeris xeresella (Viette, 1957)
- Dichomeris zymotella Viette, 1957
- Helcystogramma convolvuli (Walsingham, 1908)
- Helcystogramma malagasy Bippus, 2020
- Helcystogramma metallica (Walsingham, 1891)

### Gelechiinae
- Phthorimaea operculella (Zeller, 1873)
- Pycnodytis irrigata Meyrick, 1918
- Scrobipalpa aptatella (Walker, 1864)
- Stegasta sattleri Bidzilya & Mey, 2011
- Stegasta variana Meyrick, 1904
- Symbatica heimella Viette, 1954

### Thiotrichinae
- Polyhymno millotiella Viette, 1954

## Geometridae

### Desmobathrinae
- Brachytrita cervinaria Swinhoe, 1904
- Conolophia conscitaria (Walker, 1861)
- Conolophia puengeleri Bastelberger, 1907
- Derambila larula Bastelberger, 1909
- Derambila puella (Butler, 1880)
- Derambila thrombocnemis Prout L. B., 1929

### Ennominae
- Acanthovalva itremo Krüger, 2001
- Afroracotis atriclava (Prout L. B., 1926)
- Afroracotis deportata (Herbulot, 1970)
- Afroracotis madagascariensis (Chainey & Karisch, 2017)
- Afroracotis squalida (Butler, 1878)
- Anticleora ordinata Herbulot, 1966
- Anticleora proemia (Prout L. B., 1917)
- Anticleora toulgoeti Viette, 1979
- Aphilopota alloeomorpha Prout L. B., 1938
- Aphilopota aspera Prout L. B., 1938
- Aphilopota fletcheriana Viette, 1975
- Aphilopota immatura Prout L. B., 1938
- Aphilopota reducta Viette, 1973
- Aphilopota semidentata Prout L. B., 1931
- Aphilopota seyrigi Viette, 1973
- Argyrophora trofonia (Cramer, 1779)
- Ascotis reciprocaria (Walker, 1860)
- Ascotis selenaria (Denis & Schiffermüller, 1775)
- Cabera cadoreli Herbulot, 2001
- Cabera toulgoeti Herbulot, 1956
- Chiasmia avitusarioides (Herbulot, 1956)
- Chiasmia banian (Viette, 1981)
- Chiasmia coronoleucas (Prout L. B., 1915)
- Chiasmia crassilembaria (Mabille, 1880)
- Chiasmia herbuloti (Viette, 1973)
- Chiasmia hypactinia (Prout L. B., 1916)
- Chiasmia insulicola Krüger, 2001
- Chiasmia livorosa (Herbulot, 1965)
- Chiasmia malgassofusca Krüger, 2001
- Chiasmia megalesia (Viette, 1975)
- Chiasmia neolivorosa Krüger, 2001
- Chiasmia orthostates (Prout L. B., 1915)
- Chiasmia peyrierasi (Viette, 1975)
- Chiasmia rectilinea (Warren, 1905)
- Chiasmia simplicilinea (Warren, 1905)
- Chiasmia streniata (Guenée, 1858)
- Chiasmia tetragraphicata (Saalmüller, 1880)
- Chiasmia trirecurva (Saalmüller, 1891)
- Chiasmia tsaratanana (Viette, 1980)
- Chiasmia umbrata (Warren, 1897)
- Cleora acaciaria (Boisduval, 1833)
- Cleora legrasi (Herbulot, 1955)
- Cleora macracantha (Herbulot, 1955)
- Cleora polymiges Prout L. B., 1926
- Cleora proemia Prout L. B., 1917
- Cleora quadrimaculata (Janse, 1932)
- Cleora rothkirchi (Strand, 1914)
- Cleora tora Prout L. B., 1926
- Colocleora acharis Herbulot, 1962
- Colocleora calcarata Herbulot, 1972
- Colocleora catalai Prout L. B., 1938
- Colocleora chrysomelas Viette, 1975
- Colocleora clio Viette, 1973
- Colocleora comoraria (Oberthür, 1913)
- Colocleora delos Viette, 1973
- Colocleora disgrega Prout L. B., 1938
- Colocleora erato Viette, 1973
- Colocleora euplates (Prout L. B., 1925)
- Colocleora euterpe Viette, 1973
- Colocleora herbuloti Viette, 1973
- Colocleora nampouinei Viette, 1973
- Colocleora oncera Prout L. B., 1938
- Colocleora opisthommata Prout L. B., 1938
- Colocleora orthogonalis Viette, 1973
- Colocleora perpectinata Prout L. B., 1938
- Colocleora refulgens (Herbulot, 1965)
- Colocleora thalie Viette, 1973
- Colocleora umbrata Prout L. B., 1938
- Darisodes cuneata Herbulot, 1972
- Darisodes orygaria (Guenée, 1862)
- Diptychia rhodotenia Mabille, 1898
- Drepanogynis acerba Herbulot, 1954
- Drepanogynis alina Viette, 1980
- Drepanogynis alternans Herbulot, 1960
- Drepanogynis amethystina Herbulot, 1960
- Drepanogynis atrovirens Herbulot, 1960
- Drepanogynis benyowskii Viette, 1980
- Drepanogynis cervina (Warren, 1894)
- Drepanogynis clavata Herbulot, 1960
- Drepanogynis discolor Herbulot, 1956
- Drepanogynis ellipsis Herbulot, 1954
- Drepanogynis herbuloti Viette, 1970
- Drepanogynis hiaraka Viette, 1968
- Drepanogynis hygrochroaria Herbulot, 1954
- Drepanogynis hypopyrrha (Prout L. B., 1932)
- Drepanogynis itremo Viette, 1974
- Drepanogynis nicotiana Viette, 1977
- Drepanogynis olivina Herbulot, 1956
- Drepanogynis peyrierasi Viette, 1974
- Drepanogynis prosecta Herbulot, 1960
- Drepanogynis protactosema Prout L. B., 1932
- Drepanogynis purpurescens Herbulot, 1954
- Drepanogynis quadrivalvis Herbulot, 1960
- Drepanogynis rakotobe Viette, 1972
- Drepanogynis ralambo Viette, 1972
- Drepanogynis ratovosoni Viette, 1972
- Drepanogynis rubriceps Herbulot, 1960
- Drepanogynis salamandra Herbulot, 1960
- Drepanogynis sandrangatensis Herbulot, 1956
- Drepanogynis sogai Herbulot, 1960
- Drepanogynis subrosea Herbulot, 1954
- Drepanogynis thieli Herbulot, 1979
- Drepanogynis tigrinata Viette, 1972
- Drepanogynis tornimacula Herbulot, 1956
- Drepanogynis tsaratanana Viette, 1980
- Drepanogynis umbrosa Herbulot, 1960
- Ectropis adtenuata Herbulot, 2000
- Ectropis albiquadrata Herbulot, 2000
- Ectropis albobrunnea Herbulot, 1981
- Ectropis annumerata Prout L. B., 1925
- Ectropis basalis Herbulot, 1981
- Ectropis bicolor Herbulot, 1972
- Ectropis bistortatoides Herbulot, 1954
- Ectropis celsicola Herbulot, 1972
- Ectropis chopardi Herbulot, 1954
- Ectropis contradicta Herbulot, 1972
- Ectropis cornuta Herbulot, 1968
- Ectropis dribraria (Swinhoe, 1904)
- Ectropis emphona (Prout L. B., 1925)
- Ectropis fossa Herbulot, 1981
- Ectropis griseoalbata (Mabille, 1893)
- Ectropis loxosira Prout L. B., 1932
- Ectropis maromokotra Viette, 1980
- Ectropis milloti Herbulot, 1954
- Ectropis moderata Herbulot, 1972
- Ectropis pauliani Herbulot, 1954
- Ectropis prospila (Prout L. B., 1916)
- Ectropis scoblei Herbulot, 2000
- Ectropis sogai Herbulot, 1981
- Ectropis sublutea (Butler, 1880)
- Ectropis superuncina Herbulot, 1972
- Ectropis ulterior Herbulot, 1954
- Ectropis vadoni Herbulot, 1954
- Epigynopteryx altivagans Herbulot, 1993
- Epigynopteryx artemis Viette, 1973
- Epigynopteryx aurantiaca Herbulot, 1965
- Epigynopteryx borgeaudi (Herbulot, 1956)
- Epigynopteryx castanea Viette, 1977
- Epigynopteryx colligata (Saalmüller, 1891)
- Epigynopteryx declinans Herbulot, 1965
- Epigynopteryx dia Viette, 1973
- Epigynopteryx glycera Prout L. B., 1934
- Epigynopteryx indiscretaria (Mabille, 1898)
- Epigynopteryx modesta (Butler, 1880)
- Epigynopteryx piperata (Saalmüller, 1880)
- Epigynopteryx prolixa (Prout L. B., 1915)
- Epigynopteryx pygmaea Herbulot, 1956
- Epigynopteryx roseifascia Herbulot, 2000
- Epigynopteryx silvestris Herbulot, 1954
- Epigynopteryx sipariata (Saalmüller, 1891)
- Epigynopteryx tenera Herbulot, 1954
- Epigynopteryx variabile Viette, 1973
- Epigynopteryx xeres Viette, 1973
- Erastria madecassaria (Boisduval, 1833)
- Exeliopsis brunnea Viette, 1977
- Exeliopsis insulanus Prout L. B., 1938
- Herbulotides amphion Viette, 1971
- Herbulotides crassiantennata (Oberthür, 1916)
- Herbulotides griveaudi Viette, 1975
- Herbulotides ino Viette, 1971
- Herbulotides lymantrina (Herbulot, 1970)
- Herbulotides sao Viette, 1971
- Heterostegane circumrubrata Prout L. B., 1915
- Heterostegane incognita Prout L. B., 1915
- Heterostegane luteorubens (Mabille, 1900)
- Heterostegane maxima (Herbulot, 1957)
- Heterostegane robinsoni (Herbulot, 1957)
- Heterostegane ruberata (Mabille, 1900)
- Heterostegane thieli Herbulot, 1995
- Hylemera aetionaria (Swinhoe, 1904)
- Hylemera altitudina Viette, 1970
- Hylemera altivolans Viette, 1970
- Hylemera andriai Viette, 1970
- Hylemera azalea (Prout L. B., 1925)
- Hylemera butleri Viette, 1970
- Hylemera cadoreli Viette, 1970
- Hylemera candida Butler, 1882
- Hylemera cunea Viette, 1970
- Hylemera decaryi Viette, 1970
- Hylemera ecstasa Viette, 1970
- Hylemera elegans Viette, 1970
- Hylemera euphrantica (Prout L. B., 1932)
- Hylemera fletcheri Viette, 1970
- Hylemera fragilis Butler, 1879
- Hylemera griveaudi Viette, 1970
- Hylemera herbuloti Viette, 1970
- Hylemera hiemalis Viette, 1970
- Hylemera hypostigmica (Prout L. B., 1925)
- Hylemera instabilis Viette, 1970
- Hylemera laurentensis Viette, 1970
- Hylemera lemuria Viette, 1970
- Hylemera lichenea Viette, 1970
- Hylemera mabillei Viette, 1970
- Hylemera malagasy Viette, 1970
- Hylemera marmorata Viette, 1970
- Hylemera muscosa Herbulot, 1972
- Hylemera nivea Butler, 1882
- Hylemera pauliani Viette, 1970
- Hylemera perrieri Viette, 1970
- Hylemera plana (Butler, 1879)
- Hylemera prouti Viette, 1970
- Hylemera puella Butler, 1879
- Hylemera rebuti (Poujade, 1889)
- Hylemera roseidaria Viette, 1970
- Hylemera sogai Viette, 1970
- Hylemera sparsipuncta Viette, 1970
- Hylemera subaridea Viette, 1970
- Hylemera teleutaea (Prout L. B., 1925)
- Hylemera tenuis Butler, 1878
- Hylemera vinacea Viette, 1970
- Hypochrosis suffusata Pagenstecher, 1907
- Hypomecis coryphocycla (Prout L. B., 1925)
- Hypomecis idiochroa (Prout L. B., 1925)
- Hypomecis irrelata (Herbulot, 1989)
- Idiodes albilinea (Thierry-Mieg, 1907)
- Idiodes albistriga (Warren, 1899)
- Idiodes andravahana (Viette, 1968)
- Idiodes andriana (Viette, 1968)
- Idiodes andrivola (Viette, 1968)
- Idiodes avelona (Viette, 1968)
- Idiodes fletcherana (Viette, 1968)
- Idiodes gracilipes (Herbulot, 1954)
- Idiodes herbuloti (Viette, 1981)
- Idiodes oberthuri (Dognin, 1911)
- Idiodes radiata (Herbulot, 1956)
- Isturgia arenularia (Mabille, 1880)
- Isturgia averyi (Viette, 1980)
- Isturgia catalaunaria (Guenée, 1858)
- Isturgia contexta (Saalmüller, 1891)
- Isturgia deerraria (Walker, 1861)
- Isturgia devecta (Herbulot, 1966)
- Isturgia griveaudi Krüger, 2001
- Isturgia malesignaria (Mabille, 1880)
- Isturgia modestaria (Pagenstecher, 1907)
- Isturgia sakalava (Herbulot, 1954)
- Isturgia univirgaria (Mabille, 1880)
- Luxiaria pratti Prout L. B., 1925
- Malgassapeira baton (Viette, 1973)
- Malgassapeira concors (Viette, 1977)
- Malgassapeira lucina (Viette, 1973)
- Malgassapeira punctifera (Warren, 1894)
- Malgassothisa trifida Herbulot, 1966
- Melinoessa catenata (Saalmüller, 1891)
- Melinoessa guenoti Herbulot, 1981
- Mesothisa dubiefi Viette, 1977
- Mesothisa ozola Prout L. B., 1926
- Mesothisa tanala Herbulot, 1968
- Milocera horaria Swinhoe, 1904
- Morabia hero (Viette, 1971)
- Morabia pluto (Viette, 1971)
- Negloides oceanitis Prout L. B., 1931
- Oaracta maculata (Warren, 1897)
- Ochroplutodes hova Herbulot, 1954
- Orbamia pauperata Herbulot, 1966
- Petrodava fletcheri Viette, 1970
- Petrodava leucicolor (Butler, 1875)
- Psilocerea anearia Swinhoe, 1904
- Psilocerea aspilates Herbulot, 1954
- Psilocerea barychorda Prout L. B., 1932
- Psilocerea catenosa Herbulot, 1970
- Psilocerea cuprea Herbulot, 1959
- Psilocerea dysonaria Swinhoe, 1904
- Psilocerea ferruginaria (Mabille, 1898)
- Psilocerea griveaudi Herbulot, 1959
- Psilocerea harmonia Prout L. B., 1932
- Psilocerea insularia (Mabille, 1880)
- Psilocerea kenricki Prout L. B., 1925
- Psilocerea lemur Herbulot, 1954
- Psilocerea monochroma Herbulot, 1959
- Psilocerea nigromaculata Warren, 1897
- Psilocerea olsoufieffae Prout L. B., 1932
- Psilocerea penicillata Herbulot, 1956
- Psilocerea phrynogyna Herbulot, 1954
- Psilocerea pronisi Viette, 1980
- Psilocerea rachicera (Butler, 1880)
- Psilocerea scardamyctes Prout L. B., 1925
- Psilocerea severa Prout L. B., 1932
- Psilocerea swinhoei Herbulot, 1959
- Psilocerea tigrinata Saalmüller, 1880
- Psilocerea toulgoeti Herbulot, 1959
- Psilocerea tristigma Herbulot, 1959
- Psilocerea vestitaria Swinhoe, 1904
- Psilocerea viettei Herbulot, 1954
- Psilocerea virescens Herbulot, 1954
- Psilocerea wintreberti Herbulot, 1970
- Rhodophthitus betsileanus Herbulot, 1965
- Rhodophthitus formosus Butler, 1880
- Sphyrocosta madecassa (Viette, 1973)
- Steganomima delphinensis Viette, 1979
- Steganomima laurentensis Viette, 1979
- Steganomima polymorpha Herbulot, 1972
- Steganomima sobria Herbulot, 1993
- Xenimpia clenchi Viette, 1980
- Xenimpia fletcheri Herbulot, 1954
- Xenimpia transmarina Herbulot, 1961
- Xenimpia trizonata (Saalmüller, 1891)
- Xenostega eurhythma Prout L. B., 1934
- Xenostega ochracea (Butler, 1879)
- Xenostega segmentaria (Saalmüller, 1891)
- Xenostega treptostiches Prout L. B., 1934
- Xylopteryx cowani Viette, 1972
- Xylopteryx doto Prout L. B., 1925
- Zamarada aureomarginata Pagenstecher, 1907
- Zamarada calypso Prout L. B., 1926
- Zamarada excavata Bethune-Baker, 1913
- Zamarada griveaudi Fletcher D. S., 1974
- Zamarada oxybeles Fletcher D. S., 1974
- Zamarada reflexaria (Walker, 1863)
- Zamarada viettei Fletcher D. S., 1974
- Zeuctocleora una Prout L. B., 1929

### Geometrinae
- Acidromodes porphyretica (Prout L. B., 1925)
- Agathia malgassa Herbulot, 1978
- Archichlora alophias Herbulot, 1954
- Archichlora altivagans Herbulot, 1960
- Archichlora ambrimontis Herbulot, 1960
- Archichlora andranobe Viette, 1978
- Archichlora ankalirano Viette, 1975
- Archichlora antanosa Herbulot, 1960
- Archichlora basquini Herbulot, 2000
- Archichlora bevilany Viette, 1978
- Archichlora chariessa Prout L. B., 1925
- Archichlora engenes Prout L. B., 1922
- Archichlora florilimbata Herbulot, 1960
- Archichlora griveaudi Viette, 1978
- Archichlora hemistrigata (Mabille, 1900)
- Archichlora herbuloti Viette, 1978
- Archichlora majuscula Herbulot, 1960
- Archichlora monodi Viette, 1975
- Archichlora nigricosta Herbulot, 1960
- Archichlora pavonina Herbulot, 1960
- Archichlora perineti Herbulot, 2000
- Archichlora petroselina Herbulot, 1960
- Archichlora povolnyi Viette, 1975
- Archichlora scissimacula Herbulot, 2000
- Archichlora soa Viette, 1971
- Archichlora sola Herbulot, 1960
- Archichlora stellicincta Herbulot, 1972
- Archichlora subrubescens Herbulot, 1960
- Archichlora tenera Herbulot, 2000
- Archichlora triangularia (Swinhoe, 1904)
- Archichlora tricycla Herbulot, 1960
- Archichlora trygodes Prout L. B., 1922
- Archichlora vieui Herbulot, 1960
- Archichlora viridicrossa Herbulot, 1960
- Blechroneromia ambinanitelo Viette, 1978
- Blechroneromia anthosyne Prout L. B., 1925
- Blechroneromia eluta Prout L. B., 1925
- Blechroneromia griveaudi Viette, 1976
- Blechroneromia gutierrezi Viette, 1971
- Blechroneromia herbuloti Viette, 1976
- Blechroneromia malagasy Viette, 1976
- Blechroneromia meridionalis Viette, 1976
- Blechroneromia mianta Prout L. B., 1925
- Blechroneromia pauliani Viette, 1976
- Blechroneromia perileuca Prout L. B., 1925
- Blechroneromia peyrierasi Viette, 1976
- Blechroneromia pudica Herbulot, 1972
- Blechroneromia sogai Viette, 1976
- Blechroneromia toulgoeti Viette, 1976
- Cancellalata fletcheri (Viette, 1979)
- Chlorodrepana madecassa Viette, 1971
- Comibaena leucochloraria (Mabille, 1880)
- Comibaena punctaria (Swinhoe, 1904)
- Comostolopsis rufocellata (Mabille, 1900)
- Comostolopsis rufostellata (Mabille, 1900)
- Comostolopsis stillata (Felder & Rogenhofer, 1875)
- Comostolopsis subsimplex Prout L. B., 1913
- Doloma leucocephala Prout L. B., 1922
- Dryochlora cinctuta (Saalmüller, 1891)
- Dyschlorodes bicolor Viette, 1971
- Dyschlorodes hepatias Herbulot, 1966
- Epigelasma alba Viette, 1970
- Epigelasma befasy Viette, 1981
- Epigelasma corrupta Herbulot, 1954
- Epigelasma crenifera Herbulot, 1970
- Epigelasma disjuncta Herbulot, 1972
- Epigelasma frigida Herbulot, 1972
- Epigelasma herbuloti Viette, 1980
- Epigelasma hispida Herbulot, 1972
- Epigelasma holochroa Herbulot, 1972
- Epigelasma lutea Viette, 1970
- Epigelasma meloui Prout L. B., 1930
- Epigelasma nobilis Herbulot, 1954
- Epigelasma occidentalis Herbulot, 1972
- Epigelasma olsoufieffi Herbulot, 1972
- Epigelasma perineti Herbulot, 1972
- Epigelasma praenuntia Herbulot, 1972
- Epigelasma radiata Herbulot, 1972
- Epigelasma rhodostigma Herbulot, 1954
- Epigelasma rufifrons Herbulot, 1972
- Epigelasma simplaria Herbulot, 1972
- Epigelasma triplicifascia (Prout L. B., 1912)
- Epigelasma tulear Herbulot, 1972
- Epigelasma viridibasis Herbulot, 1972
- Eucrostes disparata Walker, 1861
- Gelasmodes malagasy Viette, 1978
- Hemistola hypnopoea Prout L. B., 1926
- Heterorachis abdita Herbulot, 1954
- Heterorachis acuta Herbulot, 1954
- Heterorachis amplior Herbulot, 1954
- Heterorachis asyllaria (Swinhoe, 1904)
- Heterorachis defossa Herbulot, 1954
- Heterorachis diaphana (Warren, 1899)
- Heterorachis diphrontis Prout L. B., 1922
- Heterorachis extrema Herbulot, 1996
- Heterorachis fulcrata Herbulot, 1996
- Heterorachis furcata Herbulot, 1965
- Heterorachis harpifera Herbulot, 1954
- Heterorachis insueta Prout L. B., 1922
- Heterorachis malachitica (Saalmüller, 1880)
- Heterorachis melanophragma Prout L. B., 1918
- Heterorachis reducta Herbulot, 1954
- Heterorachis soaindrana Herbulot, 1972
- Heterorachis suarezi Herbulot, 1965
- Heterorachis tanala Herbulot, 1965
- Heterorachis tornata Prout L. B., 1922
- Heterorachis trita Prout L. B., 1922
- Heterorachis tsara Viette, 1971
- Heterorachis ultramarina Herbulot, 1968
- Heterorachis viettei Herbulot, 1954
- Hydatopsis jaspidaria Herbulot, 1968
- Hypocoela abstrusa Herbulot, 1956
- Hypocoela angularis Herbulot, 1956
- Hypocoela camillae Herbulot, 1996
- Hypocoela drepana Prout L. B., 1925
- Hypocoela dubiefi Viette, 1979
- Hypocoela fasciata Herbulot, 1956
- Hypocoela herbuloti Viette, 1971
- Hypocoela humidaria (Swinhoe, 1904)
- Hypocoela infracta Herbulot, 1956
- Hypocoela libertalia Viette, 1980
- Hypocoela lurida Herbulot, 1956
- Hypocoela magica Herbulot, 1956
- Hypocoela peyrierasi Viette, 1978
- Hypocoela saturnina Herbulot, 1956
- Hypocoela sogai Viette, 1978
- Hypocoela spodozona Prout L. B., 1925
- Hypocoela tornifusca Herbulot, 1970
- Leptocolpia decaryi Herbulot, 1954
- Leptocolpia montana Viette, 1977
- Leptocolpia oxygonia Prout L. B., 1925
- Leptocolpia superba Herbulot, 1965
- Leptocolpia viridicatena Prout L. B., 1922
- Lophorrhachia rubricorpus (Warren, 1898)
- Lophostola cara Prout L. B., 1913
- Maxates cowani (Butler, 1880)
- Maxates fuscipuncta (Warren, 1898)
- Maxates madecassa (Viette, 1971)
- Maxates malagasy (Viette, 1971)
- Metallochlora glacialis (Butler, 1880)
- Metallochlora impotens Prout L. B., 1926
- Microloxia ruficornis Warren, 1897
- Mimandria insularis Swinhoe, 1904
- Mimandria kely Viette, 1971
- Mimandria recognita (Saalmüller, 1891)
- Mixocera parvulata (Walker, 1863)
- Mixocera wiedenorum Hausmann, 1997
- Neromia picticosta Prout L. B., 1913
- Omphax bara Herbulot, 1972
- Omphax interfulgens Herbulot, 1954
- Omphax neglecta Herbulot, 1977
- Perithalera oblongula Prout L. B., 1922
- Phaiogramma stibolepida (Butler, 1879)
- Pingasa grandidieri (Butler, 1879)
- Pingasa herbuloti Viette, 1971
- Pingasa rhadamaria (Guenée, 1858)
- Pingasa ruginaria (Guenée, 1858)
- Prasinocyma applicata Herbulot, 2000
- Prasinocyma candida Prout L. B., 1923
- Prasinocyma hiaraka Viette, 1981
- Prasinocyma pallidulata (Mabille, 1880)
- Prasinocyma perineti Viette, 1981
- Prasinocyma simiaria (Guenée, 1858)
- Prasinocyma viridipes Herbulot, 2000
- Rhodesia alboviridata (Saalmüller, 1880)
- Rhodesia viridalbata Warren, 1905
- Synclysmus grisescens Viette, 1971
- Synclysmus niger Viette, 1971
- Synclysmus nigrocristatus Prout L. B., 1918
- Synclysmus niveus Butler, 1879
- Synclysmus opulentus Herbulot, 1965
- Syncollesis ankalirano Viette, 1981
- Syncollesis coerulea (Warren, 1896)
- Syncollesis pauliani Herbulot, 1954
- Thalassodes albifimbria Warren, 1897
- Thalassodes progressa Prout L. B., 1926
- Thalassodes quadraria Guenée, 1858
- Xanthodura hypocrypta Prout L. B., 1925
- Xanthodura trucidata Butler, 1880

### Larentiinae
- Aposteira saurides Prout L. B., 1935
- Asthenotricha comosissima Herbulot, 1970
- Asthenotricha deficiens Herbulot, 1954
- Asthenotricha furtiva Herbulot, 1960
- Asthenotricha lophopterata (Guenée, 1858)
- Asthenotricha nesiotes Herbulot, 1954
- Asthenotricha parabolica Herbulot, 1954
- Asthenotricha quadrata Herbulot, 1960
- Asthenotricha semidivisa Warren, 1901
- Asthenotricha torata Prout L. B., 1932
- Chloroclystis latifasciata Joannis, 1932
- Chloroclystis toreumata Prout L. B., 1937
- Collix foraminata Guenée, 1858
- Disclisioprocta natalata (Walker, 1862)
- Eois anisorrhopa Prout L. B., 1933
- Eois incandescens Herbulot, 1954
- Eois suarezensis Prout L. B., 1923
- Eupithecia bicurvicera Herbulot, 1972
- Eupithecia bolespora Prout L. B., 1937
- Eupithecia cohabitans Herbulot, 1972
- Eupithecia dilucida (Warren, 1899)
- Eupithecia dissobapta Prout L. B., 1932
- Eupithecia dissonans Herbulot, 1954
- Eupithecia ericeti Herbulot, 1970
- Eupithecia exheres Herbulot, 1954
- Eupithecia festiva Prout L. B., 1916
- Eupithecia griveaudi Herbulot, 1972
- Eupithecia hemileucaria Mabille, 1880
- Eupithecia hydrargyrea Herbulot, 1954
- Eupithecia multiplex Herbulot, 1954
- Eupithecia pauliani Herbulot, 1957
- Eupithecia personata Fletcher D. S., 1951
- Eupithecia pseudexheres Herbulot, 1972
- Eupithecia ptychospila Prout L. B., 1937
- Eupithecia rigida Swinhoe, 1892
- Eupithecia semipallida Janse, 1933
- Eupithecia sogai Herbulot, 1970
- Eupithecia sporobola Herbulot, 1988
- Eupithecia streptozona Prout L. B., 1932
- Eupithecia theobromina Herbulot, 1954
- Eupithecia tranquilla Herbulot, 1988
- Eupithecia vesiculata Herbulot, 1954
- Eupithecia xylopsis Herbulot, 1954
- Gymnoscelis crassata Warren, 1901
- Gymnoscelis olsoufieffae Prout L. B., 1937
- Gymnoscelis rubricata (Joannis, 1932)
- Haplolabida lacrimans Herbulot, 1970
- Haplolabida marojejensis Herbulot, 1963
- Haplolabida pauliani Viette, 1975
- Haplolabida viettei Herbulot, 1970
- Horisme cuprea Herbulot, 1972
- Lobidiopteryx ecrinita Herbulot, 1963
- Mesocolpia nanula (Mabille, 1900)
- Mimoclystia acme (Prout L. B., 1922)
- Mimoclystia andringitra Herbulot, 1963
- Mimoclystia griveaudi Herbulot, 1970
- Mimoclystia lichenarum Herbulot, 1963
- Mimoclystia rhodopnoa (Prout L. B., 1928)
- Mimoclystia thorenaria (Swinhoe, 1904)
- Orthonama quadrisecta Herbulot, 1954
- Parortholitha chrysographa Herbulot, 1972
- Parortholitha cubitata Herbulot, 1981
- Parortholitha indocilis Herbulot, 1963
- Parortholitha ingens Herbulot, 1970
- Parortholitha recta (Prout L. B., 1916)
- Pasiphila derasata (Bastelberger, 1905)
- Piercia viettei Herbulot, 1954
- Protosteira spectabilis (Warren, 1899)
- Pseudolarentia dulcis (Butler, 1879)
- Pseudolarentia sambirana Herbulot, 1965
- Xanthorhoe malgassa Herbulot, 1954
- Xanthorhoe phyxelia Prout L. B., 1933
- Xanthorhoe vacillans Herbulot, 1954

### Sterrhinae
- Afrophyla vethi (Snellen, 1886)
- Antitrygodes dentilinea Warren, 1897
- Antitrygodes herbuloti Viette, 1977
- Antitrygodes malagasy Viette, 1977
- Chrysocraspeda ambolosy (Viette, 1978)
- Chrysocraspeda ambrensis (Viette, 1970)
- Chrysocraspeda anala (Viette, 1970)
- Chrysocraspeda anamale (Viette, 1970)
- Chrysocraspeda angulosa (Herbulot, 1970)
- Chrysocraspeda anosibe (Viette, 1978)
- Chrysocraspeda anthocroca (Prout L. B., 1925)
- Chrysocraspeda apicirubra (Prout L. B., 1917)
- Chrysocraspeda aurantibasis (Herbulot, 1970)
- Chrysocraspeda bradyspila (Prout L. B., 1934)
- Chrysocraspeda cadorelae Herbulot, 2000
- Chrysocraspeda callichroa Prout L. B., 1934
- Chrysocraspeda carioni (Viette, 1972)
- Chrysocraspeda corallina (Herbulot, 1970)
- Chrysocraspeda cosymbia (Viette, 1984)
- Chrysocraspeda definita (Prout L. B., 1922)
- Chrysocraspeda doricaria Swinhoe, 1904
- Chrysocraspeda dubiefi (Viette, 1978)
- Chrysocraspeda dujardini (Viette, 1972)
- Chrysocraspeda eclipsis (Prout L. B., 1932)
- Chrysocraspeda erythraria (Mabille, 1893)
- Chrysocraspeda gnamptoloma (Prout L. B., 1925)
- Chrysocraspeda herbuloti (Viette, 1970)
- Chrysocraspeda hiaraka (Viette, 1978)
- Chrysocraspeda jabaina (Viette, 1978)
- Chrysocraspeda kenricki (Prout L. B., 1925)
- Chrysocraspeda lakato (Viette, 1978)
- Chrysocraspeda madecassa (Viette, 1972)
- Chrysocraspeda moramanga (Viette, 1978)
- Chrysocraspeda nasuta (Prout L. B., 1934)
- Chrysocraspeda neurina (Prout L. B., 1934)
- Chrysocraspeda niobe (Viette, 1970)
- Chrysocraspeda ophthalmica (Viette, 1984)
- Chrysocraspeda orana (Viette, 1978)
- Chrysocraspeda orthogramma (Prout L. B., 1925)
- Chrysocraspeda peristoecha (Prout L. B., 1925)
- Chrysocraspeda phanoptica (Prout L. B., 1934)
- Chrysocraspeda planaria Swinhoe, 1904
- Chrysocraspeda polyniphes (Prout L. B., 1925)
- Chrysocraspeda ptolegenes (Viette, 1972)
- Chrysocraspeda rubida (Swinhoe, 1904)
- Chrysocraspeda saturniina (Viette, 1972)
- Chrysocraspeda sparsipuncta (Viette, 1970)
- Chrysocraspeda subdefinita (Viette, 1970)
- Chrysocraspeda silvatica (Viette, 1970)
- Chrysocraspeda sogai (Viette, 1970)
- Chrysocraspeda tanala Herbulot, 2000
- Chrysocraspeda tantale (Viette, 1970)
- Chrysocraspeda vadoni (Viette, 1972)
- Chrysocraspeda vitrata (Herbulot, 1965)
- Chrysocraspeda vola (Viette, 1970)
- Chrysocraspeda volutisignata (Prout L. B., 1925)
- Chrysocraspeda zaphleges (Prout L. B., 1925)
- Chrysocraspeda zearia Swinhoe, 1904
- Cyclophora inaequalis (Warren, 1902)
- Cyclophora lyciscaria (Guenée, 1858)
- Cyclophora metamorpha (Prout L. B., 1925)
- Cyclophora orboculata (Prout L. B., 1922)
- Idaea brevissimipes (Herbulot, 1955)
- Idaea cochlearia (Herbulot, 1956)
- Idaea daucina Herbulot, 1978
- Idaea digitella Herbulot, 1978
- Idaea lilliputaria (Warren, 1902)
- Idaea lycaugidia (Prout L. B., 1932)
- Idaea maisongrossei Herbulot, 1978
- Idaea poecilocrossa (Prout L. B., 1932)
- Idaea prosartema (Herbulot, 1955)
- Idaea pulveraria (Snellen, 1872)
- Idaea sympractor (Prout L. B., 1932)
- Idaea tristega (Prout L. B., 1932)
- Isoplenodia arrogans Prout L. B., 1932
- Metallaxis herbuloti Viette, 1978
- Metallaxis sogai Viette, 1979
- Metallaxis teledapa Prout L. B., 1932
- Problepsis figurata (Warren, 1897)
- Problepsis meroearia Saalmüller, 1884
- Rhodometra sacraria (Linnaeus, 1767)
- Scopula addictaria (Walker, 1861)
- Scopula antankarana Herbulot, 1955
- Scopula aspiciens Prout L. B., 1926
- Scopula benenotata Prout L. B., 1932
- Scopula bistrigata (Pagenstecher, 1907)
- Scopula caesaria (Walker, 1861)
- Scopula calothysanis Herbulot, 1965
- Scopula clandestina Herbulot, 1955
- Scopula cornishi Prout L. B., 1932
- Scopula declinata Herbulot, 1972
- Scopula dimoeroides Herbulot, 1955
- Scopula donovani (Distant, 1892)
- Scopula fimbrilineata (Warren, 1902)
- Scopula gibbivalvata Herbulot, 1972
- Scopula glaucescens Herbulot, 1978
- Scopula haeretica Herbulot, 1955
- Scopula infantilis Herbulot, 1970
- Scopula internataria (Walker, 1861)
- Scopula lactaria (Walker, 1861)
- Scopula leucoloma Prout L. B., 1932
- Scopula merina Herbulot, 1956
- Scopula minorata (Boisduval, 1833)
- Scopula minuta (Warren, 1900)
- Scopula moinieri Herbulot, 1966
- Scopula mollicula Prout L. B., 1932
- Scopula normalis Herbulot, 1955
- Scopula omnisona (Prout L. B., 1915)
- Scopula opicata (Fabricius, 1798)
- Scopula prisca Herbulot, 1955
- Scopula protecta Herbulot, 1955
- Scopula pulchellata (Fabricius, 1794)
- Scopula rhodocraspeda Prout L. B., 1932
- Scopula roezaria (Swinhoe, 1904)
- Scopula rubrosignaria (Mabille, 1900)
- Scopula rufolutaria (Mabille, 1900)
- Scopula sanguinifissa Herbulot, 1955
- Scopula sanguinisecta (Warren, 1897)
- Scopula seclusa Herbulot, 1972
- Scopula serena Prout L. B., 1920
- Scopula sparsipunctata (Mabille, 1900)
- Scopula subtaeniata (Bastelberger, 1908)
- Scopula tanalorum Herbulot, 1972
- Scopula terrearia (Mabille, 1900)
- Scopula viettei Herbulot, 1992
- Scopula voeltzkowi Prout L. B., 1934
- Somatina lia Prout L. B., 1915
- Somatina sedata Prout L. B., 1922
- Somatina vestalis (Butler, 1875)
- Traminda aequipuncta Herbulot, 1984
- Traminda atroviridaria (Mabille, 1880)
- Traminda neptunaria (Guenée, 1858)
- Traminda obversata (Walker, 1861)
- Traminda vividaria (Walker, 1861)

## Glyphipterigidae

### Acrolepiinae
- Acrolepia catatella (Viette, 1956)
- Acrolepia dioscoreivora Gibeaux, 1989
- Digitivalva minima Gibeaux, 1987
- Digitivalva peyrierasi Gibeaux, 1987
- Digitivalva viettei Gibeaux, 1987

### Glyphipteriginae
- Chrysocentris ditiorana (Walker, 1863)
- Chrysocentris eupepla Meyrick, 1930
- Glyphipterix madagascariensis Viette, 1951

## Gracillariidae

### Acrocercopinae
- Acrocercops coffeifoliella (Motschulsky, 1859)
- Acrocercops guttiferella (Viette, 1951)
- Acrocercops hormista Meyrick, 1916
- Acrocercops loxias Meyrick, 1918
- Acrocercops theaeformisella Viette, 1956
- Acrocercops tricyma Meyrick, 1908
- Dialectica scalariella (Zeller, 1850)
- Phodoryctis caerulea (Meyrick, 1912)
- Telamoptilia cathedraea (Meyrick, 1908)
- Telamoptilia hemistacta (Meyrick, 1924)

### Gracillariinae
- Aristaea atrata Triberti, 1985
- Aristaea bathracma (Meyrick, 1912)
- Callicercops milloti (Viette, 1951)
- Caloptilia infaceta Triberti, 1987
- Caloptilia modica Triberti, 1987
- Caloptilia prosticta (Meyrick, 1909)
- Caloptilia scaenica Triberti, 1987
- Macarostola eugeniella (Viette, 1951)

### Lithocolletinae
- Phyllonorycter hibiscina (Vári, 1961)
- Phyllonorycter lemarchandi (Viette, 1951)
- Phyllonorycter madagascariensis (Viette, 1949)

### Ornixolinae
- Stomphastis adesa Triberti, 1988
- Stomphastis conflua (Meyrick, 1914)
- Stomphastis dodonaeae Vári, 1961
- Stomphastis eugrapta Vári, 1961
- Stomphastis thraustica (Meyrick, 1908)

### Phyllocnistinae
- Phyllocnistis saligna (Zeller, 1839)

## Hyblaeidae
- Hyblaea apricans (Boisduval, 1833)
- Hyblaea madagascariensis Viette, 1961
- Hyblaea paulianii Viette, 1961
- Hyblaea puera  (Cramer, 1777)

## Immidae
- Moca descarpentriesella (Viette, 1954)
- Moca humbertella (Viette, 1956)
- Moca marionella (Viette, 1954)

## Lacturidae
- Gymnogramma candidella (Viette, 1963)
- Gymnogramma griveaudi (Gibeaux, 1982)
- Gymnogramma iambiodella (Viette, 1958)
- Gymnogramma luctuosa (Gibeaux, 1982)
- Gymnogramma luqueti (Gibeaux, 1993)
- Gymnogramma ratovosoni (Gibeaux, 1982)
- Gymnogramma tabulatrix Meyrick, 1930
- Gymnogramma toulgoeti (Gibeaux, 1982)
- Gymnogramma viettei (Gibeaux, 1982)

## Lasiocampidae

### Lasiocampinae
- Acosmetoptera apicimacula (De Lajonquière, 1970)
- Acosmetoptera ecpluta De Lajonquière, 1972
- Acosmetoptera nubenda De Lajonquière, 1972
- Acosmetoptera phela De Lajonquière, 1972
- Acosmetoptera raharizoninai (De Lajonquière, 1970)
- Acosmetoptera sogai (De Lajonquière, 1970)
- Anchirithra insignis Butler, 1878
- Anchirithra viettei De Lajonquière, 1970
- Apatelopteryx deceptrix (Kenrick, 1914)
- Apatelopteryx pentheter De Lajonquière, 1968
- Apatelopteryx phenax De Lajonquière, 1968
- Borocera attenuata (Kenrick, 1914)
- Borocera cajani Vinson, 1863
- Borocera madagascariensis Boisduval, 1833
- Borocera marginepunctata Guérin-Méneville, 1844
- Borocera mimus De Lajonquière, 1972
- Borocera nigricornis De Lajonquière, 1972
- Callopizoma malgassica (Kenrick, 1914)
- Callopizoma micans De Lajonquière, 1972
- Chionodiptera nivea De Lajonquière, 1972
- Chionodiptera virginalis (Viette, 1962)
- Chionodiptera xeros Basquin, 2017
- Chrysium mesembrinus De Lajonquière, 1969
- Closterothrix bosei (Saalmüller, 1880)
- Closterothrix bruncki De Lajonquière, 1974
- Closterothrix diabolus (Hering, 1928)
- Closterothrix fulvipuncta (Viette, 1962)
- Closterothrix funebris De Lajonquière, 1970
- Closterothrix gambeyi Mabille, 1879
- Closterothrix goliath (Viette, 1962)
- Closterothrix goudoti Viette, 1962
- Closterothrix insularis Viette, 1962
- Closterothrix leonina (Butler, 1882)
- Closterothrix nigrosparsata Viette, 1962
- Closterothrix peyrierasi Viette, 1988
- Closterothrix secernenda De Lajonquière, 1969
- Closterothrix sikorae Aurivillius, 1909
- Diaphoromorpha bellescripta De Lajonquière, 1973
- Diaphoromorpha pumilio De Lajonquière, 1972
- Diaphoromorpha tamsi (Viette, 1962)
- Endacantha albovirgata De Lajonquière, 1970
- Endacantha cleptis (Hering, 1928)
- Endacantha moka De Lajonquière, 1970
- Eupagopteryx affinis (Aurivillius, 1909)
- Eupagopteryx albolunatus (Kenrick, 1914)
- Europtera pandani De Lajonquière, 1972
- Europtera punctillata (Saalmüller, 1884)
- Gastromega badia (Saalmüller, 1878)
- Gastromega robusta De Lajonquière, 1972
- Gastromega sordida (Mabille, 1879)
- Gonometa attenuata Kenrick, 1914
- Hypotrabala regius (De Lajonquière, 1973)
- Lamprantaugia gueneana (Mabille, 1880)
- Lamprantaugia tamatavae (Guenée, 1865)
- Lechriolepis anomala Butler, 1880
- Lechriolepis diabolus Hering, 1928
- Lechriolepis fulvipuncta Viette, 1962
- Lechriolepis johannae De Lajonquière, 1970
- Lechriolepis pratti (Kenrick, 1914)
- Lechriolepis ramdimby Viette, 1962
- Lechriolepis stumpffii (Saalmüller, 1878))
- Lechriolepis tapiae De Lajonquière, 1970
- Lerodes fulgurita (Saalmüller, 1880)
- Malacostola mediodiluta De Lajonquière, 1972
- Malacostola mollis De Lajonquière, 1970
- Malacostola mutata De Lajonquière, 1972
- Malacostola psara De Lajonquière, 1972
- Malacostola serrata De Lajonquière, 1972
- Malacostola torrefacta De Lajonquière, 1972
- Melopla abhorrens De Lajonquière, 1972
- Melopla ochracea (Viette, 1962)
- Melopla sparsipuncta (Viette, 1962)
- Napta serratilinea Guenée, 1865
- Ochanella hova (Butler, 1882)
- Ochrochroma aurantiaca (Viette, 1962)
- Ochrochroma cadoreli De Lajonquière, 1969
- Ochrochroma nepos De Lajonquière, 1969
- Ochrochroma opulenta De Lajonquière, 1969
- Ochrochroma seyrigi De Lajonquière, 1969
- Ochrochroma simplex (Aurivillius, 1909)
- Odontocheilopteryx malagassy Viette, 1962
- Odontocheilopteryx meridionalis Viette, 1962
- Odontocheilopteryx myxa Wallengren, 1860
- Philotherma goliath (Viette, 1962)
- Phoberopsis ferox (Kenrick, 1914)
- Phoenicladocera griveaudi De Lajonquière, 1972
- Phoenicladocera herbuloti De Lajonquière, 1972
- Phoenicladocera merina De Lajonquière, 1970
- Phoenicladocera nitescens De Lajonquière, 1972
- Phoenicladocera parvinota (Hering, 1929)
- Phoenicladocera toulgoeti De Lajonquière, 1972
- Phoenicladocera turtur De Lajonquière, 1972
- Phoenicladocera viettei De Lajonquière, 1970
- Phoenicladocera vulpicolor (Kenrick, 1914)
- Phoenicladocera wintreberti De Lajonquière, 1972
- Phoenicladocera xanthogramma De Lajonquière, 1972
- Pseudoborocera legrasi De Lajonquière, 1972
- Raphipeza graphiptera (Saalmüller, 1880)
- Raphipeza orientalis Viette, 1962
- Raphipeza perineti Viette, 1962
- Raphipeza turbata (Butler, 1879)
- Sonitha lila Zolotuhin & Prozorov, 2010
- Stoermeriana cervina (Aurivillius, 1927)
- Sunnepha aerea De Lajonquière, 1970
- Sunnepha livens De Lajonquière, 1970
- Sunnepha minuta De Lajonquière, 1970
- Sunnepha serta De Lajonquière, 1970

## Lecithoceridae

### Lecithocerinae
- Lecithocera acrosphales Meyrick, 1918
- Lecithocera pyxinodes Meyrick, 1918

### Torodorinae
- Parkiana adelella (Viette, 1955)
- Parkiana andasibensis Cho & Agassiz, 2020
- Parkiana janineae (Viette, 1954)
- Parkiana matutinalis Cho & Agassiz, 2020
- Parkiana rabenoroi (Viette, 1988)
- Parkiana radamella (Viette, 1968)
- Torodora andringitrensis Park & Minet, 2023
- Torodora ankasokella (Viette, 1968)
- Torodora anosibensis Park & Minet, 2023
- Torodora bariella (Viette, 1958)
- Torodora cameronella (Viette, 1957)
- Torodora convexula Park & Minet, 2023
- Torodora decaryella (Viette, 1955)
- Torodora griveaudi Park & Minet, 2023
- Torodora hana Park & Koo, 2023
- Torodora haploista Park & Koo, 2023
- Torodora hiarakella (Viette, 1988)
- Torodora hildebrandtella (Viette, 1956)
- Torodora kambanella (Viette, 1986)
- Torodora larseni Park & Koo, 2023
- Torodora lecithocerella (Viette, 1956)
- Torodora malagasiella Park & Minet, 2023
- Torodora masoalella (Viette, 1955)
- Torodora mocquerysella (Viette, 1955)
- Torodora ochrizona Park & Minet, 2023
- Torodora perrierella (Viette, 1985)
- Torodora pistillia Park & Minet, 2023
- Torodora randimella (Viette, 1956)
- Torodora septentriella Park & Koo, 2023
- Torodora silvestris Park & Koo, 2023
- Torodora sogai Park & Koo, 2023
- Torodora sphenosa Park & Minet, 2023
- Torodora toliarensis Park & Koo, 2023
- Torodora unicolorella Park & Koo, 2023
- Torodora vietteiola Park & Koo, 2023
- Torodora zahamenensis Park & Koo, 2023

## Limacodidae

### Chrysopolominae
- Vietteopoloma madagascariensis Hering, 1961

### Limacodinae
- Ambaliha exsanguis Saalmüller, 1880
- Andaingo ecclesiastica Hering, 1928
- Ankijabe griveaudi Viette, 1980
- Ankijabe lucens (Hering, 1957)
- Crothaema sericea Butler, 1880
- Fletcherodes brunnea (Viette, 1951)
- Heringocena andobo (Viette, 1965)
- Heringocena difficilis (Viette, 1965)
- Heringocena seyrigi Viette, 1980
- Heringodes robinsoni (Viette, 1965)
- Heringyra hannemanni Viette, 1980
- Heringyra rectestrigata (Hering, 1957)
- Heringyra schroederi Viette, 1980
- Latoia albifrons Guérin-Méneville, 1844
- Latoia catalai Viette, 1980
- Latoia geminatus (Hering, 1957)
- Latoia heringi (Viette, 1965)
- Latoia heringiana Viette, 1980
- Latoia lemuriensis (Viette, 1967)
- Latoia parniodes Hering, 1957
- Latoia peyrierasi (Viette, 1965)
- Latoia procerus (Hering, 1957)
- Latoia pumilus (Hering, 1957)
- Latoia singularis (Butler, 1878)
- Latoia vadoni Viette, 1980
- Latoia viettei (Hering, 1957)
- Lemuria gracilis (Butler, 1882)
- Lemuricomes milloti Viette, 1980
- Lemuricomes niveolineatus Hering, 1957
- Macrosemyra tenebrosa Butler, 1882
- Malgassica incerta Hering, 1957
- Malgassica peregrina Hering, 1957
- Malgassica tsaratanana Viette, 1980
- Mandoto orthogramma (Hering, 1954)
- Mandoto sogai (Viette, 1965)
- Mandoto turlini Viette, 1980
- Marmorata bradleyi Viette, 1980
- Marmorata fletcheri Viette, 1980
- Marmorata marmorata (Saalmüller, 1880)
- Marmorata pauliani Viette, 1980
- Marmorata vaovao Viette, 1980
- Narosa castanea Mabille, 1900
- Omocenops micacea (Butler, 1882)
- Omocenops simillimus Hering, 1957
- Parasa affinis Mabille, 1890
- Parasa ankalirano Viette, 1980
- Parasa cambouei (Mabille, 1890)
- Parasa dubiefi Viette, 1975
- Parasa ebenaui (Saalmüller, 1878)
- Parasa imerina (Viette, 1980)
- Parasa parniodes (Hering, 1957)
- Parasa reginula Saalmüller, 1884
- Parasa valida Butler, 1879
- Paryphantina argentifera Hering, 1933
- Prosternidia metallica Saalmüller, 1884
- Pseudolatoia humilis (Mabille, 1890)
- Pseudolatoia oculata Hering, 1957
- Pseudolatoia viettei Hering, 1954
- Pseudomocena albens Hering, 1957
- Psythiarodes mahafaly Viette, 1980
- Thliptocnemis barbipes Mabille, 1900
- Thliptocnemis heringi (Viette, 1965)
- Thliptocnemis pinguis (Saalmüller, 1880)
- Vietteiola viettei Hering, 1957
- Ximacodes affinis (Mabille, 1890)
- Ximacodes malagasy Viette, 1980
- Ximacodes pyrosoma (Butler, 1882)
- Ximacodes subrufa (Hering, 1957)

## Lyonetiidae

### Cemiostominae
- Leucoptera coffeella (Guérin-Méneville, 1842)
- Leucoptera meyricki Ghesquière, 1940

### Lyonetiinae
- Lyonetia clerkella (Linnaeus, 1758)

## Metarbelidae
- Lebedodes rufithorax Hampson, 1910
- Saalmulleria dubiefi Viette, 1974
- Saalmulleria stumpffi (Saalmüller, 1884)
- Teragra irvingi Janse, 1925

## Momphidae

### Adelomomphinae
- Adelomompha andrianella (Viette, 1968)

### Momphinae
- Mompha millotella Viette, 1955

## Nepticulidae

### Nepticulinae
- Fomoria scobleella (Minet, 2004)

## Noctuidae
- Callicereon heterochroa (Mabille, 1879)
- Daula abscissa Saalmüller, 1891
- Decarynodes ankasoka Viette, 1961
- Nyeanella mabillei (Viette, 1965)
- Phoperigea variegata (Kenrick, 1917)
- Saaluncifera uncinata (Saalmüller, 1891)

### Acontiinae
- Acontia bollandi Hacker, Legrain & Fibiger, 2008
- Acontia malagasy (Viette, 1965)
- Acontia malgassica Mabille, 1881
- Acontia miegii Mabille, 1882
- Acontia paphos (Viette, 1973)
- Acontia pauliani (Viette, 1965)
- Cyclophaeata gallienii (Viette, 1960)
- Emmelia antica (Walker, 1862)
- Emmelia conifrons (Aurivillius, 1879)
- Emmelia delphinensis (Viette, 1968)
- Emmelia imitatrix (Wallengren, 1856)
- Emmelia luteola (Saalmüller, 1891)
- Emmelia mineti (Hacker, 2011)
- Eutelephia aureopicta (Kenrick, 1917)
- Madacontia ampijoroa (Viette, 1965)
- Madacontia ankarana Hacker, Fiebig & Stadie, 2022
- Madacontia gloriosa (Kenrick, 1917)
- Madacontia laurenconi (Viette, 1965)
- Madacontia magnifica (Viette, 1958)
- Madacontia malagasy (Viette, 1965)
- Madacontia splendida (Rothschild, 1924)
- Madacontia transducta (Viette, 1958)
- Madathisanotia madagascariensis (Rothschild, 1924)
- Metapioplasta insocia (Walker, 1858)
- Metapioplasta microptera (Mabille, 1879)
- Metapioplasta simo (Wallengren, 1860)
- Metapioplasta transfigurata (Wallengren, 1856)
- Paracaroides befasy Viette, 1960
- Paracaroides behara Viette, 1960
- Paracaroides janineae Viette, 1958
- Paracaroides louveli Viette, 1969
- Paracaroides pauliani Viette, 1958
- Paracaroides pratti Kenrick, 1917
- Paracaroides sublota (Mabille, 1900)
- Paracaroides vaovao Viette, 1972
- Paracroria milloti Viette, 1969
- Paracroria rufocastanea (Rothschild, 1924)
- Procrateria malagassa Viette, 1961
- Prototrachea leucopicta (Kenrick, 1917)
- Prototrachea minuscula (Kenrick, 1917)
- Pseudelaeodes proteoides (Kenrick, 1917)
- Pseudelaeodes sogai Viette, 1969
- Xanthomera leucoglene (Mabille, 1880)
- Zacthys biplaga Viette, 1973

### Acronictinae
- Amphia gigantea Viette, 1958
- Amphia sogai Viette, 1967
- Andobana duchesnei (Viette, 1960)
- Madegalatha malagassica (Hampson, 1909)
- Madegalatha occidentis Viette, 1968
- Madeuplexia altitudinis Viette, 1960
- Madeuplexia camusi Viette, 1967
- Madeuplexia pretiosa Viette, 1960
- Madeuplexia retorta (Berio, 1956)
- Madeuplexia sogai Viette, 1960
- Megalonycta mediovitta (Rothschild, 1924)

### Aediinae
- Aedia aculeata Hacker, Fiebig & Stadie, 2022
- Aedia banian (Viette, 1965)
- Aedia nigrescens (Wallengren, 1856)
- Aedia nigropicta (Saalmüller, 1880)
- Aedia triphaenoides (Viette, 1965)
- Aedia trispilosa (Saalmüller, 1880)
- Madecathymia cadoreli Viette, 1968

### Agaristinae
- Ancarista laminifera (Saalmüller, 1878)
- Antigodasa rufodiscalis (Rothschild, 1896)
- Arctiopais ambusta (Mabille, 1881)
- Arrothia bicolor Rothschild, 1896
- Arrothia gueneianum Viette, 1954
- Musurgina laeta Jordan, 1921
- Pararothia camilla (Oberthür, 1923)
- Pararothia gracilis (Jordan, 1913)
- Pararothia vieui (Viette, 1966)
- Pemphigostola synemonistis Strand, 1909
- Pristoceraea eriopis (Herrich-Schäffer, 1853)
- Rothia agrius (Herrich-Schäffer, 1853)
- Rothia arrosa Jordan, 1926
- Rothia cruenta Jordan, 1913
- Rothia dayremi (Oberthür, 1909)
- Rothia distigma (Mabille, 1898)
- Rothia hampsoni Oberthür, 1916
- Rothia holli (Oberthür, 1909)
- Rothia hypopyrrha (Butler, 1878)
- Rothia lasti Rothschild, 1896
- Rothia metagrius (Butler, 1880)
- Rothia micropales Butler, 1879
- Rothia nigrescens Rothschild, 1896
- Rothia pales (Gray, 1832)
- Rothia pedasus (Herrich-Schäffer, 1853)
- Rothia powelli (Oberthür, 1909)
- Rothia rhaeo (Druce, 1894)
- Rothia simyra Westwood, 1877
- Rothia turlini Kiriakoff & Viette, 1973
- Rothia vaovao Viette, 1974
- Rothia viossati Kiriakoff & Viette, 1973
- Rothia virguncula (Mabille, 1879)
- Rothia watersii' (Butler, 1884)
- Rothia zea (Herrich-Schäffer, 1853)
- Schausilla obryzos (Mabille, 1879)

### Amphipyrinae
- Cetola phaleroides Rothschild, 1924
- Lyncestis grandidieri Viette, 1968
- Lyncestis voeltzkowi Viette, 1965
- Tanocryx pseudobamra (Rothschild, 1924)

### Bagisarinae
- Amyna acuta Berio, 1959
- Amyna punctum (Fabricius, 1794)
- Amyna virbioides Pagenstecher, 1907
- Androlymnia malgassica Viette, 1965
- Brevipecten dufayi Viette, 1976
- Brevipecten malagasy Viette, 1965
- Bryophilopsis pullula (Saalmüller, 1880)
- Bryophilopsis tarachoides Mabille, 1900
- Bryophilopsis vadoni Viette, 1982
- Bryophilopsis xephiris Viette, 1976
- Chasmina candida (Walker, 1865)
- Chasmina malagasy Viette, 1965
- Chasmina tibialis (Fabricius, 1775)
- Diadocis longimacula Saalmüller, 1891
- Diadocis remyi (Viette, 1954)
- Diadocis sarodrano Viette, 1982
- Honeyia ankarana Hacker & Legrain, 2013
- Honeyia dia (Viette, 1972)
- Leocyma appollinis Guenée, 1852
- Parangitia micrina Berio, 1966
- Pardoxia graellsii (Feisthamel, 1837)
- Xanthodes albago (Fabricius, 1794)
- Xanthodesma rectangulata Kenrick, 1917

### Cobubathinae
- Aucha tenebricosa <small(Saalmüller, 1891)

### Condicinae
- Acosmetia malgassica Kenrick, 1917
- Condica capensis (Guenée, 1852)
- Condica conducta (Walker, 1857)
- Condica pauperata (Walker, 1858)
- Kenrickodes griseata (Kenrick, 1917)
- Kenrickodes michauxi Viette, 1968
- Kenrickodes pauliani Viette, 1965
- Kenrickodes rubidata (Kenrick, 1917)
- Kenrickodes semiumbrosa (Saalmüller, 1891)
- Kenrickodes titanica (Hampson, 1910)
- Kenrickodes toulgoeti Viette, 1965
- Kenrickodes transcursa (Saalmüller, 1891)
- Perigea decaryi Viette, 1965
- Perigea meleagris Saalmüller, 1891

### Cuculliinae
- Adaphaenura minuscula (Butler, 1882)
- Adaphaenura ratovosoni Viette, 1973
- Cucullia aplana Viette, 1958
- Cucullia malagassa Viette, 1958
- Cucullia ruficeps (Hampson, 1906)
- Daphoenura fasciata Butler, 1878
- Ectochela malagasy (Viette, 1972)
- Epicausis smithii (Mabille, 1880)
- Epicausis vaovao Viette, 1973
- Eudaphaenura catalai (Viette, 1954)
- Eudaphaenura griveaudi (Viette, 1961)
- Eudaphaenura splendens (Viette, 1954)
- Fletcherea gemmella (Saalmüller, 1891)
- Fletcherea humberti Viette, 1961
- Fletcherea pauliani Viette, 1961
- Fletcherea perrieri Viette, 1961
- Fletcherea pratti Viette, 1961
- Homonacna cadoreli (Viette, 1968)
- Homonacna duberneti (Viette, 1968)
- Homonacna zebrina (Viette, 1958)
- Mydrodoxa sogai Viette, 1965
- Mydrodoxa splendens Butler, 1880
- Tunocaria rubiginosa Viette, 1961

### Eriopinae
- Callopistria intermissa Saalmüller, 1891
- Callopistria latreillei (Duponchel, 1827)
- Callopistria maillardi (Guenée, 1862)
- Callopistria malagasy Viette, 1965
- Callopistria miranda (Saalmüller, 1880)
- Callopistria pauliani Berio, 1956
- Callopistria randimbyi Viette, 1965
- Callopistria rectilinea Saalmüller, 1891
- Callopistria rufulus (Rothschild, 1924)
- Callopistria sogai Viette, 1965
- Callopistria tarsipilosa Berio, 1959
- Callopistria violascens (Rothschild, 1924)
- Callopistria xerysta Viette, 1976
- Callopistria yerburii Butler, 1885

### Eustrotiinae
- Acontiola cryptochrysea (Hampson, 1902)
- Acontiola incognita (Berio, 1954)
- Aconzarba decissima (Walker, 1865)
- Aconzarba goateri Hacker, 2016
- Aconzarba hemimelaena (Hampson, 1910)
- Aconzarba matercula (Saalmüller, 1880)
- Deltote albannularis (Berio, 1954)
- Deltote albigutta (Berio, 1959)
- Deltote armilla (Saalmüller, 1891)
- Deltote cupreofuscoides (Berio, 1954)
- Deltote divisa (Saalmüller, 1891)
- Deltote flavofimbria (Saalmüller, 1891)
- Deltote hemicycla (Berio, 1959)
- Deltote manga (Viette, 1982)
- Deltote metachrysa (Hampson, 1910)
- Deltote micardoides (Berio, 1954)
- Deltote monorbis (Berio, 1959)
- Deltote ocellata (Berio, 1964)
- Deltote plurioculata (Berio, 1964)
- Deltote preapicilinea (Berio, 1964)
- Deltote rubrilis (Berio, 1954)
- Deltote triocellata (Berio, 1964)
- Deltote tsara (Viette, 1988)
- Eulocastra neoexcisa Berio, 1954
- Eulocastra nigrata Berio, 1959
- Maliattha berioi (Viette, 1965)
- Maliattha bicolor Viette, 1982
- Maliattha blandula (Guenée, 1862)
- Maliattha bojeri (Viette, 1982)
- Maliattha cadoreli (Viette, 1976)
- Maliattha carneotincta (Kenrick, 1917)
- Maliattha commersoni Viette, 1965
- Maliattha decorina (Berio, 1954)
- Maliattha dubiefi Viette, 1982
- Maliattha humberti (Viette, 1965)
- Maliattha lemur Viette, 1965
- Maliattha mabenora Viette, 1982
- Maliattha mabillei (Berio, 1954)
- Maliattha mysteriosa (Berio, 1954)
- Maliattha ocellata (Saalmüller, 1891)
- Maliattha opposita (Saalmüller, 1891)
- Maliattha pauliani (Viette, 1982)
- Maliattha perrieri Viette, 1965
- Maliattha pratti Viette, 1965
- Maliattha rectilinea Viette, 1982
- Maliattha scapha (Saalmüller, 1891)
- Maliattha sogai Viette, 1965
- Maliattha subcrocea Berio, 1959
- Maliattha toulgoeti Viette, 1965
- Maliattha tsaratanana Viette, 1965
- Maliattha varioplagata (Berio, 1954)
- Micardia argentoidea Berio, 1954
- Micardia ikoly Viette, 1982
- Micardia itremo Viette, 1982
- Micardia terracottoides Berio, 1954
- Microplexia albopicta (Saalmüller, 1891)
- Microplexia anosibe Berio, 1959
- Microplexia aurantiaca (Saalmüller, 1891)
- Microplexia bicoloria Berio, 1963
- Microplexia bicostata Berio, 1964
- Microplexia confusa Berio, 1963
- Microplexia discreta (Saalmüller, 1891)
- Microplexia elegans (Saalmüller, 1891)
- Microplexia extranea Berio, 1959
- Microplexia fenestrata Berio, 1963
- Microplexia ferrea Hampson, 1908
- Microplexia fracta Berio, 1956
- Microplexia griveaudi Berio, 1963
- Microplexia lithacodica Berio, 1964
- Microplexia metachrostoides Berio, 1959
- Microplexia muscosa (Saalmüller, 1891)
- Microplexia nephelea (Mabille, 1900)
- Microplexia obliqua (Berio, 1966)
- Microplexia parmelia (Toulgoët, 1954)
- Microplexia plurinephra Berio, 1959
- Microplexia sagitta (Saalmüller, 1891)
- Microplexia transversata Berio, 1964
- Microplexia virescens (Saalmüller, 1891)
- Microplexia viridaria (Kenrick, 1917)
- Microplexia viridis Berio, 1963
- Ozarba abscissa (Walker, 1858)
- Ozarba corniculans (Wallengren, 1860)
- Ozarba duplovittata Hacker, 2016
- Ozarba exoplaga Berio, 1940
- Ozarba flavidiscata Hampson, 1910
- Ozarba griveaudae Viette, 1985
- Ozarba lepida Saalmüller, 1891
- Ozarba madagascana Hacker, 2016
- Ozarba marthae Berio, 1940
- Ozarba melagona Hampson, 1910
- Ozarba miary Viette, 1985
- Ozarba microcycla (Mabille, 1879)
- Ozarba micropunctata Berio, 1959
- Ozarba nephroleuca Hampson, 1910
- Ozarba nyanza (Felder R. & Rogenhofer, 1875)
- Ozarba oxycampta Hacker, 2016
- Ozarba perplexoides Hacker, 2016
- Ozarba postrufoides (Poole, 1989)
- Ozarba scoliocampta Hacker, 2016
- Ozarba stenocampta Hacker, 2016
- Pseudozarba aethiops (Distant, 1898)
- Taraconica aurea Viette, 1968
- Taraconica betsimisaraka Viette, 1965
- Taraconica isekaly Viette, 1982
- Taraconica novogonia (Berio, 1956)
- Taraconica transversa Berio, 1959
- Taraconica vadonae Viette, 1985

### Hadeninae
- Analetia milloti (Rungs, 1956)
- Apospasta fuscirufa (Hampson, 1905)
- Apospasta intricata (Saalmüller, 1891)
- Berioana limbulata (Berio, 1956)
- Berioana pauliani Viette, 1963
- Butleronea tsara Viette, 1968
- Cardepia mixta (Pagenstecher, 1907)
- Dicerogastra madecassa Viette, 1972
- Elyptron annularis Viette, 1963
- Elyptron berioi Viette, 1958
- Elyptron catalai Viette, 1963
- Elyptron cinctum Saalmüller, 1891
- Elyptron schroederi Viette, 1963
- Elyptron timorosa (Berio, 1956)
- Ethioterpia toulgoeti Viette, 1961
- Leucania curvula Walker, 1856
- Leucania insulicola Guenée, 1852
- Leucania joannisi Boursin & Rungs, 1952
- Leucania loreyi (Duponchel, 1827)
- Leucania phaea Hampson, 1902
- Leucania pinna Saalmüller, 1891
- Leucania punctulata Wallengren, 1856
- Leumicamia graminicolens (Butler, 1878)
- Leumicamia leucosoma (Felder R. & Rogenhofer, 1875)
- Mageochaeta malgassica (Kenrick, 1917)
- Maghadena balachowskyi Viette, 1967
- Maghadena betsileo (Viette, 1960)
- Maghadena boby (Viette, 1960)
- Maghadena duberneti Viette, 1968
- Maghadena malagasy Viette, 1968
- Maghadena norma (Saalmüller, 1891)
- Maghadena radama Viette, 1963
- Mythimna angustipennis (Saalmüller, 1891)
- Mythimna ankaratra Rungs, 1956
- Mythimna borbonensis Guillermet, 1996
- Mythimna circulus (Saalmüller, 1880)
- Mythimna duplex Rungs, 1956
- Mythimna fallaciosa (Rungs, 1956)
- Mythimna heimi Rungs, 1956
- Mythimna herbuloti (Viette, 1961)
- Mythimna infrargyrea (Saalmüller, 1891)
- Mythimna languida (Walker, 1858)
- Mythimna madensis Berio, 1956
- Mythimna operosa Saalmüller, 1891
- Mythimna pyrausta (Hampson, 1913)
- Mythimna tincta (Walker, 1858)
- Mythimna umbrigera (Saalmüller, 1891)
- Mythimna viettei Rungs, 1956
- Nyodes virescens (Butler, 1879)
- Odontestra malgassica Viette, 1969
- Rungsianea fontainei Viette, 1967
- Rungsianea hecate (Viette, 1960)
- Saalmuellerana glebosa (Saalmüller, 1891)
- Saalmuellerana illota Viette, 1973
- Vietteania torrentium (Guenée, 1852)

### Heliothinae
- Adisura atkinsoni Moore, 1881
- Adisura malagassica Rothschild, 1924
- Helicoverpa armigera (Hübner, 1808)
- Helicoverpa toddi Hardwick, 1965
- Heliocheilus multiradiata (Hampson, 1902)
- Heliothis epimethea (Viette, 1958)
- Heliothis flavigera (Hampson, 1907)
- Heliothis metachrisea (Hampson, 1903)
- Heliothis prochaskai (Viette, 1958)
- Protadisura posttriphaena (Rothschild, 1924)
- Timora pauliani Viette, 1961

### Noctuinae
- Acrapex malagasy Viette, 1967
- Acrapex peracuta Berio, 1956
- Acrapex sogai Viette, 1967
- Acrapex undulata Berio, 1956
- Actinotia vadoni (Viette, 1965)
- Agrotis consentanea Mabille, 1880
- Agrotis denticulosa Wallengren, 1860
- Agrotis ipsilon (Hufnagel, 1766)
- Agrotis microtica (Hampson, 1908)
- Agrotis radama Viette, 1958
- Agrotis segetum (Denis & Schiffermüller, 1775)
- Agrotis spinifera (Hübner, 1808)
- Amazonides confluxa (Saalmüller, 1891)
- Amazonides fuscirufa (Hampson, 1903)
- Apamea griveaudi Viette, 1967
- Apamea macronephra Berio, 1959
- Apamea roedereri Viette, 1967
- Athetis albispilosa (Saalmüller, 1880)
- Athetis andriai Viette, 1963
- Athetis calypta Viette, 1958
- Athetis condei Viette, 1963
- Athetis cryptisirias Viette, 1958
- Athetis denisi Viette, 1963
- Athetis despecta Viette, 1958
- Athetis didy Viette, 1963
- Athetis flacourti Viette, 1963
- Athetis fragosa Viette, 1958
- Athetis franeyae Viette, 1986
- Athetis gaedei Berio, 1955
- Athetis gibeauxi Viette, 1986
- Athetis glaucoides (Berio, 1959)
- Athetis grandidieri Viette, 1963
- Athetis griveaudi Viette, 1963
- Athetis grjebinei Viette, 1963
- Athetis heringi Viette, 1963
- Athetis hodeberti Viette, 1986
- Athetis humberti Viette, 1963
- Athetis ignava (Guenée, 1852)
- Athetis jeanneli Viette, 1963
- Athetis milloti Viette, 1963
- Athetis nitens (Saalmüller, 1891)
- Athetis oculatissima Berio, 1956
- Athetis perineti Viette, 1963
- Athetis perparva Berio, 1966
- Athetis pilosissima Berio, 1956
- Athetis postdentata (Berio, 1959)
- Athetis prochaskai Viette, 1963
- Athetis radama Viette, 1961
- Athetis reniflava (Berio, 1959)
- Athetis satellitia (Hampson, 1902)
- Athetis seyrigi Viette, 1963
- Athetis sicaria Viette, 1958
- Athetis siccata Viette, 1958
- Athetis sobria Berio, 1956
- Athetis spaelotidia (Butler, 1879)
- Athetis trixysta Viette, 1958
- Athetis zelopha Viette, 1963
- Athetis zombitsy Viette, 1963
- Axylia annularis Saalmüller, 1891
- Brithys crini (Fabricius, 1775)
- Brithysana maura (Saalmüller, 1891)
- Brithysana pauliani Viette, 1967
- Callyna figurans Walker, 1858
- Callyna perfecta Berio, 1956
- Callyna robinsoni Viette, 1965
- Campydelta stolifera (Saalmüller, 1891)
- Caradrina glaucistis Hampson, 1902
- Carelis biluma (Nye, 1959)
- Conservula cinisigna Joannis, 1906
- Conservula malagasa Gaede, 1915
- Conservula rosacea (Saalmüller, 1891)
- Conservula subrosacea (Viette, 1958)
- Diaphone delamarei Viette, 1963
- Diaphone eumela (Cramer, 1781)
- Feliniopsis africana (Schaus & Clements, 1893)
- Feliniopsis annosa (Viette, 1963)
- Feliniopsis berioi (Viette, 1963)
- Feliniopsis consummata (Walker, 1857)
- Feliniopsis hoplista (Viette, 1963)
- Feliniopsis milloti (Viette, 1961)
- Feliniopsis segreta (Berio, 1966)
- Feliniopsis tenera (Viette, 1963)
- Iambia volasira Viette, 1968
- Mabilleana pudens (Mabille, 1900)
- Magusa versicolora (Saalmüller, 1891)
- Magusa viettei (Berio, 1956)
- Matopo oberthueri Viette, 1965
- Matopo plurilineata Berio, 1956
- Matopo subarida Viette, 1976
- Mentaxya albifrons (Geyer, 1837)
- Mentaxya ignicollis (Walker, 1857)
- Mentaxya sexalata Viette, 1958
- Mentaxya trisellata Viette, 1958
- Metappana crescentica (Hampson, 1910)
- Neostichtis ignorata Viette, 1958
- Neostichtis inopinatus Viette, 1960
- Neostichtis nigricostata (Hampson, 1908)
- Ochropleura elevata Viette, 1958
- Ochropleura leucogaster (Freyer, 1831)
- Ochropleura marojejy Viette, 1961
- Ochropleura portieri Viette, 1967
- Oedebasis longipalpis (Berio, 1959)
- Oedebasis mutilata (Berio, 1966)
- Oedebasis regularis Viette, 1971
- Parca inusitata Saalmüller, 1891
- Prolyncestis biplagiata Viette, 1971
- Sciomesa betschi Viette, 1967
- Sciomesa janthina Viette, 1960
- Sciomesa oberthueri Viette, 1967
- Selenistis laurentica Viette, 1969
- Selenistis pauliani Viette, 1961
- Sesamia calamistis Hampson, 1910
- Sesamia madagascariensis Saalmüller, 1891
- Sesamia poephaga Tams & Bowden, 1953
- Sesamia simplaria Rungs, 1954
- Sesamia viettei Rungs, 1954
- Spodoptera apertura (Walker, 1865)
- Spodoptera cilium Guenée, 1852
- Spodoptera exempta (Walker, 1857)
- Spodoptera exigua (Hübner, 1808)
- Spodoptera littoralis (Boisduval, 1833)
- Spodoptera malagasy Viette, 1967
- Spodoptera mauritia (Boisduval, 1833)
- Stenopterygia monostigma (Saalmüller, 1891)
- Syrrusis milloti Viette, 1972
- Syrrusis monticola (Viette, 1960)
- Syrrusis notabilis (Butler, 1879)
- Syrrusis pictura (Saalmüller, 1891)
- Syrrusis vau (Berio, 1956)
- Syrrusoides viettei Laporte, 1972
- Tracheplexia debilis (Butler, 1879)
- Volazaha iridoplitis Viette, 1971
- Xylostola punctum Berio, 1956

### Oncocnemidinae
- Anedhella boisduvali Viette, 1965
- Anedhella thermodesa (Viette, 1958)
- Ethiopica befasy Viette, 1965

### Pantheinae
- Sciatta delphinensis (Viette, 1966)
- Thiacidas alboporphyrea (Pagenstecher, 1907)

### Plusiinae
- Argyrogramma signata (Fabricius, 1775)
- Chrysodeixis acuta (Walker, 1858)
- Chrysodeixis chalcites (Esper, 1789)
- Ctenoplusia accentifera (Lefèbvre, 1827)
- Ctenoplusia aurisuta (Dufay, 1968)
- Ctenoplusia epargyra (Dufay, 1968)
- Ctenoplusia euchroa (Hampson, 1918)
- Ctenoplusia fracta (Walker, 1858)
- Ctenoplusia furcifera (Walker, 1858)
- Ctenoplusia gammaloba (Hampson, 1910)
- Ctenoplusia griveaudi (Dufay, 1968)
- Ctenoplusia laqueata (Dufay, 1968)
- Ctenoplusia leucostigma (Dufay, 1968)
- Ctenoplusia limbirena (Guenée, 1852)
- Ctenoplusia micans (Dufay, 1968)
- Ctenoplusia molybdina (Dufay, 1968)
- Ctenoplusia ogovana (Holland, 1894)
- Ctenoplusia pauliani (Dufay, 1968)
- Ctenoplusia porphyrea Dufay, 1970
- Ctenoplusia rhodographa (Dufay, 1968)
- Ctenoplusia seyrigi (Dufay, 1968)
- Eutheiaplusia pratti (Kenrick, 1917)
- Plusiopalpa hildebrandti (Saalmüller, 1891)
- Plusiopalpa thaumasia Dufay, 1968
- Plusiotricha livida Holland, 1894
- Stigmoplusia antsalova (Dufay, 1968)
- Stigmoplusia chalcoides (Dufay, 1968)
- Thysanoplusia anargyra (Guenée, 1852)
- Thysanoplusia arachnoides (Distant, 1901)
- Thysanoplusia chalcedona (Hampson, 1902)
- Thysanoplusia cupreomicans (Hampson, 1909)
- Thysanoplusia exquisita (Felder & Rogenhofer, 1874)
- Thysanoplusia florina (Guenée, 1852)
- Thysanoplusia homoia (Dufay, 1968)
- Thysanoplusia ignescens (Dufay, 1968)
- Thysanoplusia ignicollis (Dufay, 1968)
- Thysanoplusia indicator (Walker, 1858)
- Thysanoplusia orichalcea (Fabricius, 1775)
- Thysanoplusia semirosea (Dufay, 1968)
- Thysanoplusia viettei (Dufay, 1968)
- Trichoplusia lampra (Dufay, 1968)
- Trichoplusia ni (Hübner, 1803)
- Trichoplusia sogai (Dufay, 1968)
- Vittaplusia vittata (Wallengren, 1856)

## Nolidae

### Bleninae
- Blenina hyblaeoides Kenrick, 1917
- Blenina malagasy Viette, 1979
- Elesmoides malagasy Viette, 1973
- Ophiosema viettei (Berio, 1956)
- Pseudotolna perineti Viette, 1965

### Chloephorinae
- Acripia megalesia Viette, 1965
- Earias biplaga Walker, 1866
- Earias insulana (Boisduval, 1833)
- Earias malagasy Viette, 1969
- Earias virgula Viette, 1969
- Garella basalis Berio, 1966
- Lophocrama phoenicochlora Hampson, 1912
- Lophocrama uavis (Saalmüller, 1891)
- Maurilia arcuata (Walker, [1858])
- Maurilia griveaudi Viette, 1982
- Maurilia makandro Viette, 1982
- Maurilia malgassica Viette, 1965
- Maurilia mandraka Viette, 1982
- Maurilia mikea Viette, 1982
- Maurilia purpurea (Kenrick, 1917)
- Microzada amabilis (Saalmüller, 1891)
- Microzada similis Berio, 1956
- Microzada vaovao Viette, 1988
- Nycteola mauritia (Joannis, 1906)
- Pardasena atripuncta Hampson, 1912
- Pardasena melanosticta Hampson, 1912
- Pardasena virgulana (Mabille, 1880)
- Tornoconia artemis Viette, 1972
- Tornoconia mabillei Viette, 1972
- Tornoconia panda Viette, 1972

### Eligminae
- Axiopoeniella laymerisa (Grandidier, 1867)
- Eligma malagassica Rothschild, 1896
- Iscadia viettei (Berio, 1956)
- Laelapia notata Butler, 1879

### Nolinae
- Leucobaeta franeyae (Viette, 1987)
- Madanola fuscocandida Hacker, 2012
- Mecothrix mineti (Hacker, 2012)
- Mecothrix obliquilinealis (Toulgoët, 1972)
- Mecothrix triangulalis (Toulgoët, 1962)
- Meganola alteroscota Toulgoët, 1982
- Meganola arcanalis (Toulgoët, 1962)
- Meganola bifuscatalis Toulgoët, 1982
- Meganola bilineatalis (Toulgoët, 1962)
- Meganola bryophiloides (Butler, 1882)
- Meganola convexalis (Toulgoët, 1961)
- Meganola costisquamosa (Toulgoët, 1954)
- Meganola cramboidalis Toulgoët, 1982
- Meganola decaryi (Toulgoët, 1955)
- Meganola dilutalis (Toulgoët, 1961)
- Meganola efflucta Hacker, 2012
- Meganola erythrinalis (Toulgoët, 1961)
- Meganola funebralis (Toulgoët, 1961)
- Meganola gibeauxi Toulgoët, 1982
- Meganola heteroscota (Toulgoët, 1954)
- Meganola incana (Saalmüller, 1884)
- Meganola incertalis Toulgoët, 1982
- Meganola inexpectalis (Toulgoët, 1962)
- Meganola infumatalis Toulgoët, 1982
- Meganola infuscatalis (Toulgoët, 1961)
- Meganola insolitalis Toulgoët, 1982
- Meganola integralis Toulgoët, 1982
- Meganola kenrickialis Hacker, 2012
- Meganola leucomelas (Toulgoët, 1954)
- Meganola malgassica (Kenrick, 1917)
- Meganola medialis (Toulgoët, 1961)
- Meganola mediofracta (Toulgoët, 1954)
- Meganola mediolinealis (Toulgoët, 1962)
- Meganola meloui Hacker, 2012
- Meganola millotalis (Toulgoët, 1965)
- Meganola modestalis (Toulgoët, 1961)
- Meganola nanula (Toulgoët, 1954)
- Meganola nigromixtalis (Toulgoët, 1961)
- Meganola nivatalis (Toulgoët, 1965)
- Meganola nudalis (Toulgoët, 1961)
- Meganola obliquivittata Hacker, 2012
- Meganola oleaginalis (Toulgoët, 1972)
- Meganola palpalis (Toulgoët, 1962)
- Meganola parafuscatalis Hacker, 2012
- Meganola paulianalis (Toulgoët, 1962)
- Meganola pictalis Toulgoët, 1982
- Meganola picturata (Mabille, 1899)
- Meganola polychroma (Toulgoët, 1956)
- Meganola praefica (Saalmüller, 1884)
- Meganola rubiginealis (Toulgoët, 1961)
- Meganola rufomixtalis (Toulgoët, 1962)
- Meganola saalmuelleri (Toulgoët, 1961)
- Meganola sogalis (Toulgoët, 1965)
- Meganola subfuscigera Hacker, 2012
- Meganola subpraefica Hacker, 2012
- Meganola tessellalis Toulgoët, 1982
- Meganola toulgoetiella Hacker, 2012
- Meganola varia (Saalmüller, 1884)
- Meganola venosalis (Toulgoët, 1954)
- Meganola venustula (Toulgoët, 1954)
- Meganola viettealis Toulgoët, 1982
- Meganola vieui (Toulgoët, 1962)
- Nola ambitsha (Viette, 1976)
- Nola biangulata (Toulgoët, 1954)
- Nola geminata (Mabille, 1900)
- Nola major Hampson, 1891
- Nola musculalis Saalmüller, 1880
- Nola rotundalis Toulgoët, 1982
- Nola socotrensis (Hampson, 1901)
- Nola squalida Staudinger, 1870
- Nolidia transitoria (van Son, 1933)
- Stictane decolorata (Toulgoët, 1954)
- Vandamia sertalis (Toulgoët, 1982)
- Vansonima littoralis (van Son, 1933)

### Risobinae
- Gigantoceras perineti Viette, 1965
- Gigantoceras voeltzkowi Viette, 1965
- Risoba malagasy (Viette, 1965)

### Westermanniinae
- Metaleptina andriavolo Viette, 1976
- Metaleptina sarice (Viette, 1981)
- Negeta argentula Viette, 1976
- Negeta luminosa (Walker, 1858)
- Paraxestis malagasy Viette, 1988
- Plusiocalpe atlanta Viette, 1968
- Plusiocalpe micans (Saalmüller, 1891)
- Plusiocalpe pallida Holland, 1894
- Plusiocalpe sericina (Mabille, 1900)
- Westermannia brillans Viette, 1965

## Notodontidae

### Dudusinae
- Ptilura malgassica (Kiriakoff, 1960)

### Notodontinae
- Acroctena arguta Kiriakoff, 1969
- Acroctena fissura Saalmüller, 1884
- Acroctena lilacina (Kenrick, 1917)
- Acroctena nebulosa Kiriakoff, 1969
- Acroctena pallida (Butler, 1882)
- Antsalova jeannelianum (Viette, 1954)
- Antsalova musculus Kiriakoff, 1960
- Antsalova pauliani Kiriakoff, 1969
- Chlorocalliope dubiefae (Viette, 1978)
- Chlorocalliope grandidierianum (Viette, 1954)
- Chlorocalliope mediobrunnea (Kiriakoff, 1960)
- Chlorocalliope sambava (Kiriakoff, 1963)
- Desmeocraera antiopa Viette, 1954
- Desmeocraera miata Viette, 1955
- Desmeocraera robustior Kiriakoff, 1960
- Dicranura malgassica (Kiriakoff, 1960)
- Elaphrodes simplex (Viette, 1955)
- Epicerurina grisea Kiriakoff, 1969
- Eramos viridissima Kiriakoff, 1958
- Exantongila antongilensis (Viette, 1955)
- Galona serena Karsch, 1895
- Griphocerura malgassica (Kenrick, 1917)
- Italaviana griveaudi Kiriakoff, 1960
- Notodonta angustipennis Mabille, 1881
- Ochrosomera itremo Viette, 1978
- Ochrosomera marojejia (Kiriakoff, 1963)
- Ochrosomera vanja Kiriakoff, 1969
- Omocerina viettei Kiriakoff, 1970
- Pachycispia picta Butler, 1882
- Rhenea circumcincta (Saalmüller, 1880)
- Rhenea mediata (Walker, 1865)
- Rhynchophalerina inexpectata Kiriakoff, 1969
- Romaleostaura insularis Kiriakoff, 1960
- Schedostauropus elegans Kiriakoff, 1960
- Schedostauropus gemina (Gaede, 1928)
- Stenostaura kiriakoffi (Minet, 1982)
- Tricholoba magnifica Viette, 1955
- Vietteella madagascariensis (Draeseke, 1937)
- Vietteella nigrilineata Kiriakoff, 1969
- Zelomera imitans Butler, 1882
- Zelomera kiriakoffi Viette, 1972

### Periergosinae
- Artanasa viettei Kiriakoff, 1960
- Atrasana brunneis Viette, 1954
- Atrasana malgassa (Viette, 1955)
- Nesochadisra protea Kiriakoff, 1969
- Stemmatophalera io (Viette, 1954)

### Phalerinae
- Rigema haasi (Saalmüller, 1884)

### Pygaerinae
- Ambina andranoma Kiriakoff, 1969
- Ambina dorsalis (Kiriakoff, 1960)
- Ambina insufficiens (Kiriakoff, 1960)
- Ambina kodamire (Viette, 1954)
- Ambina ochreopicta (Kenrick, 1917)
- Ambina ochribasis (Kiriakoff, 1960)
- Ambina septentrionalis Kiriakoff, 1969
- Ambina spissicornis (Mabille, 1900)
- Ambina trioculata Kiriakoff, 1969
- Analama conspicua Kiriakoff, 1960
- Analama obliquifascia (Kenrick, 1917)
- Analama perinetensis (Kiriakoff, 1958)
- Antoroka munda Kiriakoff, 1969
- Eutrotonotus albidilinea Gaede, 1928
- Eutrotonotus ameles Kiriakoff, 1960
- Eutrotonotus basistriga Kiriakoff, 1960
- Eutrotonotus carignanus Kiriakoff, 1963
- Eutrotonotus catalai Kiriakoff, 1969
- Eutrotonotus margarethae Kiriakoff, 1960
- Eutrotonotus mediofascia Kiriakoff, 1960
- Eutrotonotus pratti (Kenrick, 1917)
- Eutrotonotus psilodoxa Viette, 1955
- Eutrotonotus rectilinea Kiriakoff, 1960
- Eutrotonotus subvinaceus Kiriakoff, 1960
- Eutrotonotus viettei Kiriakoff, 1960
- Eutrotonotus zeta Kiriakoff, 1960

### Spataliinae
- Rasemia descarpentrianum (Viette, 1954)

### Thaumetopoeinae
- Anaphe aurea Butler, 1892
- Anaphe stellata Guérin-Méneville, 1844
- Dasychoproctis confusa Griveaud, 1977
- Dasychoproctis dubiosa Hering, 1926
- Dasychoproctis euryala 	(Viette, 1955)
- Fanambana anomoeotina Kiriakoff & Viette, 1969
- Fanambana pyralidina Kiriakoff & Viette, 1969
- Hypsoides ambrensis Poujade, 1903
- Hypsoides anosibeana (Oberthür, 1922)
- Hypsoides antsianakana (Oberthür, 1922)
- Hypsoides barrei (Mabille, 1891)
- Hypsoides befotakana Viette, 1965
- Hypsoides bipars Butler, 1882
- Hypsoides cleotis Swinhoe, 1907
- Hypsoides conglomerata (Oberthür, 1923)
- Hypsoides culminidentata (Oberthür, 1923)
- Hypsoides diego (Coquerel, 1855)
- Hypsoides flavens (Mabille, 1891)
- Hypsoides kiriakoffi Viette, 1965
- Hypsoides lambertoni (Oberthür, 1922)
- Hypsoides meloui (Oberthür, 1922)
- Hypsoides paulinus (Oberthür, 1923)
- Hypsoides placidus (Oberthür, 1923)
- Hypsoides radama (Coquerel, 1855)
- Hypsoides semifusca Kiriakoff, 1969
- Hypsoides singularis Kiriakoff, 1969
- Hypsoides timoleon (Oberthür, 1923)
- Nesanaphe mirabilis (Viette, 1955)
- Nesanaphe zombitsyana (Viette, 1965)
- Paralerodes albosparsatus (Kenrick, 1914)
- Phalera grandidieranum (Viette, 1954)
- Pseudohypsoides bicolor Viette, 1960
- Pseudohypsoides unicolor Viette, 1960
- Pseudohypsoides vadoni Viette, 1960

## Oecophoridae
- Betroka gibeauxella (Viette, 1986)
- Betroka jacobsella Viette, 1955
- Betroka malgassella (Viette, 1956)
- Betroka minetorum (Viette, 1987)
- Betroka peyrierasella (Viette, 1986)
- Psarolitia albogriseella Viette, 1956
- Psarolitia ambreella Viette, 1968
- Psarolitia maisongrossella (Viette, 1955)

### Oecophorinae
- Ancylometis isophaula Meyrick, 1934
- Diocosma filinotella Viette, 1958
- Metachanda benoistella Viette, 1955
- Metachanda louvelella Viette, 1956
- Metachanda phalarodora Viette, 1955
- Metachanda rungsella Viette, 1955
- Metachanda rutenbergella Viette, 1956
- Plesiosticha practicodes (Meyrick, 1918)
- Tyromantis metaxantha Meyrick, 1918
- Xheroctys jeannelliella Viette, 1954

## Peleopodidae
- Beforona mirabilella Viette, 1956

### Oditinae
- Anoditica concretella Viette, 1956
- Catanomistis loxophracta Meyrick, 1933
- Epimactis albipunctella Viette, 1968
- Epimactis crocella Viette, 1956
- Epimactis incertella Viette, 1956
- Epimactis nigricella Viette, 1968
- Epimactis ochreocapitella Viette, 1968
- Epimactis tortricella Viette, 1968
- Ghuryx malagasella Viette, 1985
- Ghuryx perinetella Viette, 1956
- Ghuryx venosella Viette, 1956
- Mexytocerus enigmaticus Viette, 1989
- Mocquerysiella albicosta Viette, 1954
- Mocquerysiella argoplacella Viette, 1988
- Mocquerysiella bourginella Viette, 1954
- Odites agathopella Viette, 1968
- Odites anasticta Meyrick, 1930
- Odites anisocarpa Meyrick, 1930
- Odites atomosperma Meyrick, 1933
- Odites cataxantha Meyrick, 1915
- Odites consecrata Meyrick, 1917
- Odites fotsyella Viette, 1973
- Odites haplonoma Meyrick, 1915
- Odites hemigymna Meyrick, 1930
- Odites inversa Meyrick, 1914
- Odites johanna Viette, 1987
- Odites lioxesta Meyrick, 1933
- Odites malagasiella Viette, 1968
- Odites metaclista Meyrick, 1915
- Odites minetella Viette, 1985
- Odites nigropunctella (Viette, 1955)
- Odites oberthurella (Viette, 1956)
- Odites obitsyella (Viette, 1986)
- Odites ochrodryas Meyrick, 1933
- Odites perfusella Viette, 1958
- Odites quadripunctella (Viette, 1955)
- Odites thesmia Meyrick, 1917
- Odites tinactella Viette, 1958
- Odites toulgoetianum (Viette, 1954)
- Odites tsaraella Viette, 1986
- Odites typota Meyrick, 1915
- Prothamnodes bathocentrella Viette, 1968

### Peleopodinae
- Abychodes janineae Viette, 1954
- Pseudepiphractis ankaratrella Viette, 1956
- Pseudepiphractis bicolorella Viette, 1956
- Pseudepiphractis cosmiella Viette, 1956
- Pseudepiphractis facetella Viette, 1956
- Pseudepiphractis limonella Viette, 1956
- Pseudepiphractis zelosarella Viette, 1958

## Plutellidae
- Plutella xylostella (Linnaeus, 1758)

## Praydidae
- Prays citri (Millière, 1873)
- Prays nephelomima Meyrick, 1907
- Prays tristis Gibeaux, 1985

## Psychidae
- Malgassopsyche viettei Bourgogne, 1984
- Obtexocorytus schuettei Sobczyk, 2009

### Naryciinae
- Narycia garrula Meyrick, 1934
- Narycia psammogona Meyrick, 1931
- Sapheneutis pulchella Sobczyk & Schütte, 2010

### Oiketicinae
- Acanthopsyche pauliani Bourgogne, 1984
- Deborrea cambouei (Oberthür, 1922)
- Deborrea griveaudi Bourgogne, 1982
- Deborrea humberti Bourgogne, 1984
- Deborrea malgassa Heylaerts, 1884
- Deborrea robinsoni Bourgogne, 1964
- Deborrea seyrigi Bourgogne, 1984
- Oiketicus saclavus (Mabille, 1890)

## =Typhoniinae
- Typhonia alluaudiella (Viette, 1954)
- Typhonia bimaculata Sobczyk & Schütte, 2010
- Typhonia decaryella (Viette, 1955)
- Typhonia fibriculatella (Viette, 1956)
- Typhonia seyrigiella (Viette, 1954)
- Typhonia vadonella (Viette, 1955)

## Pterophoridae

### Agdistinae
- Agdistis picardi Bigot, 1964
- Agdistis toliarensis Bigot, 1987

### Macropiratinae
- Agdistopis griveaudi Gibeaux, 1994

### Ochyroticinae
- Ochyrotica rufa Arenberger, 1987

### Pterophorinae
- Adaina microdactyla (Hübner, 1813)
- Amblyptilia incerta Gibeaux, 1994
- Amblyptilia viettei Gibeaux, 1994
- Antarches tessmanni (Strand, 1913)
- Apoxyptilus steineri Gielis, 2011
- Bigotilia centralis (Bigot, 1964)
- Bigotilia montana Gibeaux, 1994
- Bipunctiphorus dimorpha (Fletcher T. B., 1910)
- Buckleria madecassea Gibeaux, 1994
- Cnaemidophorus horribilis Gibeaux, 1996
- Crassuncus defectus (Bigot & Luquet, 1991)
- Crassuncus orophilus Gibeaux, 1994
- Crassuncus pseudolaudatus (Gibeaux, 1992)
- Eucapperia bullifera (Meyrick, 1918)
- Exelastis atomosa (Walsingham, 1885)
- Exelastis bergeri Bigot, 1969
- Exelastis luqueti (Gibeaux, 1994)
- Exelastis phlyctaenias (Meyrick, 1911)
- Exelastis pilum Gielis, 2009
- Exelastis pumilio (Zeller, 1873)
- Hellinsia borbonicus (Gibeaux, 1991)
- Hellinsia conyzae (Gibeaux, 1994)
- Hellinsia madecasseus (Bigot, 1964)
- Helpaphorus boby Gibeaux, 1994
- Helpaphorus festivus (Bigot, 1964)
- Helpaphorus griveaudi (Bigot, 1964)
- Helpaphorus imaitso Gibeaux, 1994
- Helpaphorus testaceus Gibeaux, 1994
- Inferuncus nigreus Gibeaux, 1994
- Lantanophaga pusillidactylus (Walker, 1864)
- Leesi masoala Gibeaux, 1996
- Megalorhipida leptomeres (Meyrick, 1886)
- Megalorhipida leucodactylus (Fabricius, 1794)
- Picardia betsileo Gibeaux, 1994
- Picardia orchatias (Meyrick, 1908)
- Platyptilia farfarellus (Zeller, 1867)
- Platyptilia fulva Bigot, 1964
- Platyptilia grisea Gibeaux, 1994
- Platyptilia pauliani Gibeaux, 1994
- Platyptilia peyrierasi Gibeaux, 1994
- Platyptilia pseudofulva Gibeaux, 1994
- Platyptilia sogai Gibeaux, 1994
- Platyptilia violacea Gibeaux, 1994
- Pselnophorus laudatus Bigot, 1964
- Pterophorus albidus (Zeller, 1852)
- Pterophorus baliolus Bigot & Luquet, 1991
- Pterophorus ceraunia (Bigot, 1969)
- Pterophorus rhyparias (Meyrick, 1908)
- Setosipennula viettei Gibeaux, 1994
- Sphenarches anisodactylus (Walker, 1864)
- Sphenarches caffer (Zeller, 1852)
- Sphenarches cafferoides Gibeaux, 1996
- Stenodacma wahlbergi (Zeller, 1852)
- Stenoptilia viettei Gibeaux, 1994
- Stenoptilia zophodactylus (Duponchel, 1840)
- Stenoptilodes taprobanes (Felder & Rogenhofer, 1875)
- Titanoptilus rufus Gibeaux, 1994
- Titanoptilus stenodactylus (Fletcher D. S., 1911)
- Vietteilus stenoptilioides Gibeaux, 1994
- Xyroptila irina Kovtunovich & Ustjuzhanin, 2006

## Pyralidae

### Epipaschiinae
- Anexophana robinsonalis Viette, 1960
- Catalaodes analamalis (Viette, 1960)
- Catalaodes malgassicalis Viette, 1953
- Lepipaschia inornata Shaffer & Solis, 1994
- Macalla madegassalis Viette, 1960
- Macalla seyrigalis Marion & Viette, 1956
- Neopaschia lemairei Viette, 1973
- Neopaschia nigromarginata Viette, 1953
- Noctuides griseoviridis (Pagenstecher, 1907)
- Omphalepia dujardini Viette, 1967
- Salma lakasy (Viette, 1981)
- Salma vadoni (Viette, 1981)
- Teliphasa andrianalis Viette, 1960

### Galleriinae
- Achroia grisella (Fabricius, 1794)
- Acracona pratti (Kenrick, 1917)
- Aphomia cephalonica (Stainton, 1866)
- Galleria mellonella (Linnaeus, 1758)
- Lamoria clathrella (Ragonot, 1888)
- Lamoria imbella (Walker, 1864)
- Lamoria planalis Walker, 1863
- Paroxyptera filiella (Saalmüller, 1880)
- Perinetoides anosibalis (Viette, 1960)
- Perinetoides ferruginea (Viette, 1966)
- Perinetoides margaritalis Marion, 1955
- Yxygodes bekilalis (Marion, 1954)
- Yxygodes insignis (Mabille, 1900)
- Yxygodes mademalis (Viette, 1978)
- Yxygodes meranalis (Viette, 1960)
- Yxygodes olapalis (Viette, 1978)
- Yxygodes seyrigalis (Marion, 1954)
- Yxygodes vieualis (Viette, 1960)
- Yxygodes xyridotalis (Viette, 1960)
- Yxygodes zonalis (Mabille, 1900)

### Phycitinae
- Acrobasis cattella Leraut G., 2019
- Acrobasis hastella Leraut G., 2019
- Acrobasis malgachiella (Roesler, 1982)
- Acrobasis pseudomalazella (Roesler, 1982)
- Acrobasis pyrrhella (Roesler, 1982)
- Acrobasis saalmulleri (Ragonot, 1888)
- Afropsipyla pictella Balinsky, 1994
- Amphithrix alecto Leraut G., 2019
- Apomyelois subelutellum (Ragonot, 1901)
- Apomyelois titan Leraut G., 2019
- Azanicola adspersa Balinsky, 1991
- Bahiria malgassicella (Paulian & Viette, 1956)
- Bahiria umbratella (Pagenstecher, 1907)
- Balinskyia apidis Leraut G., 2019
- Brachiolodes dividivalvella (Leraut G., 2019)
- Brachiolodes megista (Hampson, 1930)
- Cactoblastis cactorum (Berg, 1885)
- Cadra calidella (Guenée, 1845)
- Cadra cautella (Walker, 1863)
- Cadra rectivittella (Ragonot, 1901)
- Cantheleamima nygiella Leraut G., 2019
- Cathyalia pulchrotinctella Leraut G., 2019
- Cnephidia demeter (Leraut G., 2019)
- Cryptoblabes gnidiella (Millière, 1867)
- Cryptozophera madegassalis Leraut G., 2019
- Ctenomeristis anosibeella (Roesler, 1982)
- Ctenomeristis mammatella Leraut G., 2019
- Ctenomeristis nonnella Leraut G., 2019
- Duvernoisia argos Leraut G., 2019
- Ecbletodes ethiopella (Balinsky, 1991)
- Ectomyelois ceratoniae (Zeller, 1839)
- Ectomyelois vinosella (Leraut G., 2019)
- Edulica rufalis Hampson, 1901
- Elegia inconspicuella (Ragonot, 1888)
- Ematheudes chryselephantinella Leraut G., 2019
- Ematheudes nigropunctata (Legrand, 1966)
- Emmalocera deprinsorum Leraut G., 2019
- Emmalocera incarnatella Leraut G., 2019
- Ephestia elutella (Hübner, 1796)
- Ephestia kuehniella Zeller, 1879
- Epicrocis elegans (Ragonot, 1888)
- Epicrocis festivella Zeller, 1848
- Epicrocis pulcherissimella Leraut G., 2019
- Epicrocis stibiella (Snellen, 1872)
- Epicrocis strictella Leraut G., 2019
- Epicrocis varii Balinsky, 1991
- Epischnia achatinella Leraut G., 2019
- Epischnia beharella (Viette, 1964)
- Epischnia brevipalpella Ragonot, 1893
- Epischnia fulviplagella (Hampson, 1901)
- Epischnia leucophaeella (Zeller, 1867)
- Epischnia palumbella Leraut G., 2020
- Etiella behrii (Zeller, 1848)
- Etiella ragonoti Leraut G., 2019
- Etiella zinckenella (Treitschke, 1832)
- Euzophera decaryella (Marion & Viette, 1956)
- Euzophera mineti Leraut G., 2019
- Euzophera sogai Roesler, 1982
- Euzophera villora (Felder & Rogenhofer, 1875)
- Faveria conjugorum Leraut G., 2019
- Faveria semiustella (Hampson, 1901)
- Gaana malagasella (Viette, 1964)
- Gaana viridella (Ragonot, 1888)
- Gymnancyla africanella (Balinsky, 1994)
- Homoeosoma castella Leraut G., 2019
- Homoeosoma lokobeella Leraut G., 2019
- Homoeosoma stenotea Hampson, 1926
- Humilipteriia felinella (Leraut G., 2019)
- Hypargyria metalliferella Ragonot, 1888
- Hypochalcia peyrierasi Leraut G., 2019
- Hypsipyla robusta (Moore, 1886)
- Hypsotropa britomartis Leraut G., 2019
- Iangaigheria hypolepias (Joannis, 1927)
- Jakuarte martinalis Viette, 1953
- Laomedonia canescentella Leraut G., 2019
- Lugubraphycita morosalis (Saalmüller, 1880)
- Macrophycis alluaudella (Viette, 1964)
- Macrophycis ambrella (Viette, 1964)
- Macrophycis andapella Leraut G., 2019
- Macrophycis caliginella Leraut G., 2019
- Macrophycis malazella (Viette, 1964)
- Malgachinsula delplanquei Leraut G., 2019
- Malgachinsula maisongrossalis (Viette, 1953)
- Malgachinsula perpropinquella Leraut G., 2019
- Malgachinsula tsarafidyella Roesler, 1982
- Malgachinsula viettei Roesler, 1982
- Maliarpha separatella Ragonot, 1888
- Megasis signatella (Pagenstecher, 1907)
- Merulempista reductella (Leraut G., 2019)
- Metoecis carnifex (Coquerel, 1855)
- Moitrelia helios Leraut G., 2019
- Moitrelia serrata (Balinsky, 1994)
- Morosaphycita dibursella Leraut G., 2019
- Morosaphycita oculiferella (Meyrick, 1879)
- Mussidia melanoneura Ragonot, 1893
- Mussidia nigrivenella Ragonot, 1888
- Nonphycita balinskyi Leraut G., 2019
- Nyctegretis inclinella Ragonot, 1888
- Paralaodamia subdivisella (Ragonot, 1893)
- Pempelia funebrella (Ragonot, 1893)
- Peoria legrandi Leraut G., 2019
- Peoria nigricostalis (Walker, 1863)
- Phycita demidovi Guillermet, 2007
- Phycita diaphana (Staudinger, 1870)
- Phycita phryne Leraut G., 2019
- Phycita subsalitella Leraut G., 2019
- Phycitodes roesleri Leraut G., 2019
- Phylebria paulianella (Marion & Viette, 1956)
- Plodia interpunctella (Hübner, 1813)
- Polyocha flagrantella Ragonot, 1901
- Polyocha heracleella Leraut G., 2019
- Polyocha luteocuprella Leraut G., 2019
- Polyocha sanguinariella (Zeller, 1848)
- Polyochodes squalidella Leraut G., 2019
- Pseudoceroprepes nosivolella (Viette, 1964)
- Pseudopiesmopoda malgassicola Roesler, 1982
- Pseudosyria caligraphella Leraut G., 2019
- Psorosa biocellella (Ragonot, 1893)
- Ptocheia orthosiella (Leraut G., 2019)
- Pylagonia c-album (Leraut G., 2019)
- Roeslerinia lugubris (Balinsky, 1994)
- Saborma vicina (Saalmüller, 1880)
- Sagophycis cnephasiella Leraut G., 2019
- Saluria furvella (Ragonot, 1888)
- Saluria leucopleurella (Ragonot, 1888)
- Selagia ardosiella Leraut G., 2019
- Selagiaforma sandrangatoella Roesler, 1982
- Syringia pectinatella (Joannis, 1915)
- Thylacoptila paurosema Meyrick, 1885
- Trachonitis attis (Leraut G., 2019)
- Trachonitis lynx (Leraut G., 2019)
- Tsaraphycis oreadella Leraut G., 2019
- Tsaraphycis philippella Viette, 1970
- Tsaraphycis viettei Leraut G., 2019
- Tsaratanana attavella (Viette, 1964)
- Tsaratanana colorella Roesler, 1982
- Xylia sophrosyne Leraut G., 2019

### Pyralinae
- Aglossa humberti (Viette, 1973)
- Aglossa mineti Leraut, 2006
- Aglossa viettei Leraut P., 2006
- Analalavia solisalis Leraut P., 2023
- Analalavia speidelalis Leraut P., 2023
- Analalavia subtilalis Leraut P., 2023
- Antisindris bipunctalis Marion, 1955
- Diloxia belohalis Marion & Viette, 1956
- Diloxia rosalinde (Viette, 1981)
- Embryoglossa submarginata (Kenrick, 1917)
- Endotricha consobrinalis Zeller, 1852
- Endotricha erythralis Mabille, 1900
- Episindris albimaculalis Ragonot, 1891
- Episindris boisduvalalis (Viette, 1953)
- Episindris minutalis (Viette, 1960)
- Goateria adelinae Leraut, 2013
- Goateria ambralis Leraut, 2013
- Goateria bealis Leraut, 2010
- Goateria bourgini (Viette, 1951)
- Goateria bourgoinalis Leraut, 2013
- Goateria catalalis (Marion & Viette, 1956)
- Goateria delicatalis Leraut, 2010
- Goateria distrigalis (Ragonot, 1891)
- Goateria dumontalis Leraut, 2010
- Goateria fotakalis (Viette, 1960)
- Goateria lycalis (Viette, 1989)
- Goateria madegassalis (Viette, 1960)
- Goateria mandrakalis Leraut, 2010
- Goateria mantasoalis Leraut, 2010
- Goateria morombealis Leraut, 2010
- Goateria nigrocilialis Leraut, 2010
- Goateria sambiranoalis Leraut, 2010
- Goateria sanguinea (Warren, 1891)
- Goateria septembralis Leraut, 2015
- Goateria sogalis Leraut, 2010
- Goateria subpallidalis Leraut, 2010
- Goateria viettealis Leraut, 2010
- Goateria vinacealis Leraut, 2010
- Haplosindris leucotriangula (Mabille, 1900)
- Hypotia antongilensis Leraut, 2006
- Hypotia australis (Viette, 1960)
- Hypotia diehlalis (Viette, 1953)
- Hypotia griveaudi Leraut, 2004
- Hypotia littoralis Leraut, 2008
- Hypotia mabillalis (Ragonot, 1891)
- Hypotia mahafalyalis Leraut, 2008
- Hypotia meloualis Leraut, 2006
- Hypotia mineti Leraut, 2004
- Hypotia paulgriveaudi Leraut P., 2022
- Hypotia secundalis Leraut, 2006
- Hypotia seyrigalis (Viette, 1953)
- Hypotia tertialis Leraut, 2006
- Hypotia viettei Leraut, 2004
- Hypsopygia ambrensis Leraut, 2006
- Hypsopygia nossibealis Leraut, 2006
- Hypsopygia nostralis (Guenée, 1854)
- Lophocera flavifusalis Marion & Viette, 1956
- Lophocera flavipuncta Kenrick, 1917
- Lophocera vadonalis Marion & Viette, 1956
- Loryma ambovombealis Leraut P., 2009
- Loryma athalialis (Walker, 1859)
- Loryma basalis (Walker, 1866)
- Loryma gigantalis (Viette, 1960)
- Loryma itremoalis Leraut P., 2009
- Loryma masamalis Leraut P., 2009
- Loryma milloti (Viette, 1949)
- Loryma radamalis (Ragonot, 1891)
- Loryma zombitsyalis Leraut P., 2022
- Maradana marionalis (Viette, 1960)
- Mesosindris paulianalis Viette, 1960
- Nhoabe marionalis Leraut, 2006
- Nhoabe millotalis Viette, 1953
- Nhoabe minetalis Leraut, 2006
- Nhoabe mocquerysalis Viette, 1953
- Nhoabe ratovosonalis Leraut, 2006
- Nhoabe sambiranoalis Leraut, 2006
- Nhoabe viettealis (Marion, 1955)
- Perula ambahonalis Marion & Viette, 1956
- Perula ankaratralis Marion & Viette, 1956
- Perula ankasokalis Leraut P., 2020
- Perula asopialis Mabille, 1900
- Perula occidentalis Viette, 1960
- Prosaris beharalis Leraut P., 2022
- Prosaris bevazalae Leraut P., 2022
- Prosaris hepaticalis Marion, 1955
- Prosaris masamalis Leraut P., 2022
- Prosaris meridionalis Leraut P., 2022
- Prosaris percuprealis Marion, 1955
- Prosaris suarezi Leraut P., 2022
- Pyralis manihotalis Guenée, 1854
- Pyralis pictalis (Curtis, 1834)
- Sacada madegassalis Viette, 1960
- Sacada paulianalis (Viette, 1953)
- Sacada viettealis Leraut P., 2022
- Sindris leucomelas Kenrick, 1917
- Sindris rogueti Leraut, 2013
- Sindris sganzini Boisduval, 1833
- Stemmatophora malgassalis (Saalmüller, 1880)
- Stemmatophora rubicundalis Hampson, 1906
- Synaphe bradleyalis (Viette, 1960)
- Zitha absconsalis Leraut P., 2011
- Zitha adjunctalis Leraut P., 2007
- Zitha agnielealis Leraut P., 2011
- Zitha albalis Leraut P., 2022
- Zitha alticolalis Leraut P., 2011
- Zitha ambahonalis Leraut P., 2019
- Zitha ambatosoratralis Leraut P., 2008
- Zitha ambinanitalis (Viette, 1960)
- Zitha ambodirianalis Leraut P., 2011
- Zitha ambralis Leraut P., 2011
- Zitha andoboalis Leraut P., 2013
- Zitha ankafinalis Leraut P., 2007
- Zitha ankasokalis (Viette, 1960)
- Zitha anneliese (Viette, 1981)
- Zitha anosibealis Leraut P., 2023
- Zitha barbutalis Leraut P., 2008
- Zitha befasyica Leraut P., 2022
- Zitha bekilyalis Leraut P., 2019
- Zitha belalonalis Leraut P., 2011
- Zitha benazalis Leraut P., 2019
- Zitha betsakotsakoalis Leraut P., 2011
- Zitha bombycalis Leraut P., 2007
- Zitha callos (Viette, 1973)
- Zitha capalis Leraut P., 2019
- Zitha capuronalis (Viette, 1960)
- Zitha catochrysalis (Ragonot, 1891)
- Zitha concoloralis Leraut P., 2019
- Zitha cyanealis (Mabille, 1879)
- Zitha decaryalis Leraut P., 2019
- Zitha deuvealis Leraut P., 2009
- Zitha didyalis Leraut P., 2008
- Zitha gallienalis (Viette, 1960)
- Zitha geometralis Leraut P., 2007
- Zitha gracilalis Leraut P., 2013
- Zitha gueneealis Leraut P., 2011
- Zitha herbulotalis (Marion, 1954)
- Zitha hiarakalis Leraut P., 2011
- Zitha hongalis Leraut P., 2011
- Zitha imerinalis Leraut P., 2019
- Zitha joannisalis Leraut P., 2008
- Zitha lalannealis Leraut P., 2009
- Zitha lanitralis (Viette, 1978)
- Zitha legrandalis Leraut P., 2009
- Zitha lhonorealis Leraut P., 2023
- Zitha lignosalis (Viette, 1960)
- Zitha luquetalis Leraut P., 2011
- Zitha maesalis Leraut P., 2007
- Zitha mahafalyalis Leraut P., 2022
- Zitha mangindranoalis Leraut P., 2008
- Zitha mantasoalis Leraut P., 2011
- Zitha marionalis (Viette, 1960)
- Zitha martinealis Leraut P., 2011
- Zitha matsaboryalis Leraut P., 2011
- Zitha meloui Leraut P., 2019
- Zitha millotalis (Viette, 1960)
- Zitha minetalis Leraut P., 2008
- Zitha mixtalis Leraut P., 2011
- Zitha montanalis Leraut P., 2019
- Zitha montreuilalis Leraut P., 2009
- Zitha moramangalis (Marion & Viette, 1956)
- Zitha mourzinalis Leraut P., 2019
- Zitha munroealis Leraut P., 2008
- Zitha navattealis Leraut P., 2008
- Zitha noctualis Leraut P., 2007
- Zitha nosivolalis (Viette, 1960)
- Zitha novembralis Leraut P., 2009
- Zitha nussalis Leraut P., 2011
- Zitha occidentalis Leraut P., 2022
- Zitha oecophoralis Leraut P., 2007
- Zitha ouvrardi Leraut P., 2013
- Zitha palpalis Leraut P., 2019
- Zitha panemerialis Leraut P., 2007
- Zitha paulianalis Leraut P., 2022
- Zitha pernalis (Viette, 1960)
- Zitha peyrierasalis Leraut P., 2023
- Zitha pronubalis (Marion & Viette, 1956)
- Zitha pusillalis Leraut P., 2022
- Zitha pyraustalis Leraut P., 2007
- Zitha radamalis (Viette, 1960)
- Zitha ragonotalis (Viette, 1960)
- Zitha ranaivosoloalis Leraut P., 2011
- Zitha ranomafanalis Leraut P., 2019
- Zitha ratovosonalis Leraut P., 2022
- Zitha rubicundalis (Saalmüller, 1880)
- Zitha sahafaryalis Leraut P., 2011
- Zitha sakarahalis (Marion & Viette, 1956)
- Zitha sakavondroalis Leraut P., 2008
- Zitha sambavalis Leraut P., 2009
- Zitha sanguinalis (Marion, 1954)
- Zitha sarodranoalis Leraut P., 2022
- Zitha saturninalis Leraut P., 2011
- Zitha secundalis Leraut P., 2008
- Zitha seyrigalis (Marion & Viette, 1956)
- Zitha shafferalis Leraut P., 2023
- Zitha sogalis (Viette, 1960)
- Zitha suarezica Leraut P., 2022
- Zitha subambahonalis Leraut P., 2019
- Zitha sublignosalis Leraut P., 2011
- Zitha subnigralis Leraut P., 2019
- Zitha subradamalis Leraut P., 2011
- Zitha subrubicundalis Leraut P., 2022
- Zitha subvinosalis Leraut P., 2011
- Zitha tanaalis Leraut P., 2019
- Zitha tananarivalis Leraut P., 2019
- Zitha tertialis Leraut P., 2008
- Zitha tortricoidalis Leraut P., 2007
- Zitha toulgoetalis Leraut P., 2009
- Zitha touretalbyalis Leraut P., 2008
- Zitha tristiculalis (Saalmüller, 1880)
- Zitha tsarafidyalis Leraut P., 2011
- Zitha tsaratananalis Leraut P., 2011
- Zitha tulearalis Leraut P., 2022
- Zitha viettealis Leraut P., 2009
- Zitha vieualis Leraut P., 2011
- Zitha vincentalis Leraut P., 2009
- Zitha vinosalis Leraut P., 2011
- Zitha whalleyalis (Viette, 1960)
- Zitha zombitsalis (Viette, 1960)
- Zithina littoralis Leraut P., 2020
- Zithina pallidalis Leraut P., 2020

## Saturniidae

### Oxyteninae
- Therinia flavicapilla (Mabille, 1880)

### Saturniinae
- Antherina suraka (Boisduval, 1833)
- Argema mittrei (Guérin-Méneville, 1847)
- Bunaea alcinoe (Stoll, 1780)
- Bunaea aslauga Kirby, 1877
- Ceranchia apollina Butler, 1878
- Gonimbrasia eblis (Strecker, 1876)
- Maltagorea altivola Basquin, 2013
- Maltagorea ambahona Basquin, 2013
- Maltagorea andriai (Griveaud, 1961)
- Maltagorea ankaratra (Viette, 1954)
- Maltagorea auricolor (Mabille, 1879)
- Maltagorea basquini Rougerie, 2003
- Maltagorea cincta (Mabille, 1879)
- Maltagorea dentata (Griveaud, 1961)
- Maltagorea dubiefi Bouyer, 2006
- Maltagorea dura (Keferstein, 1870)
- Maltagorea fusicolor (Mabille, 1879)
- Maltagorea griveaudi Bouyer, 1996
- Maltagorea mariae Basquin, 2013
- Maltagorea monsarrati (Griveaud, 1968)
- Maltagorea ornata (Griveaud, 1961)
- Maltagorea pseudomariae Basquin, 2013
- Maltagorea pseudovulpina Basquin & Rougerie, 2009
- Maltagorea rostaingi (Griveaud, 1961)
- Maltagorea rubriflava (Griveaud, 1961)
- Maltagorea sogai (Griveaud, 1961)
- Maltagorea vulpina (Butler, 1882)

## Scranciidae
- Malgadonta idioptila (Bethune-Baker, 1916)
- Scrancia cadoreli Viette, 1972
- Scrancia ioptila (Viette, 1955)
- Scrancia leucopera (Hampson, 1910)
- Scrancia tuleara Kiriakoff, 1963

## Scythrididae

### Scythridinae
- Eretmocera fuscipennis Zeller, 1852
- Eretmocera laetissima Zeller, 1852
- Haploscythris chloraema (Meyrick, 1887)
- Scythris autochlorella Viette, 1956
- Scythris schouteni Bengtsson, 2014

## Sesiidae

### Sesiinae
- Agriomelissa malagasy Viette, 1982
- Camaegeria lychnitis  Bartsch & Berg, 2012
- Camaegeria polytelis  Bartsch & Berg, 2012
- Camaegeria sylvestralis  (Viette, 1955)
- Camaegeria viettei  Bartsch & Berg, 2012
- Camaegeria xanthomos Bartsch & Berg, 2012
- Camaegeria xanthopimplaeformis  (Viette, 1956)
- Epitarsipus rufithorax (Le Cerf, 1922)
- Hovaesia donckieri (Le Cerf, 1912)
- Lenyrhova heckmanniae (Aurivillius, 1909)
- Madasphecia griveaudi Viette, 1982
- Madasphecia puera Viette, 1957
- Malgassesia andrianony (Viette, 19820
- Malgassesia ankaratralis Viette, 1957
- Malgassesia biedermanni Viette, 1982
- Malgassesia ivondro (Viette, 1955)
- Malgassesia lemur (Le Cerf, 1957)
- Malgassesia milloti Viette, 1982
- Malgassesia opalimargo (Le Cerf, 1913)
- Malgassesia rufescens (Le Cerf, 1913)
- Malgassesia seyrigi (Le Cerf, 1957)
- Melittosesia flavitarsa Bartsch, 2009
- Microsynanthedon ambrensis Viette, 1955
- Microsynanthedon setodiformis (Mabille, 1892)
- Microsynanthedon tanala Minet, 1976
- Nesosphecia mystica Bartsch, 2018
- Rodolphia hombergi Le Cerf, 1911
- Rodolphia pauliani (Viette, 1955)
- Tipulamima grandidieri (Le Cerf, 1917)
- Tipulamima ivondro Viette, 1966
- Tipulamima seyrigi Viette, 1955

### Tinthiinae
- Similipepsis eumenidiformis Bartsch, 2008
- Similipepsis maromizaensis Bartsch, 2008

## Somabrachyidae
- Boisduvalodes tamatavana (Oberthür, 1922)

## Sphingidae

### Macroglossinae
- Antinephele turlini Darge, 1973
- Atemnora westermannii (Boisduval, 1875)
- Basiothia charis (Walker, 1856)
- Basiothia laticornis (Butler, 1879)
- Basiothia medea (Fabricius, 1781)
- Cephonodes apus (Boisduval, 1833)
- Cephonodes hylas (Linnaeus, 1771)
- Cephonodes leucogaster Rothschild & Jordan, 1903
- Cephonodes rufescens Griveaud, 1960
- Daphnis kitchingi Haxaire & Melichar, 2011
- Daphnis nerii (Linnaeus, 1758)
- Euchloron megaera (Linnaeus, 1758)
- Hippotion aurora Rothschild & Jordan, 1903
- Hippotion balsaminae (Walker, 1856)
- Hippotion batschii (Keferstein, 1870)
- Hippotion butleri (Saalmüller, 1884)
- Hippotion celerio (Linnaeus, 1758)
- Hippotion eson (Cramer, 1779)
- Hippotion geryon (Boisduval, 1875)
- Hippotion gracilis (Butler, 1875)
- Hippotion griveaudi Carcasson, 1968
- Hippotion melichari Haxaire, 2001
- Hippotion osiris (Dalman, 1823)
- Hippotion saclavorum (Boisduval, 1833)
- Hyles biguttata (Walker, 1856)
- Hyles livornica (Esper, 1780)
- Maassenia distincta Gehlen, 1934
- Maassenia heydeni (Saalmüller, 1878)
- Macroglossum aesalon Mabille, 1880
- Macroglossum gyrans Walker, 1856
- Macroglossum pachycerus Rothschild & Jordan, 1903
- Nephele accentifera (Palisot de Beauvois, 1821)
- Nephele charoba Kirby, 1877
- Nephele densoi (Keferstein, 1870)
- Nephele oenopion (Hübner, 1824)
- Rhagastis lambertoni (Clark, 1923)
- Sphingonaepiopsis malgassica Clark, 1929
- Sphingonaepiopsis obscurus (Mabille, 1880)
- Temnora argyropeza (Mabille, 1879)
- Temnora engis Jordan, 1933
- Temnora fumosa (Walker, 1856)
- Temnora grandidieri (Butler, 1879)
- Temnora nitida Jordan, 1920
- Temnora palpalis Rothschild & Jordan, 1903
- Temnora peckoveri (Butler, 1876)
- Temnora teflaoi Deschamps, 2020
- Temnoripais lasti (Rothschild, 1894)
- Theretra orpheus (Herrich-Schäffer, 1854)
- Xylophanes thyelia (Linnaeus, 1758)

### Smerinthinae
- Batocnema coquerelii (Boisduval, 1875)
- Ceridia nigricans Griveaud, 1959
- Gynoeryx bilineatus (Griveaud, 1959)
- Gynoeryx brevis (Oberthür, 1909)
- Gynoeryx integer (Viette, 1956)
- Gynoeryx meander (Boisduval, 1875)
- Gynoeryx paulianii (Viette, 1956)
- Gynoeryx teteforti (Griveaud, 1964)
- Malgassoclanis delicatus (Jordan, 1921)
- Malgassoclanis maculalis Pierre & Basquin, 2017
- Malgassoclanis rufus Pierre & Basquin, 2017
- Pseudoclanis grandidieri (Mabille, 1879)
- Pseudoclanis postica (Walker, 1856)

### Sphinginae
- Acherontia atropos (Linnaeus, 1758)
- Agrius convolvuli (Linnaeus, 1758)
- Coelonia brevis Rothschild & Jordan, 1915
- Coelonia fulvinotata (Butler, 1875)
- Coelonia insularis Basquin, 2018
- Coelonia solani (Boisduval, 1833)
- Lomocyma oegrapha (Mabille, 1884)
- Panogena jasmini (Boisduval, 1875)
- Panogena lingens (Butler, 1877)
- Pantophaea suffuscus (Griveaud, 1959)
- Xanthopan praedicta Rothschild & Jordan, 1903

## Statmopodidae

### Statmopodinae
- Phytophlops nigricella Viette, 1958
- Stathmopoda clarkei Viette, 1951
- Stathmopoda maisongrossiella Viette, 1954
- Stathmopoda vadoniella Viette, 1954

## Thyrididae

### Siculodinae
- Argyrotypus locuples (Mabille, 1879)
- Chrysotypus animula (Viette, 1957)
- Chrysotypus caryophyllae Frappa, 1954
- Chrysotypus cupreus Kenrick, 1914
- Chrysotypus dives Butler, 1879
- Chrysotypus enigmaticus Whalley, 1977
- Chrysotypus lakato Viette, 1958
- Chrysotypus maculatus Viette, 1960
- Chrysotypus perineti Viette, 1957
- Chrysotypus phoebus Viette, 1960
- Cornuterus trivius (Whalley, 1967)
- Hapana milloti (Viette, 1954)
- Opula chopardi (Viette, 1954)
- Opula lineata Whalley, 1967
- Rhodoneura elegantula Viette, 1957
- Rhodoneura limatula Whalley, 1967
- Rhodoneura marojejy Viette, 1960
- Rhodoneura mellea (Saalmüller, 1881)
- Rhodoneura opalinula (Mabille, 1879)
- Rhodoneura seyrigi (Viette, 1957)
- Rhodoneura strix Viette, 1958
- Rhodoneura superba (Viette, 1954)
- Rhodoneura terreola (Mabille, 1880)
- Rhodoneura translucida Viette, 1954
- Rhodoneura viettealis Whalley, 1977
- Rhodoneura werneburgalis (Keferstein, 1870)
- Rhodoneura zophocrana Viette, 1957
- Rhodoneura zurisana Whalley, 1971
- Symphleps seta  (Viette, 1958)

### Striglininae
- Banisia antiopa (Viette, 1954)
- Banisia myrsusalis (Walker, 1859)
- Striglina minutula (Saalmüller, 1880)

## Tineidae
- Chrysocrata coruscans Gozmány, 1969
- Protagophleps masoala Viette, 1954

### Erechthiinae
- Erechthias minuscula (Walsingham, 1897)

### Hapsiferinae
- Ancystrocheira porphyrica Gozmány, 1969
- Callocosmeta eupicta Gozmány, 1969
- Cimitra horridella (Walker, 1863)
- Hapsifera nigraureella Viette, 1968

### Harmacloninae
- Harmaclona berberea Bradley, 1956
- Harmaclona malgassica Bradley, 1956
- Harmaclona natalensis Bradley, 1953

### Hieroxestinae
- Amphixystis anchiala (Meyrick, 1909)
- Amphixystis antongilella (Viette, 1955)
- Amphixystis fricata (Meyrick, 1911)
- Amphixystis herbulotella (Viette, 1955)
- Amphixystis oxystyla (Meyrick, 1911)
- Opogona masoalella (Viette, 1955)
- Opogona omoscopa  (Meyrick, 1893)
- Opogona sacchari (Bojer, 1856)
- Opogona sogaella Viette, 1985

### Myrmecozelinae
- Hilaroptera viettei Gozmány, 1969
- Protaphreutis borboniella (Boisduval, 1833)
- Scalmatica insularis Gozmány, 1969

### Perissomasticinae
- Edosa cheligera (Gozmány, 1970)
- Perissomastix atricoma (Meyrick, 1931)
- Perissomastix madagascarica Gozmány, 1969
- Perissomastix othello (Meyrick, 1907)

### Scardiinae
- Euagophleps brunneis Viette, 1952
- Euagophleps lambomakandro Viette, 1952
- Morophaga vadonella (Viette, 1955)
- Ranohira silvestris Viette, 1952

### Setomorphinae
- Setomorpha rutella Zeller, 1852

### Siloscinae
- Tetanostola hexagona Meyrick, 1931

### Tineinae
- Ceratophaga vastellus (Zeller, 1852)
- Praeacedes atomosella (Walker, 1863)

## Tischeriidae
- Coptotriche alavelona Lees & Stonis, 2007

## Tortricidae

### Chlidanotinae
- Ebodina lithoptila (Diakonoff, 1960)
- Idiothauma malgassicella Viette, 1958
- Trymalitis cataracta Meyrick, 1907
- Trymalitis scalifera Meyrick, 1912

### Olethreutinae
- Acantheucosma trachyptila Diakonoff, 1988
- Acanthoclita pectinata (Diakonoff, 1988)
- Acanthoclita psimythistes (Diakonoff, 1988)
- Acroclita pertracta Diakonoff, 1989
- Aemulatrix notognatha Diakonoff, 1988
- Astronauta astrogenes (Meyrick, 1934)
- Astronauta stellans (Meyrick, 1922)
- Aterpia microchlamys (Diakonoff, 1983)
- Aterpia niphoclasma Diakonoff, 1992
- Bactra adelographa Diakonoff, 1983
- Bactra ametra Diakonoff, 1983
- Bactra bactrana (Kennel, 1901)
- Bactra distictana Mabille, 1900
- Bactra dolia Diakonoff, 1963
- Bactra nesiotis Diakonoff, 1963
- Bactra punctistrigana Mabille, 1900
- Bactra pythonia Meyrick, 1909
- Bactra sinassula Diakonoff, 1963
- Bactra stagnicolana Zeller, 1852
- Bactra triceps Diakonoff, 1963
- Bactra venosana (Zeller, 1847)
- Bascaneucosma magicopa Diakonoff, 1989
- Basigonia anisorrhopa (Diakonoff, 1983)
- Bucephalacra duplex (Diakonoff, 1981)
- Bucephalacra scoliosema Diakonoff, 1970
- Celsumaria elongata Brown & Timm, 2017
- Celsumaria soror Brown & Timm, 2017
- Celypha perfracta Diakonoff, 1983
- Coniostola stereoma (Meyrick, 1912)
- Cosmetra rythmosema Diakonoff, 1992
- Cosmopoda aenopus Diakonoff, 1981
- Cosmopoda molybdopa Diakonoff, 1981
- Cosmorrhyncha ocellata (Mabille, 1900)
- Crocidosema lantana Busck, 1910
- Crocidosema plebejana Zeller, 1847
- Cryptaspasma subtilis Diakonoff, 1959
- Cryptophlebia notopeta Diakonoff, 1988
- Cryptophlebia peltastica (Meyrick, 1921)
- Cryptophlebia semilunana (Saalmüller, 1880)
- Cryptophlebia williamsi Bradley, 1953
- Cryptoschesis imitans Diakonoff, 1988
- Cydia aphrosema Diakonoff, 1987
- Cydia choleropa (Meyrick, 1913)
- Cydia dochmasima Diakonoff, 1987
- Cydia pomonella (Linnaeus, 1758)
- Cydia serratula (Diakonoff, 1947)
- Cydia trichota Diakonoff, 1988
- Dasybregma gypsodoxa Diakonoff, 1983
- Dolichohedya tripila Diakonoff, 1970
- Dracontogena niphadonta Diakonoff, 1970
- Dudua adocima Diakonoff, 1981
- Dudua aprobola (Meyrick, 1886)
- Dudua hemitypa Diakonoff, 1983
- Eccopsis incultana (Walker, 1863)
- Eccopsis praecedens Walsingham, 1897
- Eccopsis wahlbergiana Zeller, 1852
- Epinotia atacta Diakonoff, 1992
- Epinotia bricelus Diakonoff, 1992
- Epinotia dorsifraga Diakonoff, 1970
- Epinotia mniara Diakonoff, 1992
- Epinotia phloeorrhages Diakonoff, 1970
- Epinotia selenana (Mabille, 1900)
- Epinotia xyloryctoides Diakonoff, 1992
- Episimus selenosema Diakonoff, 1963
- Eucosma bactromorpha Diakonoff, 1992
- Eucosmocydia oedipus Diakonoff, 1988
- Eudemis polychroma Diakonoff, 1981
- Fulcrifera cirrata Diakonoff, 1987
- Grapholita arcia Diakonoff, 1988
- Grapholita atrana Mabille, 1900
- Gypsonoma penthetria Diakonoff, 1992
- Hilaroptila mimetica Diakonoff, 1970
- Hopliteccopsis amemorpha Diakonoff, 1963
- Hopliteccopsis crocostoma Diakonoff, 1992
- Hyposarotis atyphopa Diakonoff, 1988
- Hyposarotis impudica Diakonoff, 1988
- Icelita poliocycla (Diakonoff, 1988)
- Leguminivora anthracotis (Meyrick, 1913)
- Leguminivora glycinivorella (Matsumura, 1898)
- Lobesia aeolopa Meyrick, 1907
- Lobesia archaetypa Diakonoff, 1992
- Lobesia harmonia (Meyrick, 1908)
- Lobesia leucospilana (Mabille, 1900)
- Lobesia semosa Diakonoff, 1992
- Lobesia vanillana (Joannis, 1900)
- Lobesia vittigera (Meyrick, 1932)
- Lobesia xenosema Diakonoff, 1983
- Megalota antefracta Diakonoff, 1981
- Metendothenia fulvoflua Diakonoff, 1983
- Metendothenia heterophenga Diakonoff, 1992
- Metendothenia plecta Diakonoff, 1983
- Microsarotis pauliani Diakonoff, 1988
- Neaspasia loxochlamys Diakonoff, 1989
- Niphadophylax hemicycla Diakonoff, 1992
- Niphadostola asceta Diakonoff, 1989
- Niphadostola chionea Diakonoff, 1989
- Niphadostola crocosema Diakonoff, 1989
- Notocelia albosectana (Mabille, 1900)
- Notocelia cycloides Diakonoff, 1989
- Pammenitis calligrapha Diakonoff, 1988
- Penestostoma compsa Diakonoff, 1992
- Phaecasiophora auroraegera Diakonoff, 1983
- Plutographa anopa Diakonoff, 1989
- Plutographa authodes Diakonoff, 1992
- Plutographa brochota Diakonoff, 1989
- Plutographa cryphaea Diakonoff, 1989
- Plutographa cyanea Diakonoff, 1989
- Plutographa cyclops Diakonoff, 1970
- Plutographa dyspotma Diakonoff, 1989
- Plutographa erytema Diakonoff, 1989
- Plutographa eudela Diakonoff, 1989
- Plutographa glochydosema Diakonoff, 1989
- Plutographa heteranthera (Diakonoff, 1970)
- Plutographa latefracta Diakonoff, 1989
- Plutographa lichenophyes Diakonoff, 1989
- Plutographa microsarca Diakonoff, 1989
- Plutographa monopa Diakonoff, 1989
- Plutographa nigrivittata Diakonoff, 1989
- Plutographa orbiculi Diakonoff, 1989
- Plutographa phloena Diakonoff, 1989
- Plutographa phloeorrhages (Diakonoff, 1970)
- Plutographa pictura (Diakonoff, 1970)
- Plutographa reducta Diakonoff, 1989
- Plutographa rhodana Diakonoff, 1989
- Plutographa semna Diakonoff, 1989
- Plutographa seriopa Diakonoff, 1989
- Plutographa spodostoma Diakonoff, 1989
- Plutographa tetracelis Diakonoff, 1989
- Plutographa tomion Diakonoff, 1989
- Plutographa transversa (Diakonoff, 1970)
- Plutographa xyloglypha Diakonoff, 1989
- Potiosa vapulata (Diakonoff, 1963)
- Prophaecasia caemelionopa Diakonoff, 1983
- Retinia mecynopus Diakonoff, 1989
- Rhodotoxotis arciferana (Mabille, 1900)
- Rhodotoxotis heteromorpha Diakonoff, 1992
- Rhodotoxotis phylochrysa Diakonoff, 1992
- Rhodotoxotis plutostola Diakonoff, 1992
- Sociognatha oligoropa Diakonoff, 1989
- Stephanopyga legnota Diakonoff, 1988
- Strepsicrates penechra (Diakonoff, 1989)
- Strepsicrates rhothia (Meyrick, 1910)
- Strepsicrates sinuosa (Meyrick, 1917)
- Stygitropha funebris Diakonoff, 1983
- Syngamoneura rubronotana Mabille, 1900
- Syropetrova viridis Diakonoff, 1970
- Tetramoera leptalea Diakonoff, 1988
- Tetramoera schistaceana (Snellen, 1891)
- Thaumatotibia apicinudana (Mabille, 1900)
- Thaumatotibia batrachopa (Meyrick, 1908)
- Thaumatotibia dolichogonia (Diakonoff, 1988)
- Thaumatotibia leucotreta (Meyrick, 1913)
- Thaumatotibia macrogona (Diakonoff, 1988)
- Thylacandra argyromixtana (Mabille, 1900)
- Thylacandra malgassana (Saalmüller, 1880)
- Thylacandra sycophyes Diakonoff, 1970
- Thylacogaster rhodomenia Diakonoff, 1988
- Xenopotamia radians Diakonoff, 1983
- Xenosocia acrophora Diakonoff, 1989
- Xenosocia argyritis Diakonoff, 1989
- Xenosocia dynastes Diakonoff, 1992
- Xenosocia euryptycha Diakonoff, 1989
- Xenosocia iocinctis Diakonoff, 1989
- Xenosocia lampouris Diakonoff, 1989
- Xenosocia panegyrica Diakonoff, 1989
- Xenosocia polyschelis Diakonoff, 1989
- Xenosocia tryphera Diakonoff, 1989
- Yunusemreia triangulum (Diakonoff, 1970)

### Tortricinae
- Acleris malagassana Diakonoff, 1973
- Acleris phanerocrypta Diakonoff, 1973
- Adoxophyes perangusta Diakonoff, 1960
- Adoxophyes peritoma Meyrick, 1918
- Adoxophyes telestica Meyrick, 1930
- Anthophrys spectabilis Diakonoff, 1960
- Apotoforma cimelia (Diakonoff, 1960)
- Bactrostoma cinis Diakonoff, 1960
- Balioxena iospila Meyrick, 1912
- Brachiolia amblopis (Meyrick, 1911)
- Brachyvalva inoffensa Diakonoff, 1960
- Chloanohieris comastes Diakonoff, 1989
- Clepsis unifasciana (Duponchel, 1843)
- Cnephasia imitans Diakonoff, 1948
- Cochylis unicolorana Mabille, 1900
- Cornusaccula periopa Diakonoff, 1960
- Cosmiophrys chrysobola Diakonoff, 1970
- Cosmiophrys stigma Diakonoff, 1960
- Cuspidata anthracitis Diakonoff, 1960
- Cuspidata bidens Diakonoff, 1960
- Cuspidata castanea Diakonoff, 1960
- Cuspidata ditoma Diakonoff, 1960
- Cuspidata hypomelas Diakonoff, 1960
- Cuspidata leptozona Diakonoff, 1960
- Cuspidata micaria Diakonoff, 1973
- Cuspidata obscura Diakonoff, 1970
- Cuspidata oligosperma Diakonoff, 1960
- Cuspidata viettei Diakonoff, 1960
- Diactora oxymorpha Diakonoff, 1960
- Digitosa elliptica Diakonoff, 1960
- Digitosa gnesia Diakonoff, 1960
- Digitosa leptographa Diakonoff, 1960
- Digitosa metaxantha Diakonoff, 1960
- Digitosa stenographa Diakonoff, 1970
- Digitosa vulpina Diakonoff, 1960
- Doridostoma denotata Diakonoff, 1973
- Doridostoma stenomorpha Diakonoff, 1973
- Eboda bryochlora Diakonoff, 1960
- Epichorista sicca Meyrick, 1912
- Epichoristodes acerbella (Walker, 1864)
- Epichoristodes apiletica Diakonoff, 1960
- Epichoristodes atricaput Diakonoff, 1973
- Epichoristodes canonicum Diakonoff, 1973
- Epichoristodes goniopa Diakonoff, 1960
- Epichoristodes incerta Diakonoff, 1960
- Epichoristodes leucocymba (Meyrick, 1912)
- Epichoristodes macrosema Diakonoff, 1970
- Epichoristodes ypsilon Diakonoff, 1960
- Furcinula perizoma Diakonoff, 1960
- Furcinula punctulata Diakonoff, 1960
- Gephyraspis contranota Diakonoff, 1973
- Gephyraspis insolita Diakonoff, 1973
- Gephyraspis lutescens Diakonoff, 1960
- Goniotorna angusta Diakonoff, 1960
- Goniotorna chersopis Meyrick, 1933
- Goniotorna chondrocentra Diakonoff, 1973
- Goniotorna decipiens Diakonoff, 1960
- Goniotorna deinozona Diakonoff, 1973
- Goniotorna erratica (Diakonoff, 1947)
- Goniotorna heteropa Diakonoff, 1960
- Goniotorna iecoricolor Diakonoff, 1960
- Goniotorna illustra Diakonoff, 1960
- Goniotorna insatiata Diakonoff, 1973
- Goniotorna irresoluta Diakonoff, 1960
- Goniotorna lacrimosa Diakonoff, 1960
- Goniotorna leucophrys Diakonoff, 1960
- Goniotorna macula Diakonoff, 1970
- Goniotorna megalogonia Diakonoff, 1960
- Goniotorna melanoconis Diakonoff, 1960
- Goniotorna mianta Diakonoff, 1973
- Goniotorna micrognatha Diakonoff, 1960
- Goniotorna mucida Diakonoff, 1960
- Goniotorna niphotoma Diakonoff, 1960
- Goniotorna polyops Diakonoff, 1960
- Goniotorna praeornata Diakonoff, 1960
- Goniotorna praerupta Diakonoff, 1960
- Goniotorna rhodolemma Diakonoff, 1960
- Goniotorna rhodoptila Diakonoff, 1960
- Goniotorna suspiciosa Diakonoff, 1960
- Goniotorna synastra (Meyrick, 1918)
- Goniotorna trignoma Diakonoff, 1973
- Goniotorna trigodes Diakonoff, 1973
- Goniotorna vadoni Diakonoff, 1960
- Goniotorna verticillata Diakonoff, 1960
- Goniotorna vinacea Diakonoff, 1960
- Goniotorna vulpicolor Diakonoff, 1960
- Homona saclava (Mabille, 1900)
- Homonoides euryplaca (Meyrick, 1933)
- Labidosa sogai Diakonoff, 1960
- Megalomacha tigripes Diakonoff, 1960
- Mesocharis centrifuga Diakonoff, 1981
- Metamesia ametria Diakonoff, 1960
- Metamesia dilucida Diakonoff, 1960
- Metamesia episema Diakonoff, 1960
- Metamesia leptodelta Diakonoff, 1973
- Metamesia leucomitra Diakonoff, 1960
- Metamesia leucophyes Diakonoff, 1960
- Metamesia metacroca Diakonoff, 1960
- Metamesia nolens Diakonoff, 1960
- Metamesia peracuta Diakonoff, 1960
- Metamesia phanerops Diakonoff, 1960
- Metamesia ptychophora Diakonoff, 1960
- Metamesia retrocitra Diakonoff, 1960
- Metamesia synclysa Diakonoff, 1973
- Midaellobes rubrostrigana (Mabille, 1900)
- Niphothixa amphibola Diakonoff, 1960
- Niphothixa atava Diakonoff, 1970
- Niphothixa niphadacra Diakonoff, 1960
- Oligobalia viettei Diakonoff, 1988
- Pandemis capnobathra (Meyrick, 1930)
- Pandemis caryocentra (Diakonoff, 1960)
- Pandemis croceocephala (Diakonoff, 1961)
- Pandemis croceotacta (Diakonoff, 1960)
- Pandemis crocograpta (Meyrick, 1933)
- Pandemis dispersa (Diakonoff, 1960)
- Pandemis euryloncha (Diakonoff, 1973)
- Pandemis griveaudi (Diakonoff, 1960)
- Pandemis ianus (Diakonoff, 1970)
- Pandemis lichenosema (Diakonoff, 1970)
- Pandemis marginumbra (Diakonoff, 1960)
- Pandemis metallochroma (Diakonoff, 1947)
- Pandemis minuta (Diakonoff, 1960)
- Pandemis niphostigma (Diakonoff, 1960)
- Pandemis oculosa (Diakonoff, 1960)
- Pandemis pauliani (Diakonoff, 1960)
- Pandemis perispersa (Diakonoff, 1970)
- Pandemis plutosema (Diakonoff, 1960)
- Pandemis refracta (Diakonoff, 1960)
- Pandemis regalis (Diakonoff, 1960)
- Pandemis retroflua (Diakonoff, 1960)
- Pandemis rotundata (Diakonoff, 1960)
- Pandemis sclerophylla (Diakonoff, 1960)
- Pandemis stalagmographa (Diakonoff, 1960)
- Pandemis stipulaceana (Mabille, 1900)
- Pandemis straminocula (Diakonoff, 1960)
- Pandemis subovata (Diakonoff, 1970)
- Pandemis tarda (Diakonoff, 1963)
- Pandemis xanthacra (Diakonoff, 1960)
- Pandemis xylophyes (Diakonoff, 1960)
- Panegyra cosmophora Diakonoff, 1960
- Panegyra stenovalva Razowski, 2005
- Paramesiodes longirostris Diakonoff, 1960
- Paramesiodes minor Diakonoff, 1960
- Peteliacma torrescens Meyrick, 1912
- Phricanthes flexilineana (Walker, 1863)
- Platysemaphora rubiginosa Diakonoff, 1960
- Procrica imitans (Diakonoff, 1947)
- Procrica intrepida (Meyrick, 1912)
- Procrica semilutea Diakonoff, 1960
- Vialonga pallior Diakonoff, 1960
- Vialonga polyantha Diakonoff, 1960
- Viettea spectabilis Diakonoff, 1960
- Xenophylla megalogona (Diakonoff, 1947)

## Uraniidae

### Epipleminae
- Epiplema andringitra Boudinot, 1982
- Epiplema ankafina Boudinot, 1982
- Epiplema bongo Boudinot, 1982
- Epiplema carayoni Boudinot, 1982
- Epiplema fletcheri Boudinot, 1982
- Epiplema griveaudi Boudinot, 1982
- Epiplema herbuloti Boudinot, 1982
- Epiplema lemairei Boudinot, 1982
- Epiplema malagasy Boudinot, 1982
- Epiplema pauliani Boudinot, 1982
- Epiplema perineti Boudinot, 1982
- Epiplema peyrierasi Boudinot, 1982
- Epiplema sogai Boudinot, 1982
- Epiplema toulgoeti Boudinot, 1982
- Madepiplema andrefana Boudinot, 1982
- Madepiplema zombitsy Boudinot, 1982
- Phazaca bonoraae (Boudinot, 1982)
- Phazaca incerta (Boudinot, 1982)
- Phazaca theclata (Guenée, 1858)

### Microniinae
- Acropteris insticta Warren, 1897
- Acropteris vacuata Warren, 1897
- Micronia semifasciata Mabille, 1880

### Uraniinae
- Chrysiridia rhipheus (Drury, 1773)
- Urapteritra antsianakaria (Oberthür, 1923)
- Urapteritra lobularia (Mabille, 1880)
- Urapteritra mabillei Viette, 1972
- Urapteritra malgassaria (Mabille, 1878)
- Urapteritra montana Viette, 1972
- Urapteritra piperita (Oberthür, 1923)
- Urapteritra suavis (Oberthür, 1923)

## Whalleyanidae
- Whalleyana toni Viette, 1977
- Whalleyana vroni Viette, 1977

## Xyloryctidae

### Xyloryctinae
- Amontes princeps Viette, 1958
- Eporycta pachnoscia Meyrick, 1915
- Exoditis boisduvalella Viette, 1956
- Exoditis dominiqueae Viette, 1955
- Exoditis janineae Viette, 1955
- Exoditis subfurcata Meyrick, 1933
- Exoditis sylvestrella Viette, 1955
- Exoditis vadonella Viette, 1955
- Herbulotiana abceda Viette, 1954
- Herbulotiana altitudinella Viette, 1963
- Herbulotiana atypicella Viette, 1956
- Herbulotiana benoistella Viette, 1954
- Herbulotiana bernardiiella Viette, 1954
- Herbulotiana bicolorata Viette, 1954
- Herbulotiana catalaella Viette, 1954
- Herbulotiana collectella Viette, 1956
- Herbulotiana halarcta (Meyrick, 1917)
- Herbulotiana longifascia Viette, 1954
- Herbulotiana paulianella Viette, 1954
- Herbulotiana robustella Viette, 1956
- Herbulotiana rungsella Viette, 1954
- Herbulotiana septella Viette, 1956
- Herbulotiana vadonella Viette, 1956
- Herbulotiana violacea Viette, 1954
- Herbulotiana zorobella Viette, 1988
- Mnarolitia ambreella Viette, 1968
- Mnarolitia griveaudi Viette, 1967
- Mnarolitia nectaropa (Meyrick, 1914)
- Mnarolitia paulianellum Viette, 1954
- Mnarolitia similans Viette, 1967
- Mnarolitia sylvestrella Viette, 1968
- Phracyps byblinopa (Meyrick, 1925)
- Phracyps lebisella Viette, 1955
- Phracyps longifasciella Viette, 1955
- Phracyps nephelocentra (Meyrick, 1933)
- Phracyps waterloti Viette, 1952
- Pseudoprocometis baronella Viette, 1956
- Pseudoprocometis helle Viette, 1952
- Pseudoprocometis robletella Viette, 1956

## Yponomeutidae

### Yponomeutinae
- Swammerdamia villiersi Gibeaux, 1984
- Xyrosaris secreta Meyrick, 1912
- Yponomeuta fumigatus Zeller, 1852
- Yponomeuta gnophera Agassiz, 2019
- Yponomeuta madagascariensis Gershenson, 2003
- Yponomeuta malagasella Agassiz, 2019
- Yponomeuta strigillatus Zeller, 1852
- Yponomeuta subplumbellus Walsingham, 1881
- Zelleria kesslerioides Gibeaux, 1985

## Ypsolophidae

### Ypsolophinae
- Phrealcia dolini (Gershenson, 2003)

## Zygaenidae
- Ankasocris striatus Viette, 1965
- Ischnusia culiculina (Mabille, 1878)
- Madaprocris minetorum Viette, 1978
- Sthenoprocris brondeliViette, 1978
- Sthenoprocris malgassica Hampson, 1920